# Warmia
Warmia (łac. Warmia, Varmia, niem. Ermland, warm. Warńija, prus. *Wormyan, Wārmi) – kraina historyczna w północno-wschodniej Polsce, stanowiąca część regionu historycznego Prusy. Autonomiczne państwo kościelne istniejące w latach 1243–1772, które w latach 1466–1772 należało do Polski jako księstwo warmińskie.
Aby odróżnić od Warmii plemiennej, terytorium  pruskiego plemienia Warmów, określana bywa również jako Warmia biskupia.

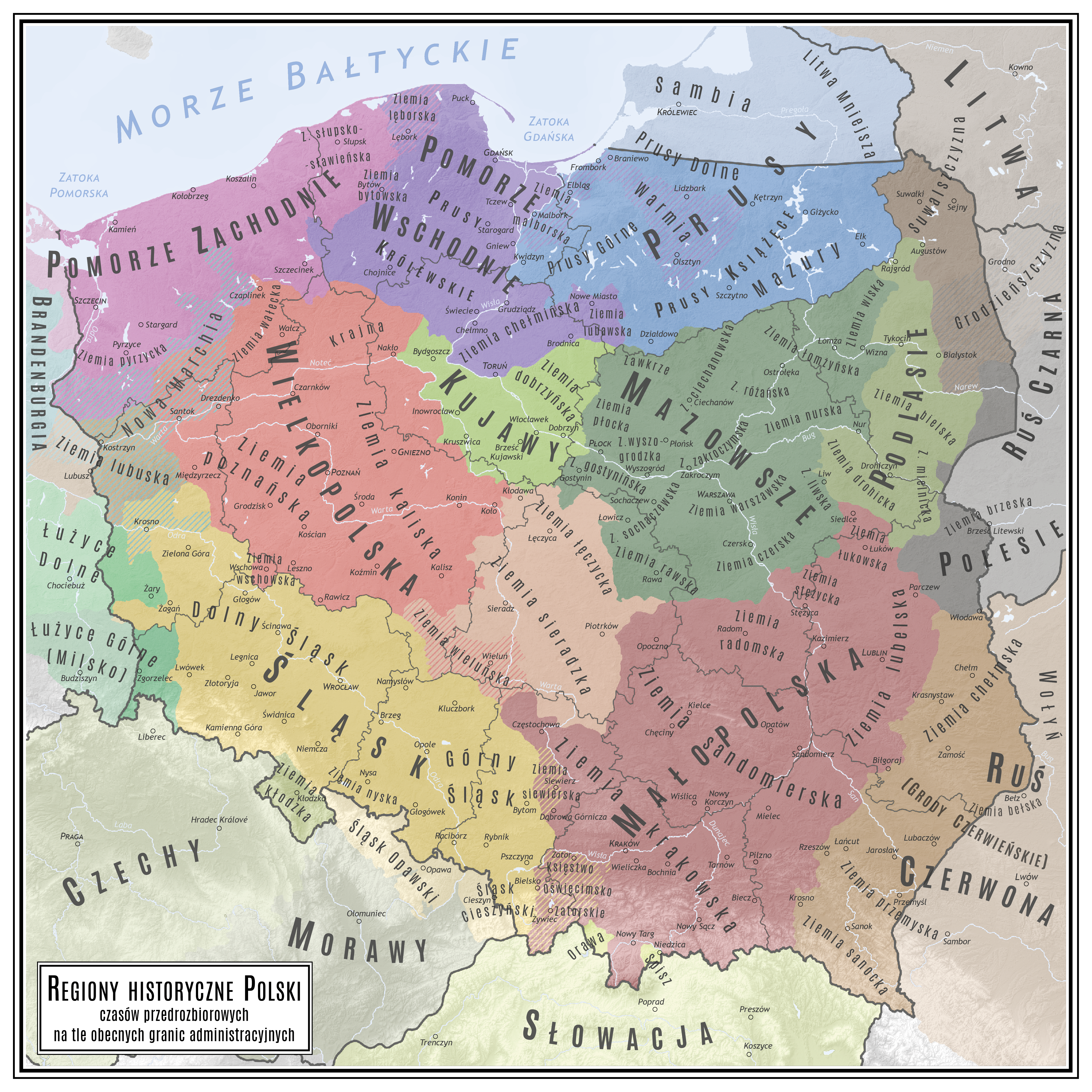
Warmia i inne krainy historyczne Polski na tle współczesnych granic administracyjnych

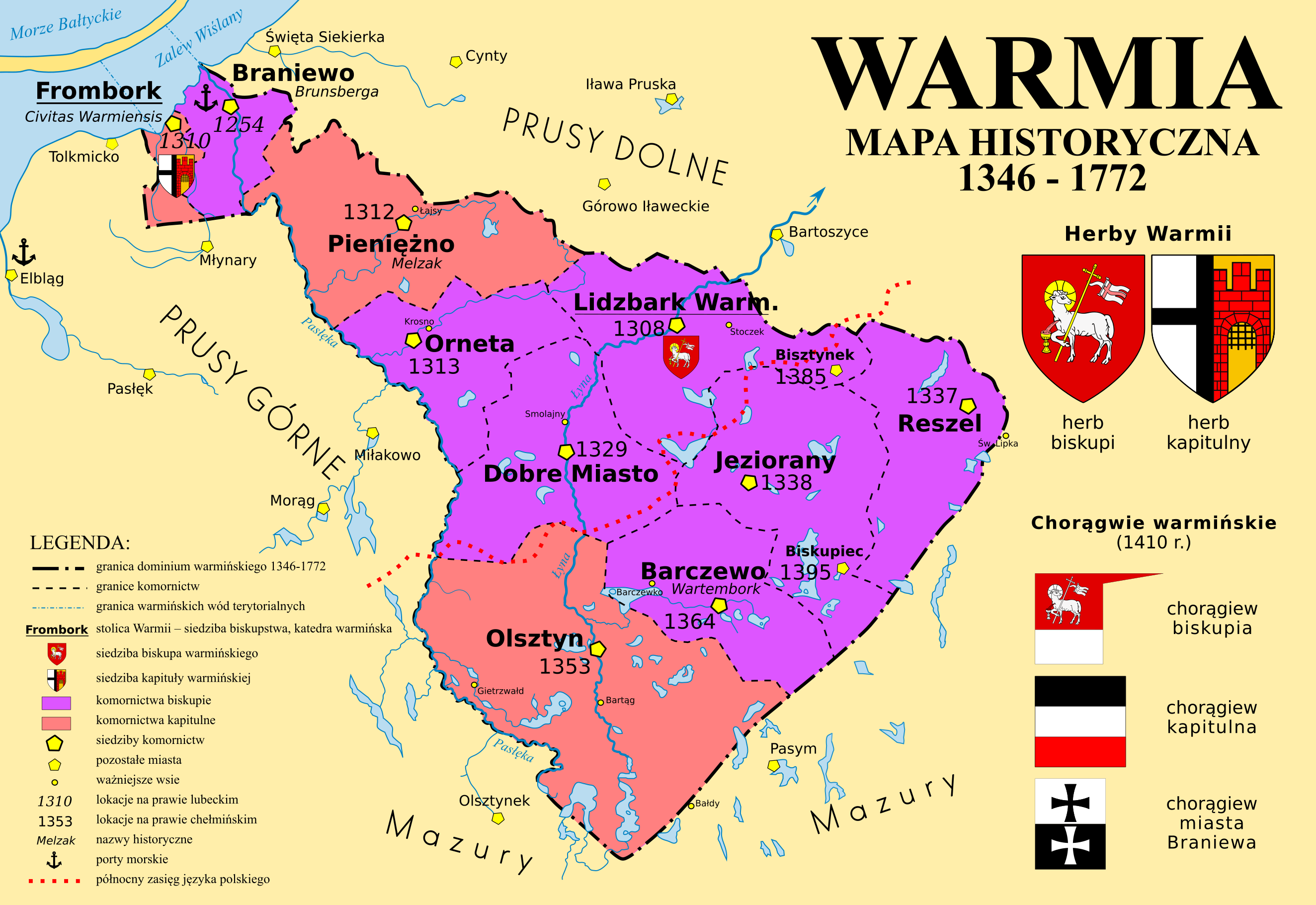
Mapa historyczna Warmii

## Nazwa

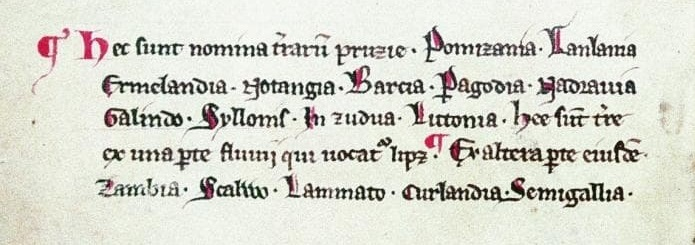
Lista ziem pruskich w duńskim kodeksie Liber Census Daniae z najstarszą wzmianką o Warmii.

Nazwa Warmia początkowo dotyczyła tylko krainy położonej u wybrzeża Zalewu Wiślanego, zamieszkałej przez pruski lud Warmów (tzw. Warmia plemienna), gdzie umiejscowiono siedzibę biskupstwa warmińskiego. Od niej swą nazwę przejęło państwo biskupie (tzw. Warmia historyczna lub biskupia).
Polska nazwa Warmii jest identyczna z nazwą łacińską. Niemiecka nazwa krainy to Ermland. W gwarze warmińskiej na Warmię mówiono Warńija, a w mazurskiej Warmzia.
Pierwsze wzmianki o Warmii, jeszcze sprzed podboju krzyżackiego, pochodzą ze źródeł duńskich. Z około 1210–1231 pochodzi najstarszy zapis w formie Ermelandia zawarty w Liber Census Daniae, zbiorze dokumentów podatkowych króla Danii Waldemara II Zwycięskiego, który w 1210 roku podporządkował czasowo wybrzeża pruskie.
Pod nazwą Warmia kraina występuje powszechnie w dokumentach łacińskich – kościelnych, polskich i krzyżackich – od roku 1242.
Pochodzenie nazwy Warmii nie jest pewne, jednak zwykle wywodzi się ją od pruskiego słowa wormyan oznaczającego kolor czerwony i spokrewnionego ze słowem „czerw, robak”. Wiąże się to najprawdopodobniej z pozyskiwaniem na pobrzeżach Zalewu Wiślanego larw czerwca polskiego (Porphyrophora polonica), które były używane jako czerwony barwnik w procesie barwienia tkanin. Nazwa Warmii znaczy więc najprawdopodobniej „czerwona kraina” lub „kraina czerwców”.
W innych koncepcjach o etymologii nazwy wskazuje się na możliwe pochodzenie skandynawskie, związek ze słowem „robak, wąż”, z dawną nazwą Ornety, albo z nazwą krainy Wermelandia w Szwecji. 

## Terytorium

### Granice

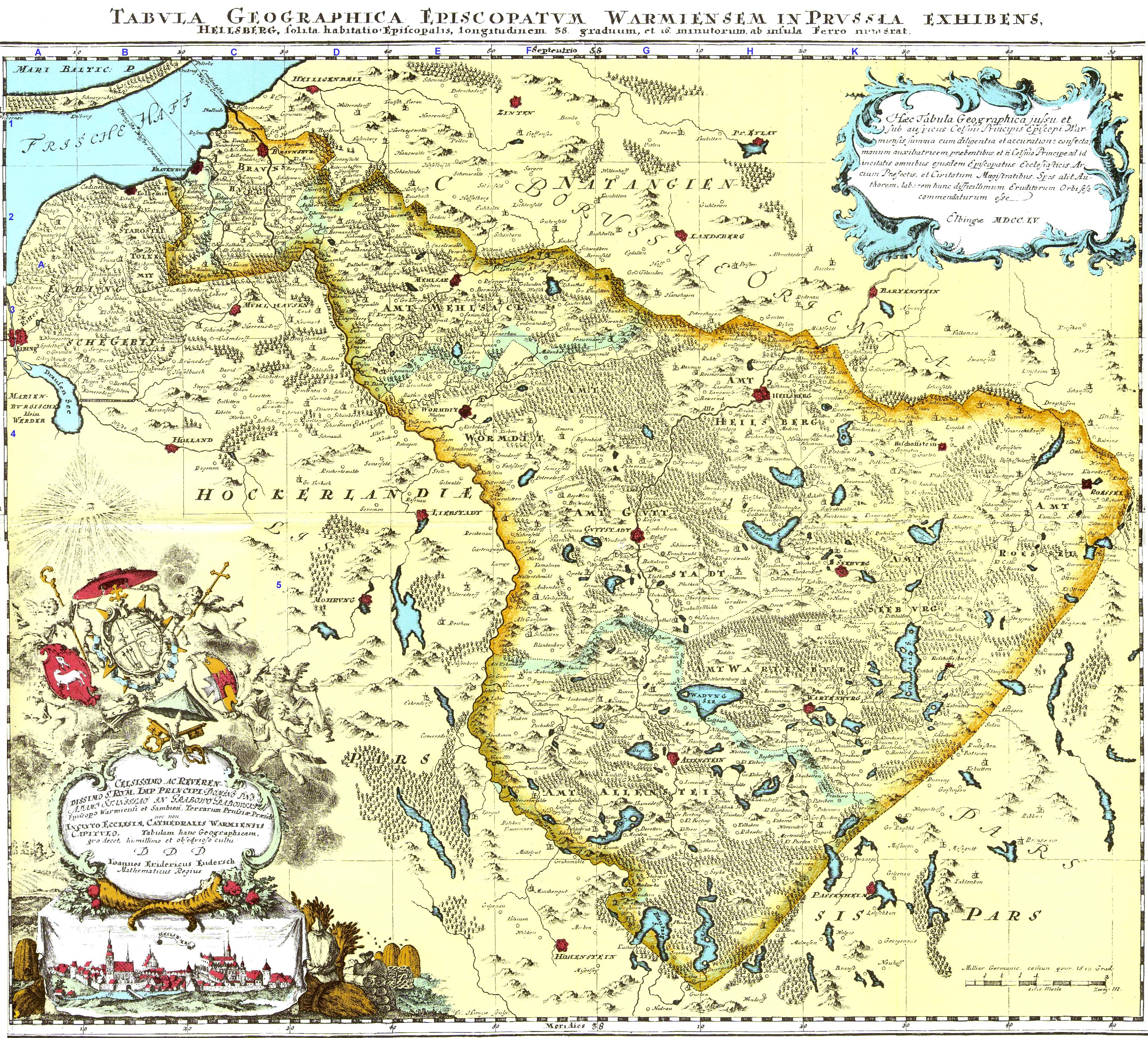
Jan Fryderyk Endersch, Mapa Świętej Warmii z 1755 roku

Terytorium Warmii kształtem przypomina trójkąt o nieregularnych bokach ze ściętym wierzchołkiem wcinającym się w ląd od Zalewu Wiślanego przez dorzecze Pasłęki i Łyny.
Od zachodu krótkim odcinkiem graniczy z ziemią malborską (granicę wyznaczają Święty Kamień i rzeczka Narusa), a następnie z Prusami Górnymi (granicą na całej długości jest rzeka Pasłęka). Na południu i wschodzie sąsiaduje z Mazurami. Od północy natomiast graniczy z Prusami Dolnymi (Barcją i Natangią).
Współcześnie Warmia wchodzi w całości w skład województwa warmińsko-mazurskiego. Powierzchnia krainy wynosi około 4250 km², co stanowi 17,6% obszaru obecnego województwa.

### Miasta

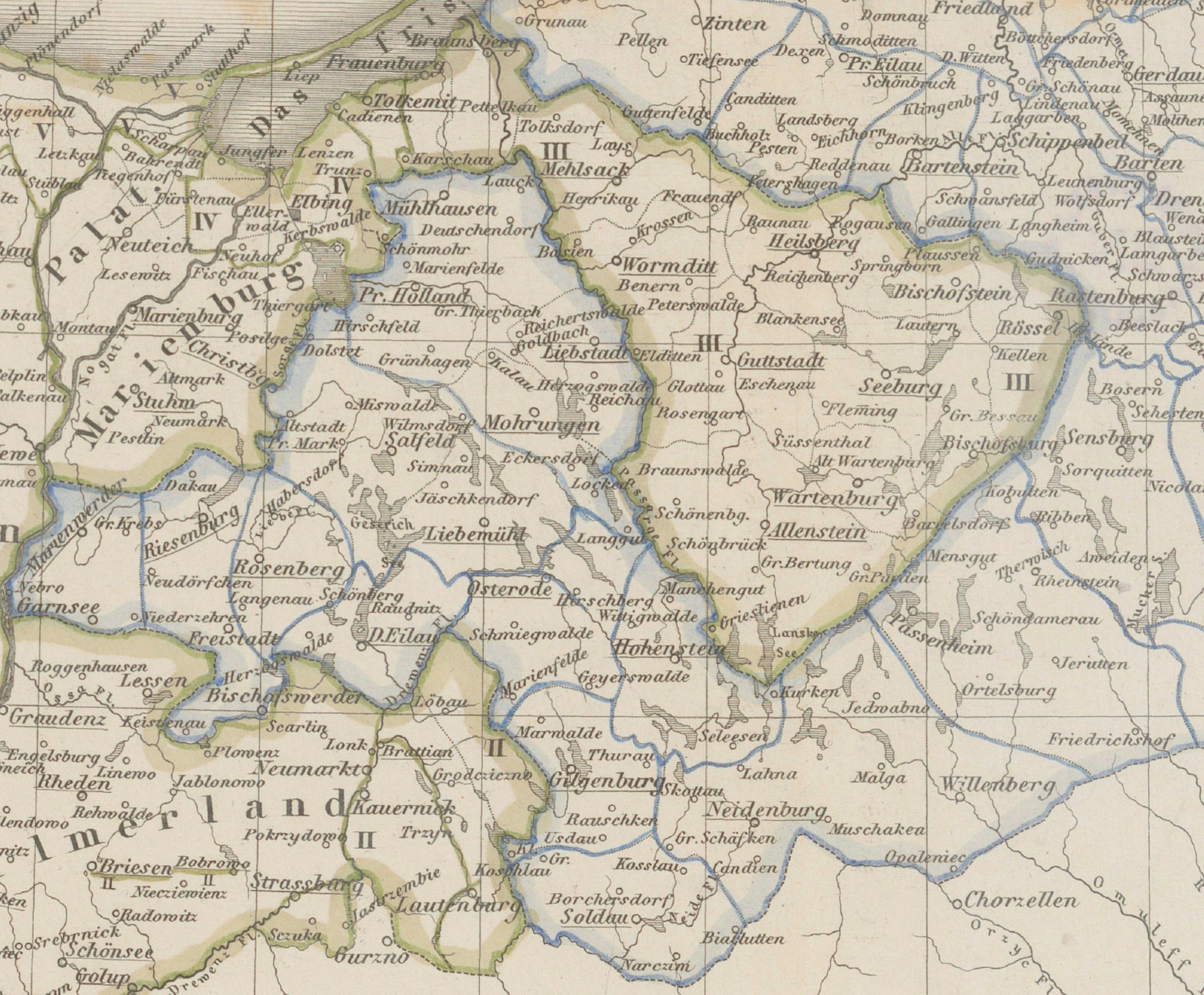
Warmia i Prusy Górne w latach 1525-1772 (mapa Max Töppen, 1858)

Na Warmii leży 12 miast, wszystkie zostały założone w okresie kolonizacji Warmii i posiadają prawa miejskie od średniowiecza. Najstarszym miastem warmińskim jest Braniewo, które lokowane było jeszcze w XIII wieku, zaś pozostałe miasta powstały w XIV wieku. Braniewo i Frombork lokowano na prawie lubeckim, a wszystkie pozostałe na chełmińskim.
10 pierwszych założonych miast warmińskich było jednocześnie siedzibami komornictw (powiatów), zaś dwa ostatnie (Bisztynek i Biskupiec) powstały tylko jako prywatne miasta biskupów. Miasto Braniewo posiadało w obrębie Warmii autonomię, jako port morski i miasto hanzeatyckie. Obecnie największym miastem historycznej Warmii jest Olsztyn – stolica województwa warmińsko-mazurskiego, co nie oznacza jednak stolicy Warmii.
| Lp. | Miasto             | Populacja | Powierzchnia | Nazwa historyczna | Nazwa niemiecka | Prawa miejskie | Odnowienie praw | Założyciel                       |
| --- | ------------------ | --------- | ------------ | ----------------- | --------------- | -------------- | --------------- | -------------------------------- |
| 1.  | Braniewo           | 16 907    | 12,41 km²    | Brunsberga        | Braunsberg      | 1254           | 1284            | biskup warmiński Anzelm z Miśni  |
| 2.  | Lidzbark Warmiński | 15 877    | 14,4 km²     |                   | Heilsberg       | 1308           |                 | biskup warmiński Eberhard z Nysy |
| 3.  | Frombork           | 2415      | 7,59 km²     |                   | Frauenburg      | 1310           |                 | biskup warmiński Eberhard z Nysy |
| 4.  | Pieniężno          | 2802      | 3,81 km²     | Melzak            | Mehlsack        | 1312           | 1326            | warmińska kapituła katedralna    |
| 5.  | Orneta             | 8924      | 9,63 km²     |                   | Wormditt        | 1313           | 1359            | biskup warmiński Eberhard z Nysy |
| 6.  | Dobre Miasto       | 10 239    | 4,86 km²     |                   | Guttstadt       | 1329           |                 | biskup warmiński Henryk Wogenap  |
| 7.  | Reszel             | 4615      | 3,82 km²     |                   | Rößel           | 1337           |                 | warmińska kapituła katedralna    |
| 8.  | Jeziorany          | 3258      | 3,41 km²     | Zybork            | Seeburg         | 1338           |                 | biskup warmiński Herman z Pragi  |
| 9.  | Olsztyn            | 170 622   | 88,33 km²    |                   | Allenstein      | 1353           |                 | warmińska kapituła katedralna    |
| 10. | Barczewo           | 7472      | 4,58 km²     | Wartembork        | Wartenburg      | 1364           |                 | biskup warmiński Jan Stryprock   |
| 11. | Bisztynek          | 2417      | 2,16 km²     |                   | Bischofstein    | 1385           |                 | biskup warmiński Henryk Sorbom   |
| 12. | Biskupiec          | 10 539    | 5 km²        |                   | Bischofsburg    | 1395           |                 | biskup warmiński Henryk Sorbom   |

### Stolica i rezydencje

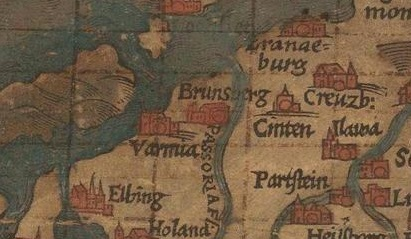
Frombork (jako Varmia) na mapie Polski z 1570 r.

Ponieważ Warmia jest krainą historyczną, więc o jej stolicy można mówić jedynie w kontekście historycznym. Warmia stanowiła dominium biskupstwa warmińskiego i jej formalną stolicą była stolica diecezji – siedziba katedry i kapituły – czyli Frombork.
Pierwotnie w 1243 roku na siedzibę biskupstwa warmińskiego i na swoją rezydencję pierwszy biskup warmiński Anzelm z Miśni wybrał Braniewo. Tam też początkowo zlokalizowano katedrę i kapitułę katedralną. Jednak miasto i kościół zostały zniszczone w wyniku powstania Prusów. Już w 1278 roku drugi biskup Henryk Fleming przeniósł stolicę diecezji – katedrę i kapitułę – do Fromborka.
Od średniowiecza Frombork nazywano również Civitas Warmiensis („miasto warmińskie”), a na niektórych mapach nowożytnych skrótowo określano go po prostu jako Varmia (od XVI wieku). Do samego końca istnienia dominium warmińskiego, we Fromborku znajdowały się siedziba kapituły warmińskiej i kościelna siedziba biskupów (tron biskupi).
Do dziś właśnie we Fromborku znajduje się katedra warmińska (w Olsztynie znajduje się jedynie konkatedra).
Niezależnie od stolicy Warmii wyglądała sprawa faktycznej rezydencji biskupów. Zgodnie z prawem kościelnym, biskup warmiński wybierany był przez kapitułę fromborską, po czym w kościele katedralnym we Fromborku następował jego ingres, czyli formalne objęcie władzy nad diecezją. Formalnie Frombork był siedzibą „kościoła warmińskiego” i jego „pasterza”. Faktycznie, w związku z podziałem Warmii na ziemie biskupie i kapitulne (Frombork i okolice w 1320 roku przypadły kapitule), biskup warmiński rezydował w swoich dobrach.
Początkowo biskupi mieszkali w Braniewie, w 1340 roku przenieśli się na krótko do Ornety, a w 1350 roku do Lidzbarka Warmińskiego, gdzie odtąd była ich główna rezydencja. Oprócz zamku w Lidzbarku, biskupi warmińscy mieli kilka pomniejszych rezydencji w swoich dobrach, między innymi pałac w Smolajnach i dwór w Sątopach.
W czasach nowożytnych, gdy w Księstwie Warmińskim władza biskupów coraz bardziej nabierała charakteru władzy absolutnej, Lidzbark Warmiński de facto spełniał rolę stolicy Księstwa, podobnie jak rezydencje innych władców absolutystycznych. Niemniej formalnie stolicą Warmii pozostawał Frombork.

## Geografia

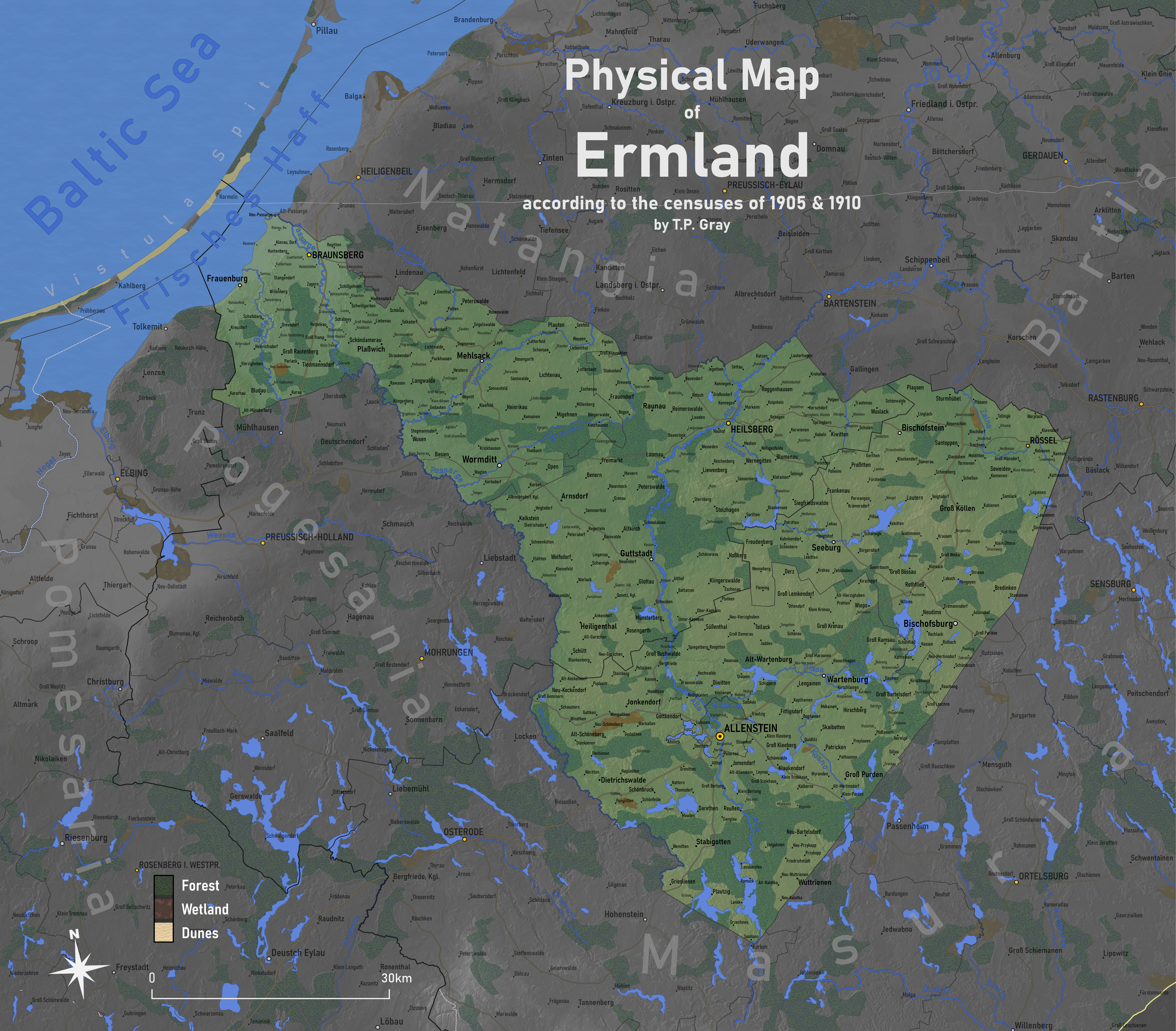
Fizyczna mapa Warmii

### Regiony geograficzne
Według regionalizacji fizycznogeograficznej Polski Warmia rozciąga się na obszarze części trzech makroregionów:
- Pobrzeża Gdańskiego, w tym mezoregiony: 
  - Wybrzeże Staropruskie,
  - Wysoczyzna Elbląska,
  - Równina Warmińska,
- Niziny Staropruskiej, w tym mezoregiony: 
  - Wzniesienia Górowskie,
  - Równina Ornecka,
  - Nizina Sępopolska,
- Pojezierza Mazurskiego, w tym mezoregiony:
  - Wysoczyzna Jeziorańsko-Bisztynecka,
  - Pojezierze Olsztyńskie,
  - Pojezierze Mrągowskie.

### Rzeki
Niemal wszystkie miasta warmińskie, poza Bisztynkiem, położone są nad rzekami. Najważniejsze rzeki przepływające przez Warmię to Łyna i jej dopływy (Wadąg-Pisa Warmińska, Symsarna) oraz Pasłęka i jej dopływy (Wałsza, Drwęca Warmińska). Wszystkie rzeki Warmii uchodzą do Zalewu Wiślanego, bądź bezpośrednio, bądź przez inne rzeki:
| Rzeka            | Dopływ której rzeki              | Miasta nad tą rzeką                       |
| ---------------- | -------------------------------- | ----------------------------------------- |
| Łyna             | Pregoła                          | Olsztyn, Dobre Miasto, Lidzbark Warmiński |
| Pasłęka          | Bezpośrednio do Zalewu Wiślanego | Braniewo                                  |
| Wałsza           | Pasłęka                          | Pieniężno                                 |
| Drwęca Warmińska | Pasłęka                          | Orneta                                    |
| Pisa Warmińska   | Wadąg (doplyw Łyny)              | Barczewo                                  |
| Dymer            | Pisa Warmińska                   | Biskupiec                                 |
| Symsarna         | Łyna                             | Jeziorany, Lidzbark Warmiński             |
| Sajna            | Guber (dopływ Łyny)              | Reszel                                    |
| Bauda            | Bezpośrednio do Zalewu Wiślanego | Frombork                                  |
| –                | –                                | Bisztynek (nie leży nad rzeką)            |

### Jeziora
Na terenie historycznej Warmii leży ponad 100 jezior o powierzchni ponad 1 ha, z czego większość na Pojezierzu Olsztyńskim.
Największe z nich to:
- Jezioro Łańskie – 1075 ha
- Jezioro Dadaj – 1010 ha
- Jezioro Wadąg – 558 ha
- Jezioro Ukiel (Krzywe) – 412 ha
- Jezioro Isąg – 378 ha

## Historia

### Pradzieje i podbój (do 1243)

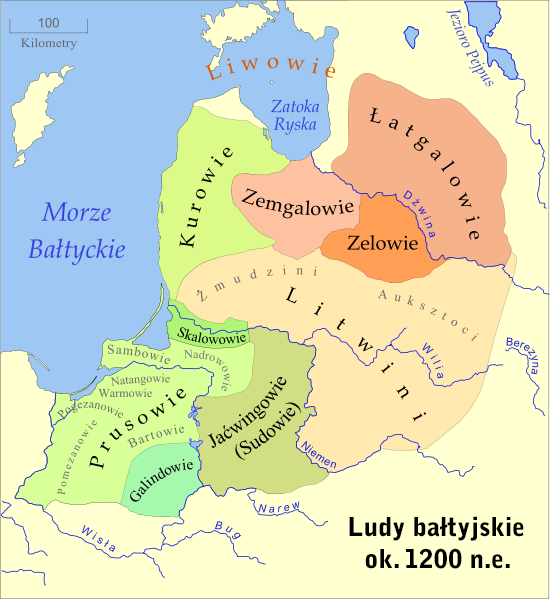
Ludy bałtyjskie ok. 1200 roku.

Prusowie w XIII wieku według Henryka Łowmiańskiego. Warmia plemienna zajmowała wtedy większy obszar Zalewu Wiślanego niż późniejsze Księstwo warmińskie.

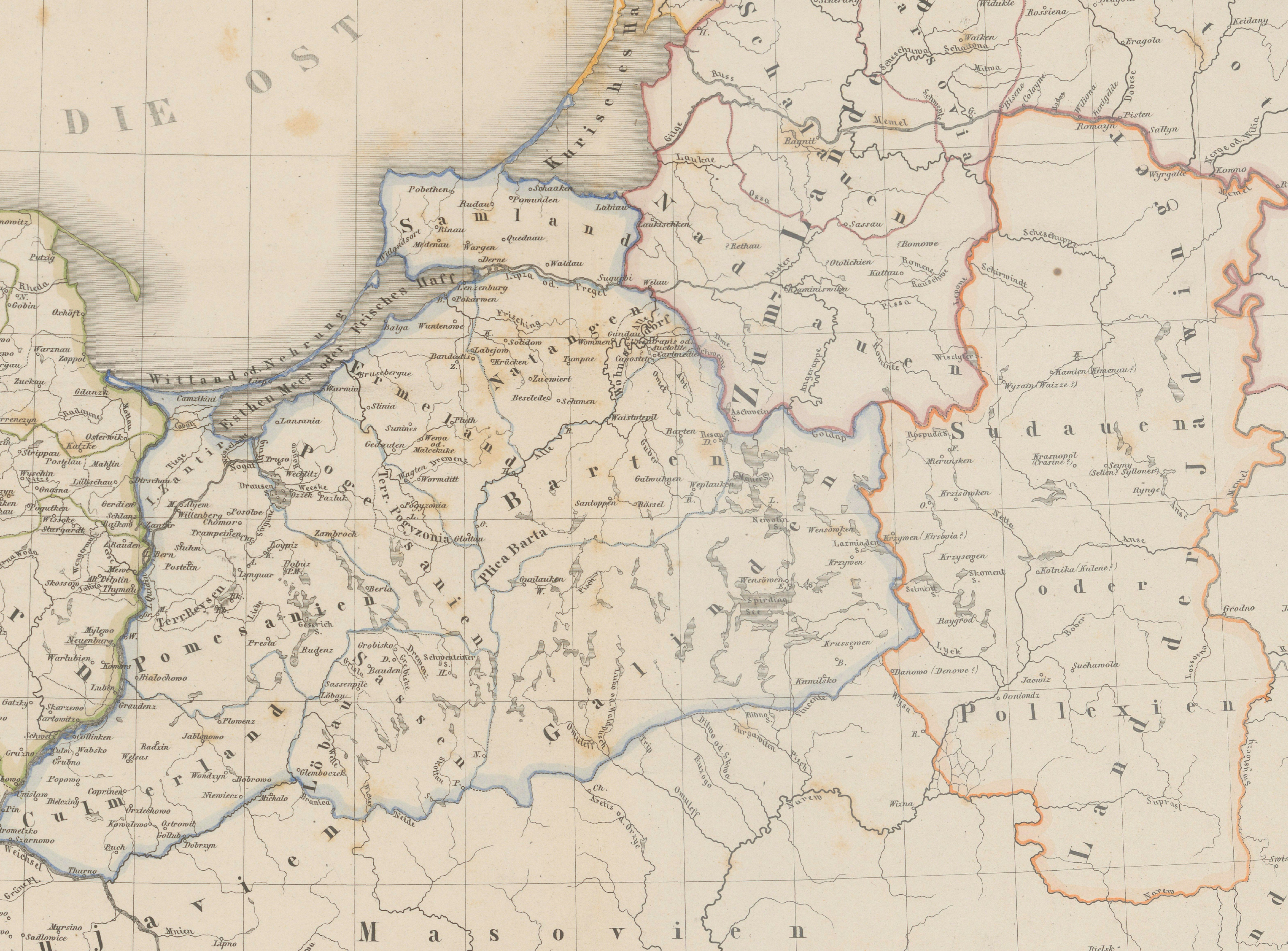
Prusy plemienne według Maxa Toeppena (1858) z zaznaczoną lokalizacją włości pruskich.

Pierwotnie Warmia stanowiła gęsto zasiedlone terytorium pruskiego plemienia Warmów wzdłuż wybrzeża Zalewu Wiślanego obejmujące północną część Wysoczyzny Elbląskiej (ziemia Lanzania), Równinę Warmińską (dorzecza dolnej Baudy i Pasłęki, późniejsze Frombork i Braniewo) oraz Wybrzeże Staropruskie aż do rzeki Świeżej (ziemie Wuntenowe i Medenowe, późniejsze Bałga i Pokarmin). W głąb lądu terytorium Warmów obejmowało zespół osad nad rzeką Wałszą (ziemie Wewa i Plut, późniejsze Pieniężno i Pluty) i sięgało aż po Łynę. Według niektórych źrodeł grodem Warmów była również Orneta (pierwotna nazwa Wormditt) położona nad rzeką Drwęcą Warmińską, choć nie jest to pewne. 
W skład późniejszej biskupiej Warmii weszły też należące do Pogezanii ziemie Glottowia (późniejsze Dobre Miasto), Wurmedyten (późniejsza Orneta) oraz Gudikus (teren na zachód od Olsztyna z ośrodkiem we wsi Godki), ziemie należące do Barcji (późniejsze Lidzbark Warmiński, Jeziorany i Reszel) oraz ziemie należące do  Galindii: Gunlauken (okolice Barczewa) i Bertingen (okolice Olsztyna).
Od końca X wieku władcy Polski podejmowali próby podboju i chrystianizacji Prus. W połowie XII wieku z inicjatywy papieży rozpoczęto podbój ziem plemion nadbałtyckich w ramach krucjat północnych, w których brali udział władcy duńscy, sascy i polscy. Od roku 1200 z inicjatywy papieża Innocentego III rozpoczęła się chrystianizacja Prus, którą powierzono cystersom z Łekna. W 1215 ich opat Chrystian z Oliwy został mianowany biskupem misyjnym Prus. Działania cystersów zbrojnie wspierali król Danii i polscy książęta.
W roku 1210 do Prus wyprawił się duński król Waldemar II Zwycięski, który opanował wybrzeża pruskie. Dokumenty podatkowe Waldemara II wymieniają podległe mu ziemie pruskie, między innymi Warmię (Ermelandia), a także sąsiednią Pomezanię, Lanzanię, Sambię i inne. Duński władca zmusił podległego mu gdańskiego księcia Mściwoja I, by przekazał cystersom z Łekna dwa zamki w Prusach: Zantyr nad Wisłą (w pobliżu późniejszego Malborka) oraz Preghore przy ujściu Pregoły w Sambii. Waldemar wspierał działalność misyjną opata cystersów Chrystiana, którego prawdopodobnie sprowadził w tym celu do Oliwy.
Według historyka Stanisława Achremczyka: „powstanie wspólnotowego związku, noszącego nazwę Ermelandia, Warmia, należy łączyć z królem Danii Waldemarem, który w 1210 r. podjął rozmowy ze wspólnotami, mieszkającymi w dorzeczu dolnej Pasłęki i Rzeki Świeżej. Na tym terytorium istniały też ziemie Plut, Wewa, Wormdhitt”. Około 1215 r. w Lanzanii przyjęła chrześcijaństwo grupa Prusów, prawdopodobnie Warmów, na czele z lokalnym nobilem Warporem. Obecność Waldemara II w Prusach miała jednak charakter przejściowy, a działania misyjne Chrystiana ograniczony zasięg.
Wobec nieskuteczności tych działań, mazowiecki książę Konrad w roku 1226 sprowadził do Prus zakon krzyżacki. W roku 1237 posuwający się wzdłuż Wisły Krzyżacy dotarli do Zalewu Wiślanego i na terenie zdobytej Pogezanii założyli miasto Elbląg. Krótko potem w roku 1239 pokonali Warmów i zdobyli ich główną twierdzę Honeda (na terenie włości Wuntenowe), na miejscu której powstał krzyżacki zamek Bałga. Mimo oporu Warmowie z czasem podporządkowali się Zakonowi.

### Warmia w czasach krzyżackich (1243–1454)

Diecezje w Prusach od XIII wieku, zaznaczono dominium warmińskie.

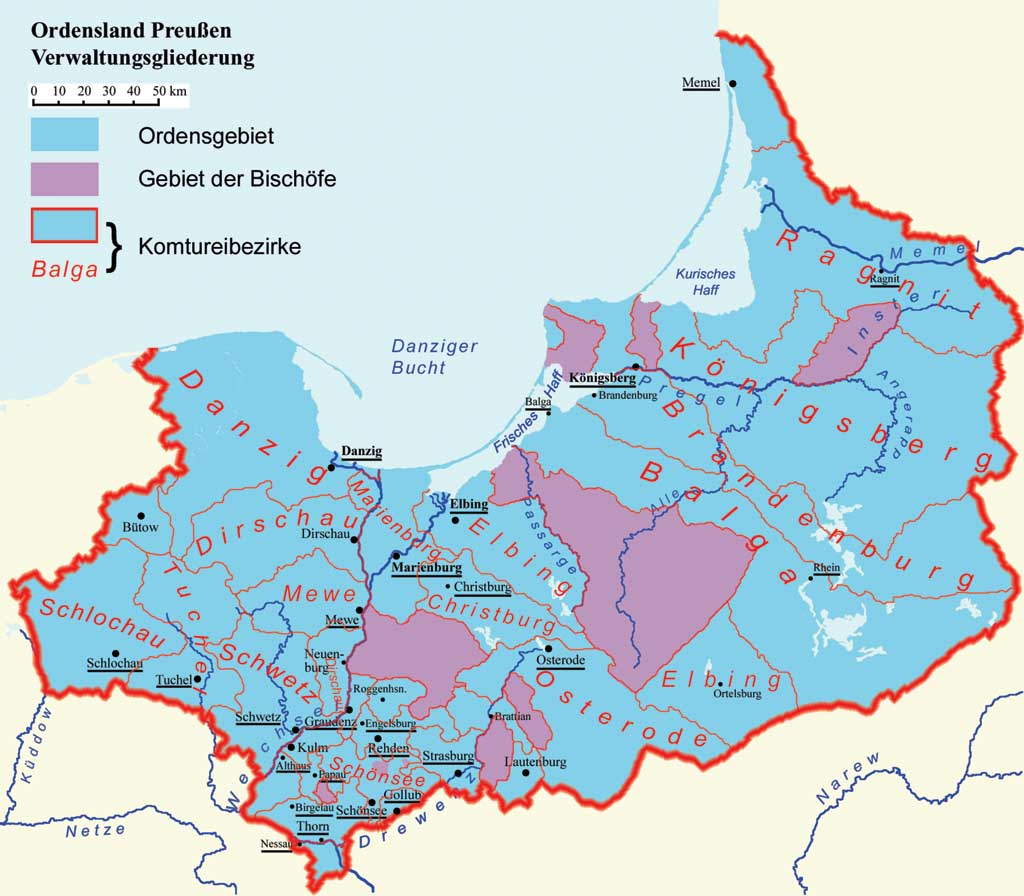
Podział administracyjny państwa krzyżackiego w Prusach: niebieski – komturie zakonne, różowe – posiadłości biskupstw.

Na mocy decyzji Innocentego IV z 1243 r. w kraju podbijanym przez zakon krzyżacki powstały cztery diecezje: chełmińska, pomezańska, warmińska i sambijska. W każdej diecezji 1/3 ziemi należeć miała do odnośnego biskupa jako jego dominium. Pierwszy biskup warmiński Anzelm z Miśni wybrał środkową część wybrzeża warmińskiego, aby zapewnić sobie ochronę militarną Zakonu po obu stronach swojego dominium. Dlatego od początku biskupia Warmia (Braniewo, Frombork) rozdzielała krzyżackie Prusy Górne (Elbląg) i Prusy Dolne (Bałga).
Granice diecezji warmińskiej oraz wydzielonego z niej dominium kształtowały się etapami, w miarę zdobywania w kierunku południowym terenów zamieszkanych przez Prusów. Zasadniczo granice Warmii ustalono w 1346, lecz później dochodziło do zatargów granicznych między biskupami warmińskimi a wielkimi mistrzami Zakonu. W sporach tych biskupi musieli ustępować Zakonowi. Spór między biskupem Janem Stryprockiem a mistrzem Winrychem von Kniprode rozstrzygał w 1375 roku sąd rozjemczy, którego wyrok zatwierdził papież Grzegorz IX. W wyniku tego sporu Warmia utraciła tereny w okolicach Reszla. Ustalone wówczas ostatecznie granice Warmii przetrwały – z niewielkimi modyfikacjami – do końca jej samodzielności, czyli do zaboru jej przez Prusy i sekularyzacji w 1772.
Wydzielone dominium warmińskie stanowiło „państwo w państwie”, autonomiczne państewko w obrębie państwa krzyżackiego. Było ono wbudowane w obronne struktury państwa zakonnego, którego terytorium otaczało Warmię z wszystkich stron. Obrona terenu Warmii należała do obowiązków Zakonu. Władzę zakonną na Warmii reprezentował urzędnik – wójt krajowy, który sprawował dowództwo wojskowe nad zamkami warmińskimi i stanowił instancję sądową. W pozostałych sprawach władzę posiadało biskupstwo (więc odpowiednio biskup lub kapituła).
Siedzibą biskupów było początkowo Braniewo w latach 1280–1340, krótko Orneta w latach 1340–1350 i od 1350 Lidzbark Warmiński.
Biskupów warmińskich wybierała kapituła katedralna (na Warmii nazywana kapitułą warmińską), która stanowiła również kolegialny organ dbający o funkcjonowanie biskupstwa.
W skład kapituły warmińskiej wchodziło 16 kanoników, zarówno spośród osób duchownych, jak i świeckich (z niższymi święceniami). Na czele kapituły stał „zarząd” złożony z pięciu dostojników: prepozyta (przewodniczącego), dziekana, kantora, scholastyka i kustosza. Sprawami majątkowymi zajmował się administrator dóbr kapitulnych, którym był także jeden z kanoników.
Kapituła warmińska utworzona w 1260 r., początkowo miała również krótko siedzibę w Braniewie, a później na stałe we Fromborku.
Pierwszy biskup warmiński Anzelm z Miśni wyznaczył 2/3 terytorium Warmii jako własność biskupa warmińskiego, a 1/3 jako terytorium kapituły warmińskiej. Zgodnie z tą regułą powstało 10 komornictw (odpowiednik prokuratorii, późniejszych powiatów). Na utrzymanie kapituły warmińskiej wyznaczono trzy komornictwa: olsztyńskie (powstało w 1346 r.), melzackie (pieniężnieńskie) i fromborskie (powstały w czasie rządów biskupa Henryka Fleminga). W dyspozycji biskupa było zaś siedem komornictw: braniewskie, orneckie, dobromiejskie, wartemborskie (barczewskie), reszelskie, jeziorańskie i lidzbarskie.
Relacje w obrębie dominium warmińskiego pomiędzy jego „głową” (biskupem) a „ciałem” (kapitułą) ustalone były na podobnej zasadzie, co relacje pomiędzy Zakonem a Warmią. W komornictwach kapitulnych władzę biskupią reprezentował urzędnik biskupi. Jednak ziemie kapituły nie podlegały biskupom, lecz stanowiły same w sobie autonomiczny organizm. Warmia była więc państwem dwuczłonowym, gdzie obok siebie funkcjonowały „państwo” biskupie i „państwo” kapitulne.
Dodatkowo autonomią w obrębie Warmii, cieszyło się Braniewo, które było bogatym miastem kupieckim. Położony przy ujściu Pasłęki do Zalewu Wiślanego pełnomorski port w Braniewie przez wieki odgrywał ważną rolę handlową i przeładunkową dla całych Prus, konkurując jedynie z Elblągiem i Królewcem. Braniewo należało do Hanzy, co zapewniało jego mieszczanom dużą dozę niezależności wobec biskupów warmińskich.
Warmia w ramach państwa krzyżackiego posiadała samodzielność gospodarczą i korzystała z ochrony militarnej Zakonu. W czasie wojny polsko-krzyżackiej w latach 1409–1411 z terenu Warmii wystawione zostały trzy chorągwie: biskupia, kapitulna i miasta Braniewa (według Banderia Prutenorum Jana Długosza). Chorągwiami z terenu Warmii przypuszczalnie dowodzili wójtowie – biskupi i kapitulny. W bitwie pod Grunwaldem z Warmii brało udział ok. 1000 zbrojnych po stronie krzyżackiej. Zbrojni warmińscy pochodzili z majątków rycerskich (takich jak min. Bartążek, Gągławki, Kielary, Majdy, Różnowo w komornictwie olsztyńskim), rekrutowali się z tzw. wolnych, rzadziej z mieszczan i najemników.
Po bitwie grunwaldzkiej miasta i zamki warmińskie poddawały się wojskom polsko-litewskim. W sierpniu 1410 roku pod Malborkiem biskup warmiński Henryk Vogelsang w imieniu swoim i kapituły osobiście złożył królowi polskiemu hołd lenny. Przysiegę wierności złożyły też miasta warmińskie. Jednak w wyniku nieudanego oblężenia Malborka jesienią polskie wojska wycofały się z Prus. Na mocy pokoju toruńskiego (1411) nabytki polskie powróciły pod zwierzchnictwo krzyżackie, a wszelkie przysięgi uznano za nieważne.

### Warmia w granicach Królestwa Polskiego (1454/64–1772)

Podział państwa Zakonu krzyżackiego: Prusy Królewskie (Warmia oraz województwa pomorskie, malborskie i chełmińskie) przyłączone do Polski. Prusy Książęce – polskie lenno.

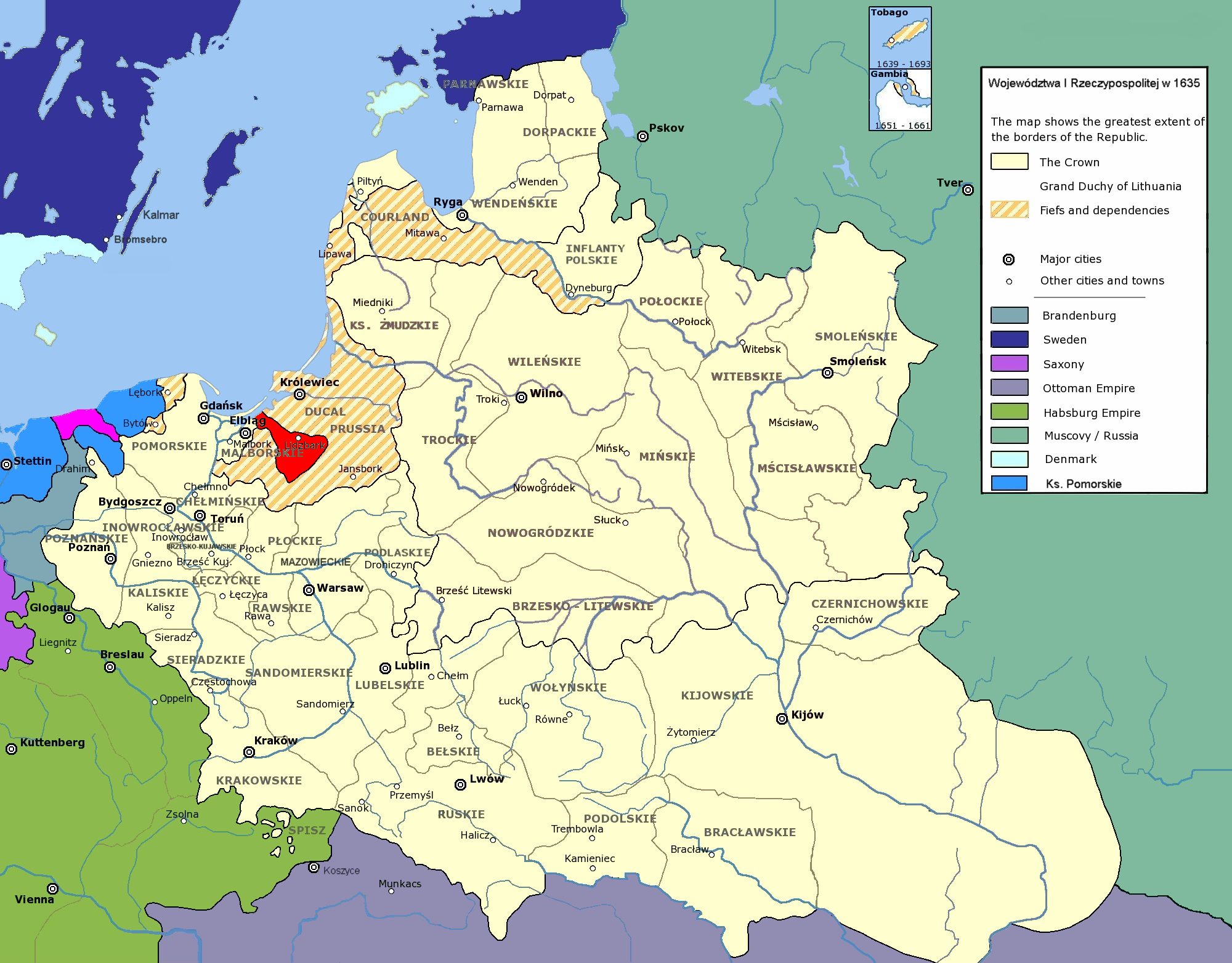
Warmia w granicach Rzeczypospolitej

W 1454 miasta Warmii wzięły udział w powstaniu antykrzyżackim i uznały zwierzchnictwo króla Polski. Podczas wojny trzynastoletniej różne miasta w różnych momentach znajdowały się w rękach polskich bądź krzyżackich. Ostatecznie biskup warmiński Paweł Legendorf, po przejęciu kontroli nad regionem, w 1464 ponownie poddał całą Warmię Koronie Polskiej, co zostało przypieczętowane w II pokoju toruńskim w 1466 r.
Warmia wraz z województwami: pomorskim, malborskim i chełmińskim weszła w skład Prus Królewskich w obrębie Korony Królestwa Polskiego (od 1569 w Rzeczypospolitej).
Dominium warmińskie funkcjonowało odtąd jako częściowo autonomiczne Księstwo Warmińskie, ponieważ władzę zwierzchnią sprawowali w nim biskupi warmińscy, którzy będąc zależni bezpośrednio od Stolicy Apostolskiej byli również książętami Świętego Cesarstwa Rzymskiego (łac. Sancti Romani Imperii Principes).
Jako prezydenci senatu Prus Królewskich biskupi warmińscy przewodniczyli obradom sejmów stanów pruskich (sejmików generalnych Prus Królewskich). Byli zarazem poddanymi i lennikami królów polskich.
Status księstwa warmińskiego był na tle podziału terytorialnego I Rzeczypospolitej podobny do księstwa siewierskiego. Władzę lokalną w księstwie sprawowali bowiem biskupi warmińscy, a terytorium dominium warmińskiego wchodziło od 1466 na statusie zależnym w skład Korony Królestwa Polskiego. Król Polski zachował pewne wpływy lenne (personalna obsada biskupstwa warmińskiego, zaprzysiężenia wierności państwu polskiemu itd.).
Zależność ta była jednak wielokrotnie kwestionowana, dopiero po zwycięskiej dla Polski wojnie popiej, zawarto w 1479 tzw. „układ piotrkowski”, w którym potwierdzono wcielenie księstwa warmińskiego do Korony, przyznano biskupowi warmińskiemu tytuł radcy królewskiego, przyznano też jego poddanym prawo do oporu, w przypadku, gdyby władca duchowny odmówił zaprzysiężenia wierności państwu polskiemu. Zastrzeżono, że kapituła warmińska „wybierze osobę miłą królowi polskiemu”. 
W 1512 („drugi układ piotrkowski”) dodatkowo wzmocniono polską kontrolę nad księstwem, wprowadzając zapis o wyborze biskupa spośród czterech kanoników przedstawionych królowi przez kapitułę. W późniejszym okresie polskim władca sam wskazywał swojego kandydata, którego kapituła musiała kreować na swojego kanonika, który zazwyczaj znajdował się potem na pierwszym miejscu listy czterech.

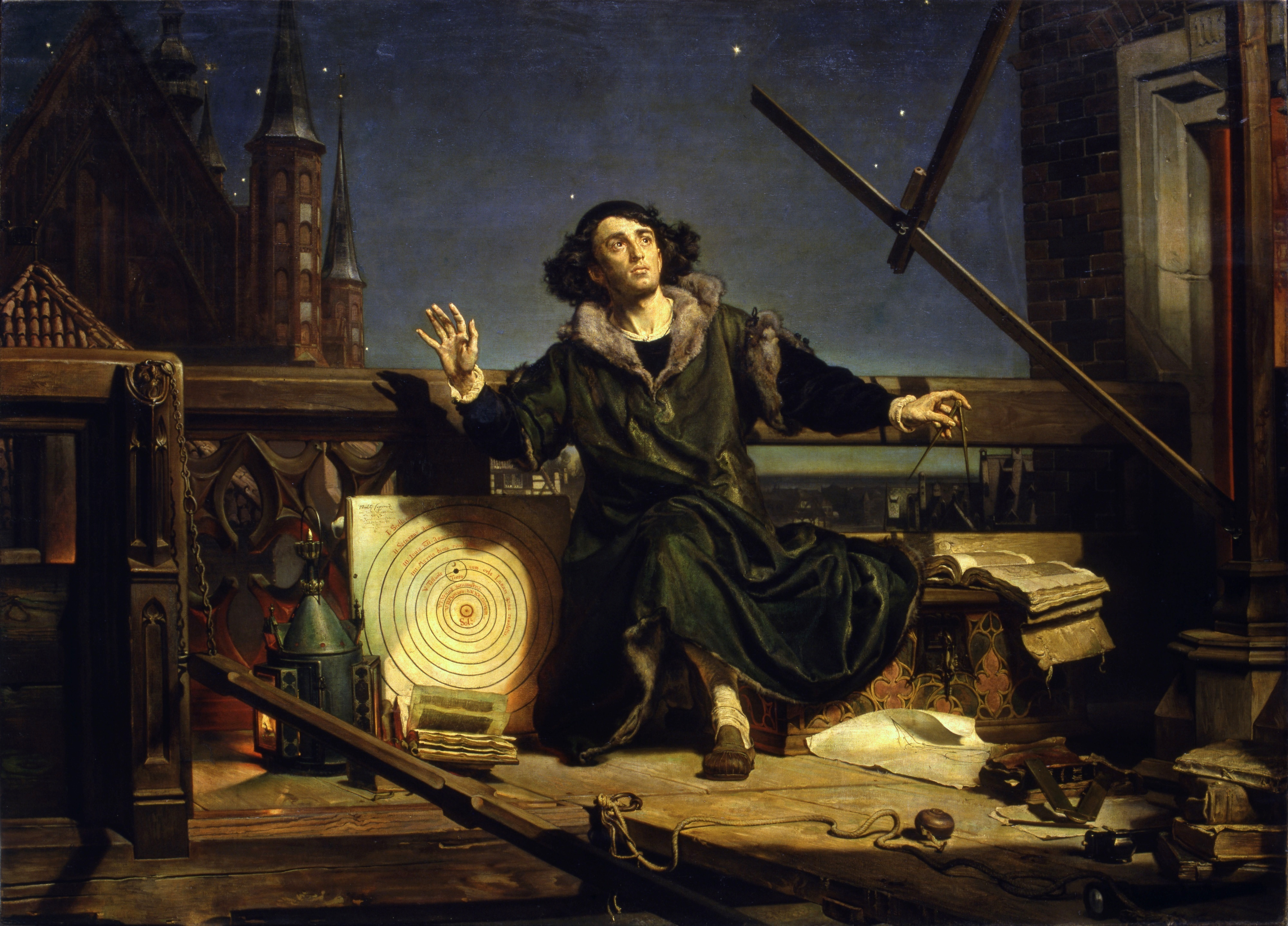
Mikołaj Kopernik, kanonik kapituły warmińskiej, na obrazie Jana Matejki na tle katedry we Fromborku

Warmia zachowała pewną autonomię, a biskupi warmińscy z kapitułą katedralną byli tu wyłącznymi gospodarzami świeckimi. Kraina w tym okresie miała lepsze warunki rozwoju gospodarczego i większą swobodę w zarządzaniu gospodarką niż w okresie krzyżackim. Znalazło to odzwierciedlenie w rozwoju kultury, sztuki i oświaty. Na Warmii – w Lidzbarku Warmińskim, Olsztynie, Melzaku i Fromborku – mieszkał i prowadził swe badania Mikołaj Kopernik.
Ostatnim biskupem warmińskim przed utratą przez Polskę niepodległości był Ignacy Krasicki – czołowy polski pisarz epoki oświecenia, publicysta i encyklopedysta. Zamieszkiwał w Lidzbarku Warmińskim i Smolajnach.
Biskupi warmińscy jako władcy świeccy w księstwie warmińskim mieli m.in. prawo do posiadania własnych sił zbrojnych i bicia własnej monety. Administrację cywilną sprawowali za pośrednictwem burgrabiów, stojących na czele 7 komornictw biskupich i 3 będących w posiadaniu kapituły warmińskiej. Przynależną sobie władzę wojskową sprawowali na terytorium księstwa wojewodowie malborscy.
Biskupi zwoływali sejmiki warmińskie do Lidzbarka Warmińskiego, do których kompetencji należało zatwierdzanie uchwał podatkowych zapadłych na generale pruskim. Ich obrady poprzedzały zwołane przez burgrabiów zjazdy w komornictwach, na które przybywały warmińska szlachta i wolni chłopi. W 1718 wprowadzono w księstwie stałe podatki na wojsko Rzeczypospolitej i od tego czasu coraz rzadziej zwoływano sejmiki. W 1766 wprowadzono nową Ordynację Krajową (niem. Landesordnung), która regulowała ustrój polityczno-gospodarczy Warmii.
W wyniku traktatów rozbiorowych Polski w roku 1772 nastąpiły zabór i likwidacja Księstwa Warmińskiego oraz jego sekularyzacja przez Królestwo Prus.

### Warmia w Prusach Wschodnich i zjednoczonych Niemczech (1772–1945)

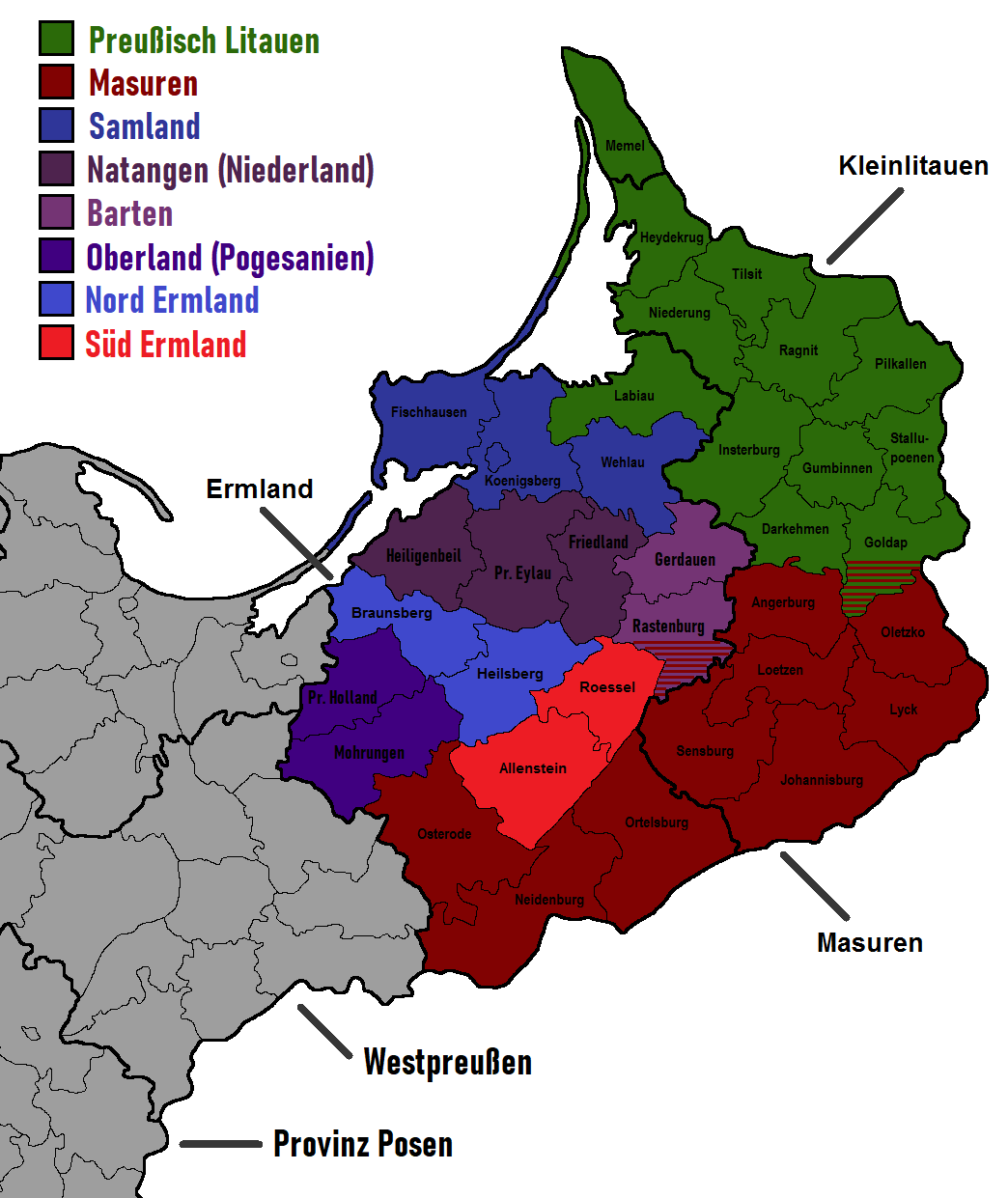
Podział Prus Wschodnich na regiony historyczno-etnograficzne

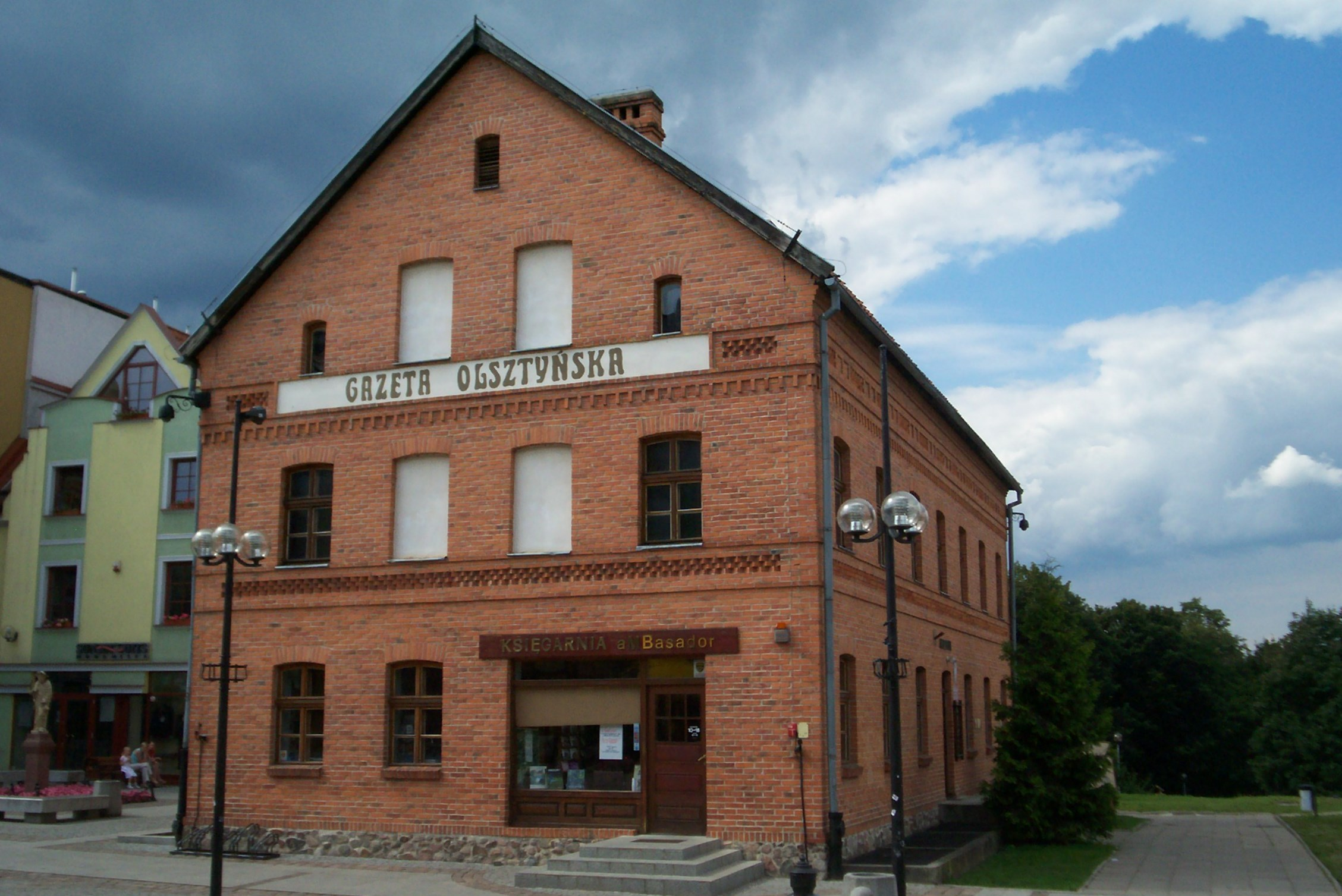
Dom „Gazety Olsztyńskiej” w Olsztynie, redakcja polskich gazet i czasopism przed 1939 rokiem, ośrodek polskości w Prusach Wschodnich.

Warmia po I rozbiorze Polski włączona została do Królestwa Prus i znalazła się w jego nowo powstałej prowincji Prusy Wschodnie. Nastąpiła sekularyzacja terytorium Warmii, które podzielono początkowo na dwa powiaty; braniewski i lidzbarski. Powiaty te należały do rejencji w Królewcu. W 1807 roku Warmia była areną działań w wojnach napoleońskich. Po ich zakończeniu, w wyniku reformy administracyjnej w 1818 roku na Warmii powstały cztery powiaty (braniewski, lidzbarski, reszelski i olsztyński), które z niewielkimi zmianami przetrwały do 1975 roku.
Warmia ze względu na swoją odrębność wyznaniową aż do 1945 r. odróżniała się od pozostałej części Prus, nie miała jednak odrębności administracyjnej.
W 1905 największymi miastami Warmii były Olsztyn i Braniewo, jako jedyne miały powyżej 10 tys. mieszkańców.
W 1905 roku południowa, polskojęzyczna część Warmii (powiaty olsztyński i reszelski), wraz z Mazurami, znalazła się w nowo utworzonej rejencji olsztyńskiej. Północna i środkowa Warmia pozostały w rejencji królewieckiej. Podział ten zachował się do roku 1945.
11 lipca 1920 w południowych powiatach Warmii odbył się plebiscyt, w którym mieszkańcy mieli się opowiedzieć za przynależnością państwową. Wygrały Prusy, a tylko cztery wsie opowiedziały się za Polską.

### Warmia w Polsce (po 1945)
W 1945 r. cała Warmia została włączona do państwa polskiego. Wskutek ucieczki przed frontem, powojennych wysiedleń przymusowych oraz emigracji większość mieszkańców, zarówno Niemców, jak i Warmiaków, opuściła Warmię. Dziś ogromną większość mieszkańców współczesnej Warmii stanowi ludność napływowa (głównie mieszkańcy dawnych kresów, Mazowsza czy przesiedleni Ukraińcy).
Obecnie nie istnieją różnice językowe, wyznaniowe czy kulturowe między Warmią a Mazurami. Tradycje katolickie Warmii, nieobecne na Mazurach, zachowały się jednak w architekturze oraz wyglądzie wsi i miasteczek (np. kapliczki przydrożne, barokowe kościoły). Historyczna odrębność Warmii została też uszanowana w nazwie województwa warmińsko-mazurskiego ustanowionego w 1999 roku.
W latach 1945–1950 Komisja Nazw Miejscowości i Obiektów Fizjograficznych ponownie nazwała niektóre miejscowości i obiekty fizjograficzne (rzeki, jeziora) na terenie całych Prus, aby przywrócić – lecz często nadać nową – polską nazwę. Istniejące wcześniej w polskim piśmiennictwie lub lokalnej mowie nazwy, przemianowano na nowe, wcześniej nieużywane (związane m.in. z zasłużonymi dla polskiego ruchu narodowego postaciami):
- Wartembork – Barczewo
- Melzak – Pieniężno
- Braunsberga – Braniewo

## Podział administracyjny
W połowie XIV wieku Warmię podzielono na 10 komornictw, z czego 7 przeznaczono na utrzymanie biskupa, a 3 na utrzymanie kapituły katedralnej.
Podział administracyjny obowiązywał do zaboru i sekularyzacji Warmii w 1772 roku, po której podzielono ją na dwa powiaty: braniewski i lidzbarski. W wyniku reformy w 1818 roku utworzono cztery nowe powiaty. Powiaty warmińskie należały do rejencji królewieckiej, a od 1905 roku dwa z nich (olsztyński i reszelski) weszły w skład nowo utworzonej rejencji olsztyńskiej. Z niewielkimi zmianami powiaty przetrwały w ustalonych granicach do reformy administracyjnej w 1975 roku.

### Komornictwa w latach 1346-1772

#### Komornictwa biskupie
- komornictwo braniewskie (Braniewo)
- komornictwo lidzbarskie (Lidzbark Warmiński)
- komornictwo orneckie (Orneta)
- komornictwo dobromiejskie (Dobre Miasto)
- komornictwo jeziorańskie (Jeziorany)
- komornictwo reszelskie (Reszel)
- komornictwo wartemborskie (Barczewo)

#### Komornictwa kapitulne
- komornictwo fromborskie (Frombork)
- komornictwo melzackie (Pieniężno)
- komornictwo olsztyńskie (Olsztyn)

### Powiaty w latach 1773-1818
- powiat lidzbarski (d. komornictwa lidzbarskie, reszelskie, jeziorańskie, olsztyńskie i barczewskie)
- powiat braniewski (d. komornictwa braniewskie, fromborskie, melzackie, orneckie i dobromiejskie)

### Powiaty po 1818 roku
- powiat olsztyński (d. komornictwa olsztyńskie i barczewskie); w 1910 r. wyodrębniono powiat grodzki Olsztyn
- powiat reszelski (d. komornictwa reszelskie, jeziorańskie i część lidzbarskiego), siedziba powiatu w Biskupcu
- powiat lidzbarski (d. komornictwa lidzbarskie i dobromiejskie)
- powiat braniewski (d. komornictwa braniewskie, fromborskie, melzackie i orneckie)

## Zwierzchnicy (książęta) Warmii

### OkresPaństwa Zakonu Krzyżackiego
- 1250–1279 – Anzelm z Miśni
- 1279–1300 – Henryk Fleming
- 1301–1326 – Eberhard z Nysy
- 1327–1328 – Jordan
- 1329–1334 – Henryk Wogenap
- 1337–1349 – Herman z Pragi
- 1350–1355 – Jan Belger z Miśni
- 1355–1373 – Jan Stryprock
- 1373–1401 – Henryk Sorbom
- 1401–1415 – Henryk Vogelsang z Lidzbarka
- 1415–1424 – Jan Abezier
- 1424–1457 – Franciszek Kuhschmalz
- 1457–1458 – Eneasz Sylwiusz Piccolomini (późniejszy papież Pius II)
- 1458–1467 – Paweł Legendorf

### OkresKorony Królestwa Polskiego
- 1468–1489 – Mikołaj Tungen
- 1489–1512 – Łukasz Watzenrode
- 1512–1523 – Fabian Tetinger von Lossainen
- 1523–1537 – Maurycy Ferber
- 1538–1548 – Jan Flachsbinder (Jan Dantyszek)
- 1549–1550 – Tiedemann Giese
- 1551–1579 – Stanisław Hozjusz, kardynał
- 1579–1589 – Marcin Kromer
- 1589–1599 – Andrzej Batory, kardynał
- 1600–1604 – Piotr Tylicki (następnie bp włocławski)
- 1604–1621 – Szymon Rudnicki
- 1621–1633 – Jan Olbracht Waza, kardynał (następnie bp krakowski)
- 1633–1643 – Mikołaj Szyszkowski
- 1643 – Jan Karol Konopacki (nominat)
- 1644–1658 – Wacław Leszczyński (następnie prymas)
- 1659–1677 – Jan Stefan Wydżga (następnie prymas)
- 1679–1687 – Michał Stefan Radziejowski (następnie prymas)
- 1688–1697 – Jan Stanisław Zbąski
- 1698–1711 – Andrzej Chryzostom Załuski
- 1711–1722 – Teodor Potocki (następnie prymas)
- 1724–1740 – Krzysztof Jan Szembek
- 1741–1766 – Adam Stanisław Grabowski
- 1766–1772 – Ignacy Krasicki (likwidacja księstwa, tylko biskup do 1795)

## Herb i barwy
Warmia jako państwo dwuczłonowe (biskupio-kapitulne) posługiwała się w swoich domenach dwoma herbami: biskupstwa warmińskiego (Baranek Boży) i kapituły warmińskiej (półkrzyż i brama). Podobnie jak w przypadku herbów Rzeczypospolitej Obojga Narodów oba herby Warmii uważano za tak samo ważne. Na Mapie Świętej Warmii wykonanej w roku 1755 przez Jana Fryderyka Enderscha oba herby występują jako równorzędne. Błędem jest więc posługiwanie się herbem biskupim w odniesieniu do całej Warmii lub obszarów dawnych dóbr kapitulnych, np. Olsztyna.

Herb biskupów warmińskich
Herb kapituły warmińskiej

Herbem Warmii biskupiej był umieszczony w polu czerwonym biały Baranek Boży, krwawiący do kielicha, z nimbem, trzymający chorągiewkę. W takiej formie i barwach został przedstawiony przez Jana Długosza w dziele Banderia Prutenorum na chorągwi biskupów warmińskich zdobytej pod Grunwaldem. Sam jednak wizerunek (bez kolorów) poświadczony jest już w XIV wieku na pieczęciach biskupich i płaskorzeźbie na sklepieniu kościoła w Braniewie. Czasami baranek był przedstawiany w pozycji klęczącej. W okresie pruskim w użyciu był uproszczony herb Warmii biskupiej przedstawiający baranka z chorągiewką w aureoli (lub nawet bez), bez kielicha. Po utworzeniu w 1999 roku województwa warmińsko-mazurskiego herb Warmii biskupiej został wkomponowany przez autora projektu Pawła Dudzińskiego w herb województwa.
Herbem Warmii kapitulnej były czarny półkrzyż w białym polu (nawiązanie do idei wypraw krzyżowych oraz pierwotnych związków Warmii z zakonem krzyżackim) oraz czerwona brama miejska z trzema wieżami w polu złotym (nawiązanie do herbu Fromborka, siedziby kapituły). Herb kapituły dotyczył też jej trzech komornictw i miast. Był to też pierwotny herb Olsztyna, a później przez wieki występował równorzędnie na herbie Olsztyna obok postaci patrona kościoła parafialnego świętego Jakuba (św. Jakub był godłem rady miejskiej Olsztyna, a półkrzyż i brama godłem zamku olsztyńskiego). Od roku 2008 herb kapituły warmińskiej widnieje wkomponowany w herb powiatu olsztyńskiego.
Barwami Warmii biskupiej były czerwień i biel. Natomiast barwami Warmii kapitulnej były czerń, biel i czerwień, które znalazły się na chorągwi kapitulnej pod Grunwaldem. Barwy nawiązywały do obu herbów.

Chorągwie warmińskie w XV wieku
Chorągiew biskupa warmińskiego
Chorągiew kapituły warmińskiej
Chorągiew miasta Braniewa

## Warmiacy

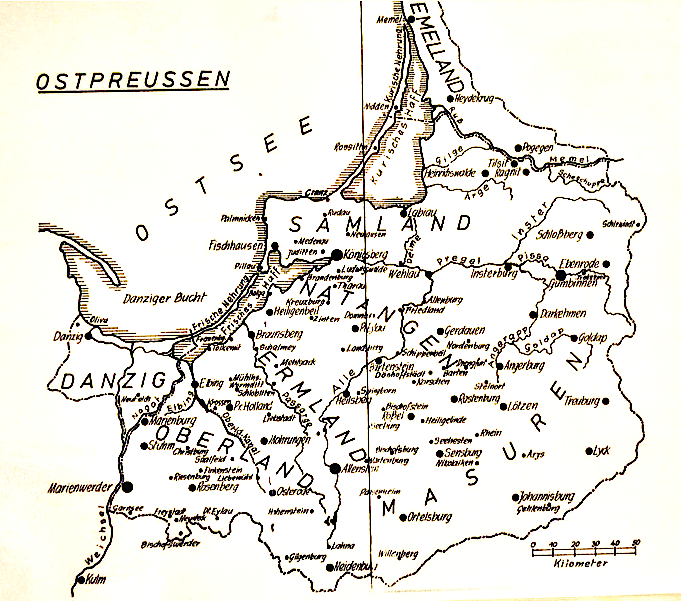
Warmia (niem. Ermland) na mapie Prus Wschodnich sprzed 1945 roku.

W okresie krzyżackiej kolonizacji Prus w XIII i XIV wieku, teren Warmii zasiedlali głównie przybysze z krajów niemieckich, którzy osiedlali się obok mieszkającej tutaj ludności pruskiej. Na północną i środkową Warmię, które były zasiedlane w pierwszej kolejności, przybywali przede wszystkim niemieccy osadnicy z Dolnego Śląska, Saksonii i Miśni, ale też z Westfalii (jak zasłużona w osadnictwie warmińskim rodzina von Leysen). Późniejsza kolonizacja południowej Warmii, leżącej na terenie wyludnionej Galindii, była prowadzona zarówno przez niemieckich i pruskich osadników z północnej Warmii, jak i przybyszy z Niemiec, Pomorza i Polski. Mieszkańcami wielu wsi byli rodowici schrystianizowani Prusowie, na przykład wsi Bartążek (Pruski Bertung), w odróżnieniu od sąsiedniego Bartąga (Niemiecki Bertung). Z czasem ludność pruska uległa asymilacji i zatraciła swoją odrębność językową.
W okresie wojen krzyżacko-litewskich, a potem wojen polsko-krzyżackich, większość wsi południowej Warmii uległa spustoszeniu (np. najazd litewski na okolice Barczewka w 1354 roku, najazd litewski na okolice Olsztyna w 1356, spustoszenie komornictwa olsztyńskiego w czasie wojny głodowej w 1414 roku). Po zawarciu w 1525 roku pokojowego traktatu lennego między Koroną a Prusami Książęcymi opustoszałe wsie południowej Warmii były zasiedlane przez osadników z innych rejonów Prus oraz z Mazowsza. Od tamtej pory południową Warmię zamieszkiwała ludność mówiąca po polsku.
Przynależność państwowa i religijna Warmii w okresie przed 1772 rokiem, przyczyniła się do wyodrębnienia jej mieszkańców jako grupy etnicznej. Warmiacy byli katolikami, w odróżnieniu od wyznających luteranizm mieszkańców sąsiednich Prus Książęcych (Prusy Górne i Prusy Dolne, Mazury).
Dominujące wyznanie oraz różnice gwarowe, odróżniały też polskojęzycznych Warmiaków od Mazurów zamieszkujących przed 1945 rokiem południowe Prusy. Natomiast pomimo różnicy językowej, polskojęzyczni i niemieckojęzyczni Warmiacy kultywowali podobne zwyczaje ludowe, obrzędy i stroje. Głównym czynnikiem tożsamości Warmiaków był wyznawany katolicyzm, który wyróżniał ich w protestanckich Prusach.
Na początku XX wieku, Warmiacy (zarówno mówiący gwarą polską, jak i niemiecką) zamieszkiwali już głównie wsie. W miastach przeważała ludność niemiecka. W trakcie plebiscytu w 1920 roku zdecydowana większość Warmiaków opowiedziała się przeciwko przyłączeniu do Polski, a za pozostaniem w „Prusach”.
Po 1945 polskojęzyczni Warmiacy oficjalnie mogli uniknąć deportacji ogółu mieszkańców Prus Wschodnich. Większość z nich opuściła jednak Polskę w latach 70. XX wieku. Dziś tożsamość warmińską podtrzymują potomkowie polskich Warmiaków z okolic Olsztyna, stowarzyszenia mniejszości niemieckiej oraz ziomkostwa Warmiaków w Niemczech.

### Gwary warmińskie

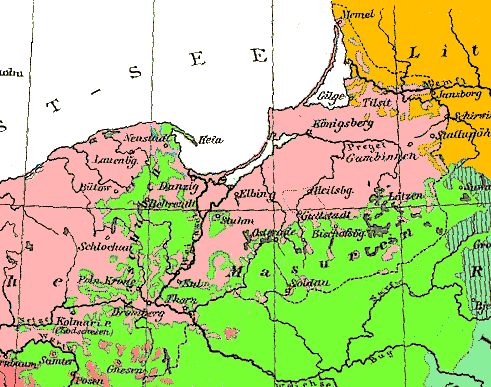
Podział językowy Prus Wschodnich na niemieckiej mapie z 1880. Zielony – przewaga polskiego, czerwony – przewaga niemieckiego.

#### Gwara polska
Mieszkańcy południowej Warmii posługiwali się gwarą warmińską, którą zalicza się do dialektu mazowieckiego języka polskiego. Gwara warmińska jednak, w odróżnieniu od sąsiedniej gwary mazurskiej, cechuje się większym wpływem gwar chełmińsko-dobrzyńskich (zaliczanych do dialektu wielkopolskiego). Świadczy to o odrębnym kształtowaniu się polskich gwar Warmii i Mazur. O ile mieszkańcy Mazur (Mazurzy) byli bezpośrednimi potomkami osadników przybyłych do Prus Książęcych z Mazowsza, to polscy mieszkańcy Warmii byli zwykle potomkami osadników przybyłych w ramach kolonizacji wewnętrznej w obrębie Prus Królewskich.
Gwara warmińska od końca XVIII wieku rozwijała się odrębnie od reszty polszczyzny, dzięki czemu zachowała wiele elementów literackiego języka staropolskiego (dzięki literaturze i pieśniom religijnym). Mimo związków z dialektem mazowieckim w gwarze warmińskiej nie występuje zjawisko mazurzenia. Występuje w niej jednak podobny proces – jabłonkowanie. Gwara zawiera sporo germanizmów oraz nieliczne zapożyczenia leksykalne z języka pruskiego.
Na początku XX wieku gwara warmińska była wypierana zarówno przez dominujący język niemiecki, jak i literacki język polski. Do 1945 roku zachowała się jedynie wśród ludności wiejskiej (okolice Olsztyna i Barczewa).

#### Gwary niemieckie

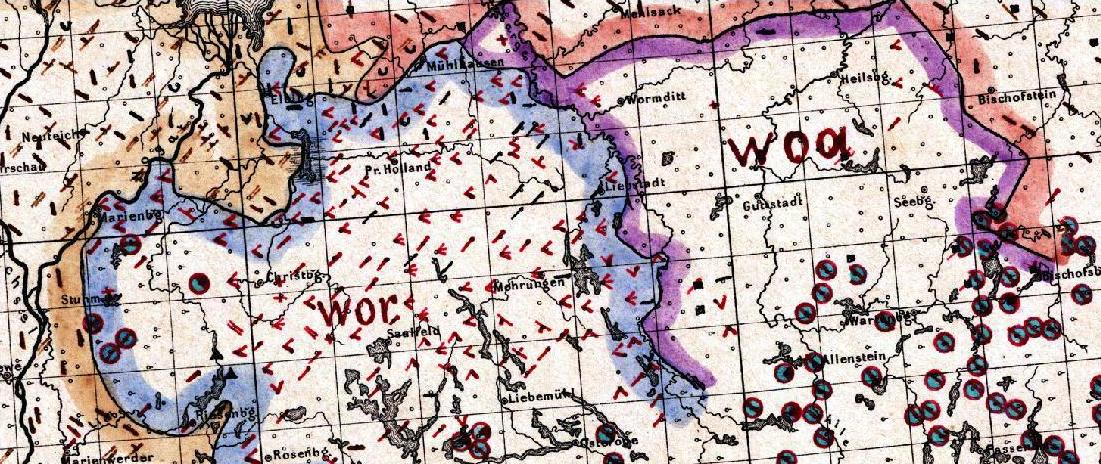
Zasięg dialektu wysokopruskiego z podziałem na gwary Oberländisch i Breslausch (na podstawie różnic: wor- i woa-).

Mieszkańcy zachodniej i środkowej Warmii posługiwali się dialektem wysokopruskim zaliczanym do języka wysokoniemieckiego. W pozostałych regionach (północna i wschodnio-południowa Warmia) mówiono dialektem dolnopruskim zaliczanym do języka dolnoniemieckiego.
Dialekt wysokopruski (Hochpreußisch), w odróżnieniu od dialektów sąsiednich, cechował się dużym podobieństwem z dialektem śląskim języka niemieckiego. Wynika to z faktu, że od XIII wieku osadnicy z Dolnego Śląska zasiedlali Prusy Górne (Oberland) i częściowo Warmię.
W obrębie dialektu wysokopruskiego wyróżniano dwie gwary: Oberländisch (górnopruska) używaną w Prusach Górnych oraz gwarę Breslausch, zwaną czasem Ermländisch (warmińską), używaną jedynie w zachodniej i środkowej Warmii (okolice Ornety, Lidzbarka Warmińskiego i Dobrego Miasta). Nazwa gwary Breslausch najprawdopodobniej nawiązuje do Wrocławia (niem. Breslau), ponieważ zachowuje ona podobieństwo z niemiecką gwarą wrocławską. Niektórzy badacze dopatrują się jednak etymologii nazwy Breslausch w zniekształconym słowie Prezla pochodzącym z języka pruskiego a oznaczającym Prusy, kraj pruski.
Dialekt dolnopruski (Niederpreußisch) był używany na zdecydowanej większości obszaru Prus Wschodnich (poza Prusami Górnymi i częścią Warmii) i Pomorza Gdańskiego. Dialekt ten przez kilkaset lat współistniał, zwłaszcza w Prusach Dolnych, z językiem pruskim, stąd dostrzec w nim można sporo bałtyjskich naleciałości. Na Warmii wyróżniano kilka gwar dialektu dolnopruskiego: Mundart des Kürzungsgebietes (okolice Braniewa i Fromborka), Westkäslausch (okolice Pieniężna) i Ostkäslausch (okolice Reszla i Bisztynka).
Od XIX wieku wszystkie gwary warmińskie były wypierane przez klasyczny niemiecki, który dominował zwłaszcza w miastach.

### Warmiński strój ludowy

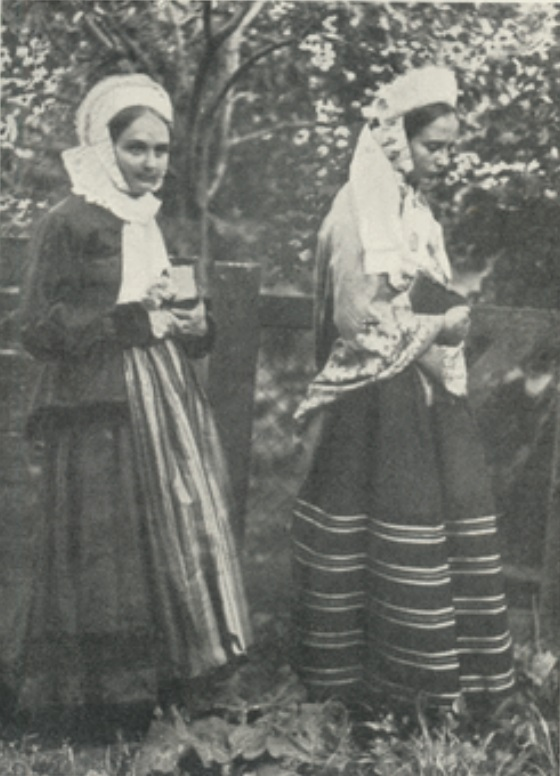
Warmianki w stroju niedzielnym, ok. 1920 r.

## Hymn warmiński

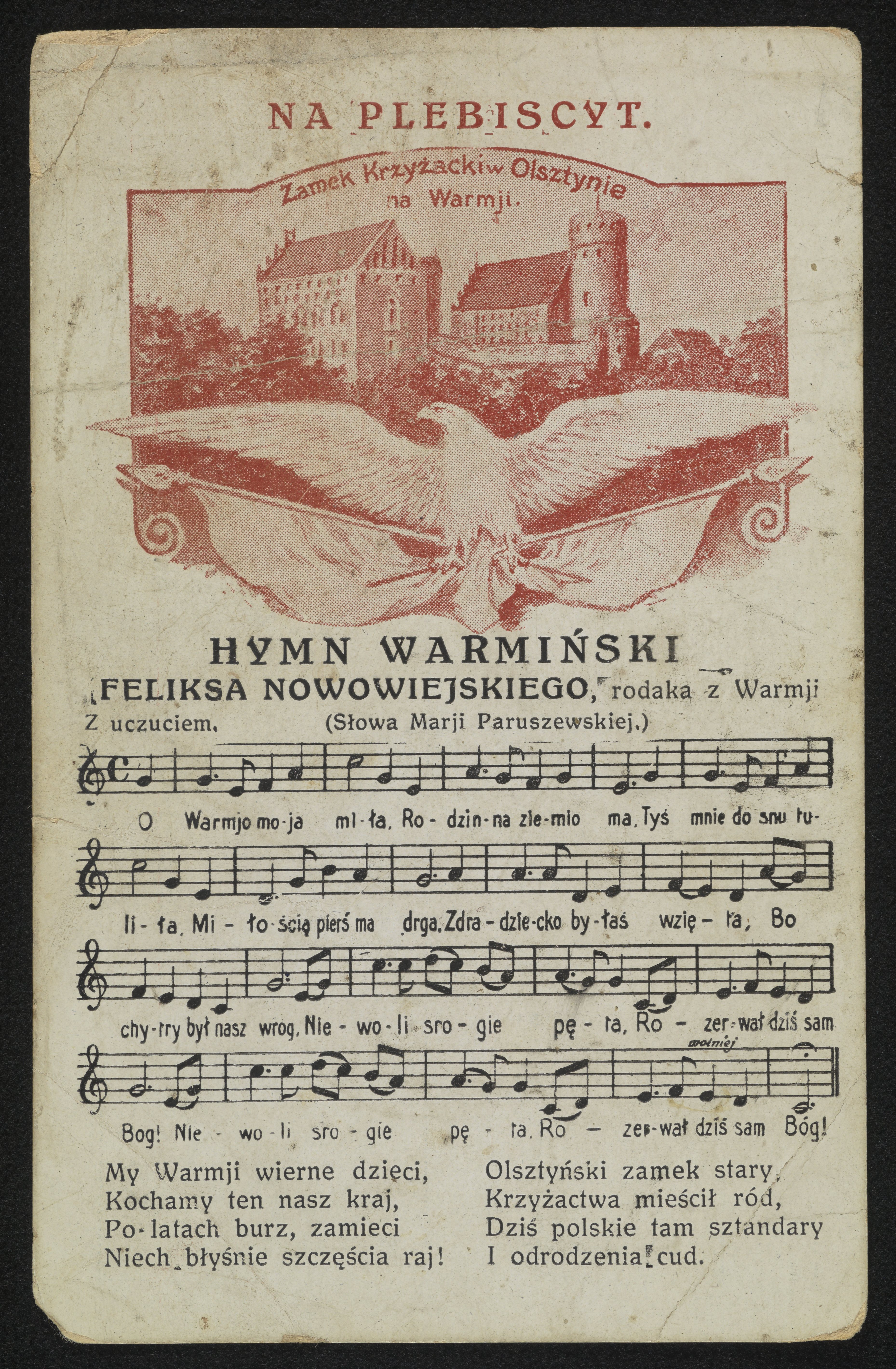
Hymn Warmiński (O, Warmio moja miła), pocztówka z okazji plebiscytu w 1920 roku.

Hymnem Warmii jest pieśń O Warmio moja miła (znana też pod tytułem Hymn warmiński) skomponowana w 1904 roku przez pochodzącego z Barczewa Feliksa Nowowiejskiego (twórcy melodii m.in. do Roty). Pieśń ma słowa zarówno niemieckie, jak i polskie. 
Nowowiejski pierwotnie ułożył w 1904 roku melodię do niemieckojęzycznej wersji hymnu Das Ermlandlied (znanego też jako Mein Ermland will ich ehren) na zamówienie czasopisma Ermland wydawanego przez Benno Wolfa w Lidzbarku Warmińskim.
W 1920 roku polskie słowa do hymnu warmińskiego napisała poznańska poetka i działaczka narodowa Maria Paruszewska. Miało to związek z przygotowaniami do plebiscytu na Warmii i Mazurach. Utwór został odśpiewany po raz pierwszy przez kwidzyński  chór „Lutnia” 2 czerwca 1920 podczas uroczystego koncertu Feliksa Nowowiejskiego w sali Schlosgarten ("ogród zamkowy") w Olsztynie, w nieistniejącym budynku przy ulicy Okopowej.
W czasach PRL hymn śpiewano z nieco zmienionymi słowami. Do pierwotnej wersji powrócono po 1989 roku. Hymn warmiński jest też oficjalnym hejnałem i hymnem Olsztyna.

## Architektura
Największy wpływ na architekturę Warmii wywarły jej odrębna od reszty regionu historia oraz jej etniczna i kulturowa różnorodność. Ze względu na przeważające wpływy zamieszkujących ją niegdyś społeczności wyróżnia się architekturę Warmii południowej (polskiej) oraz Warmii północnej (niemieckiej).
Budownictwo południowej Warmii nieznacznie różni się od architektury Mazur. W zasadzie różnice są minimalne i można mówić o architekturze Prus południowych bądź Prus polskojęzycznych obejmujących swym zasięgiem teren południowej Warmii i teren Mazur.

### Architektura gotycka (XIII–XVI w.)
Charakterystycznymi dla miast warmińskich są gotyckie kościoły katolickie z masywnymi wieżami oraz gotyckie zamki biskupie i kapitulne. Architektura gotycka rozwijała się na Warmii jeszcze do końca XVI wieku, gdy w Europie dominował renesans.

Zamki warmińskie
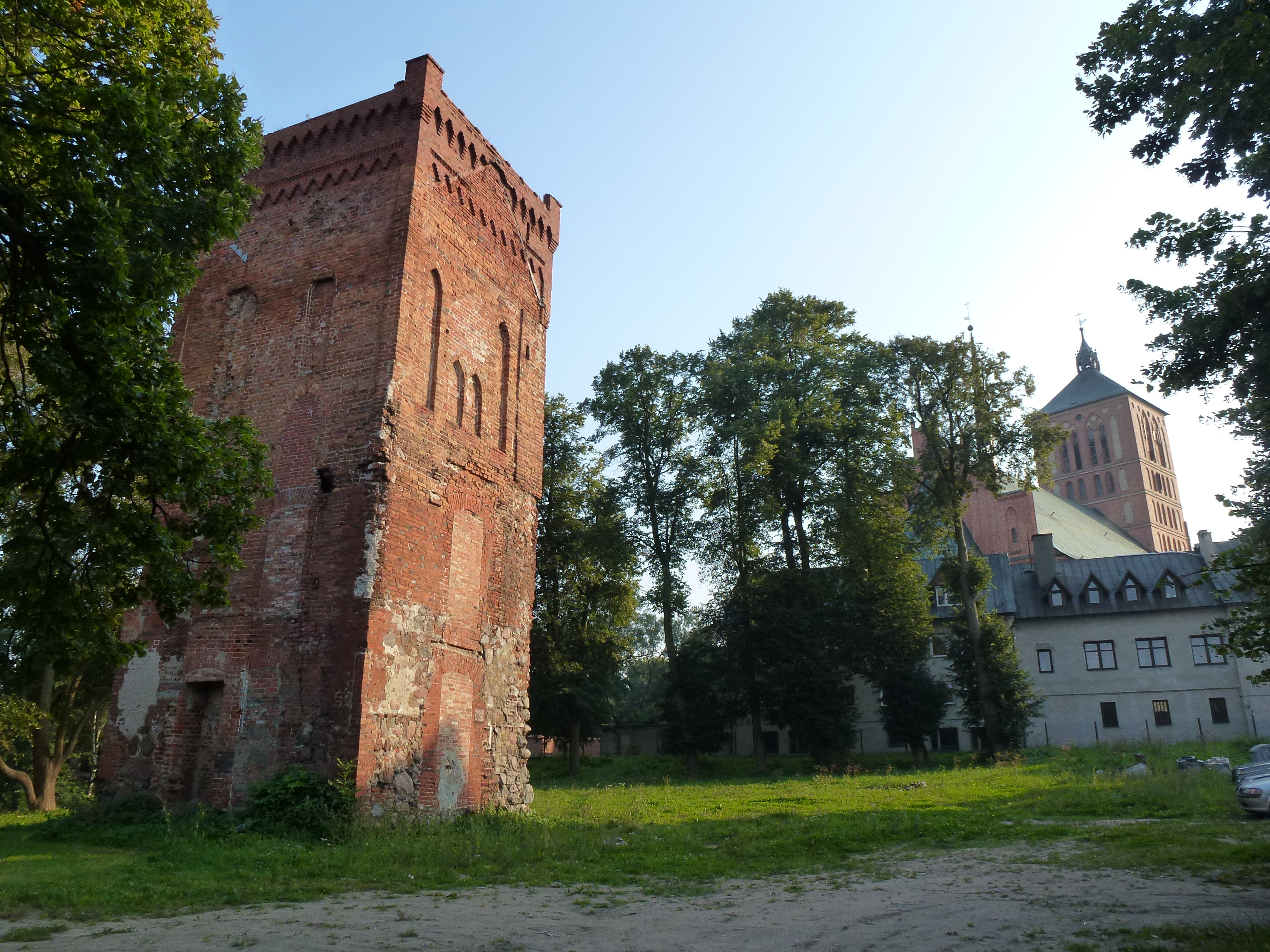
Wieża w Braniewie z XIII w. – najstarszy zachowany obiekt murowany na Warmii
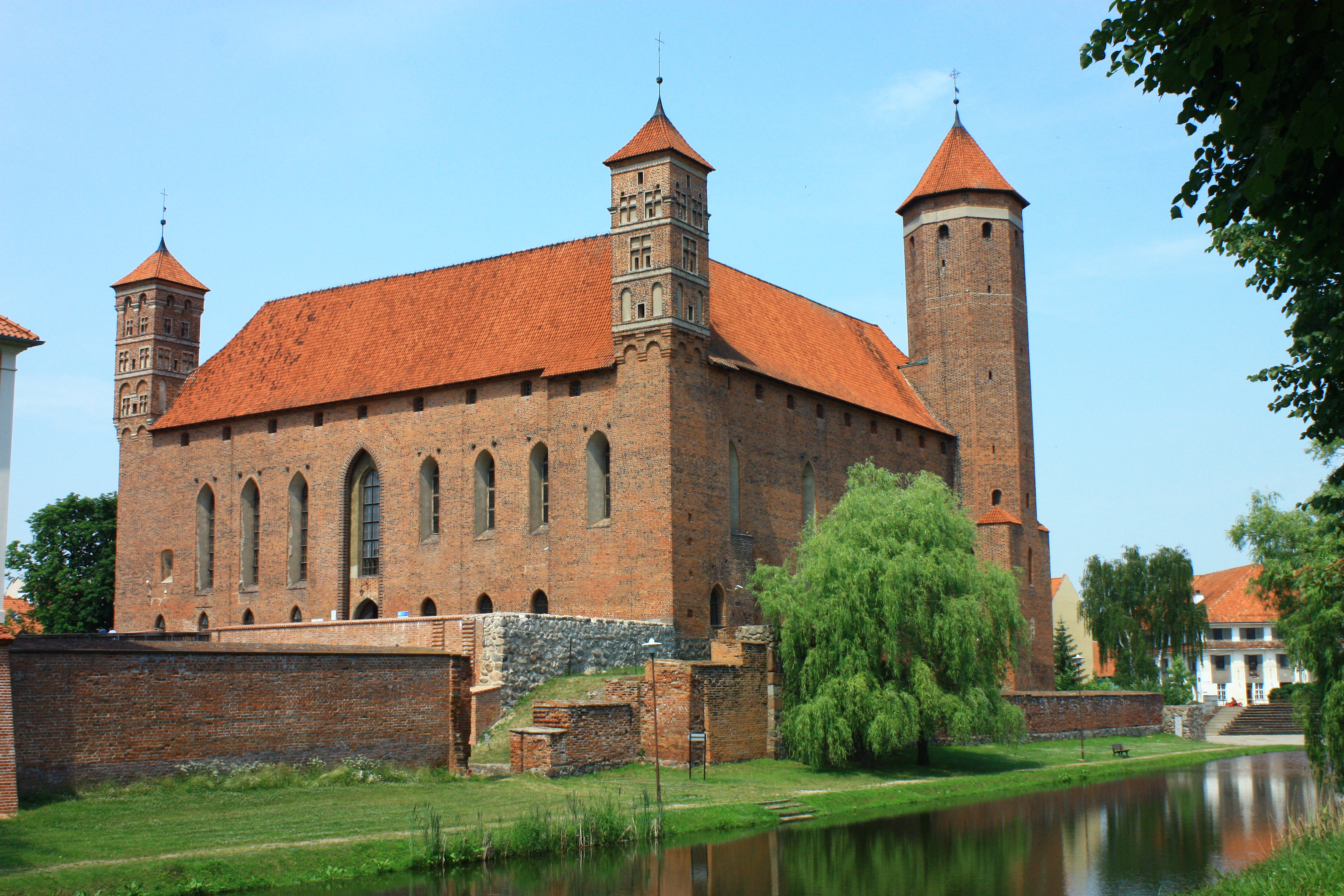
Zamek biskupów warmińskich w Lidzbarku Warmińskim
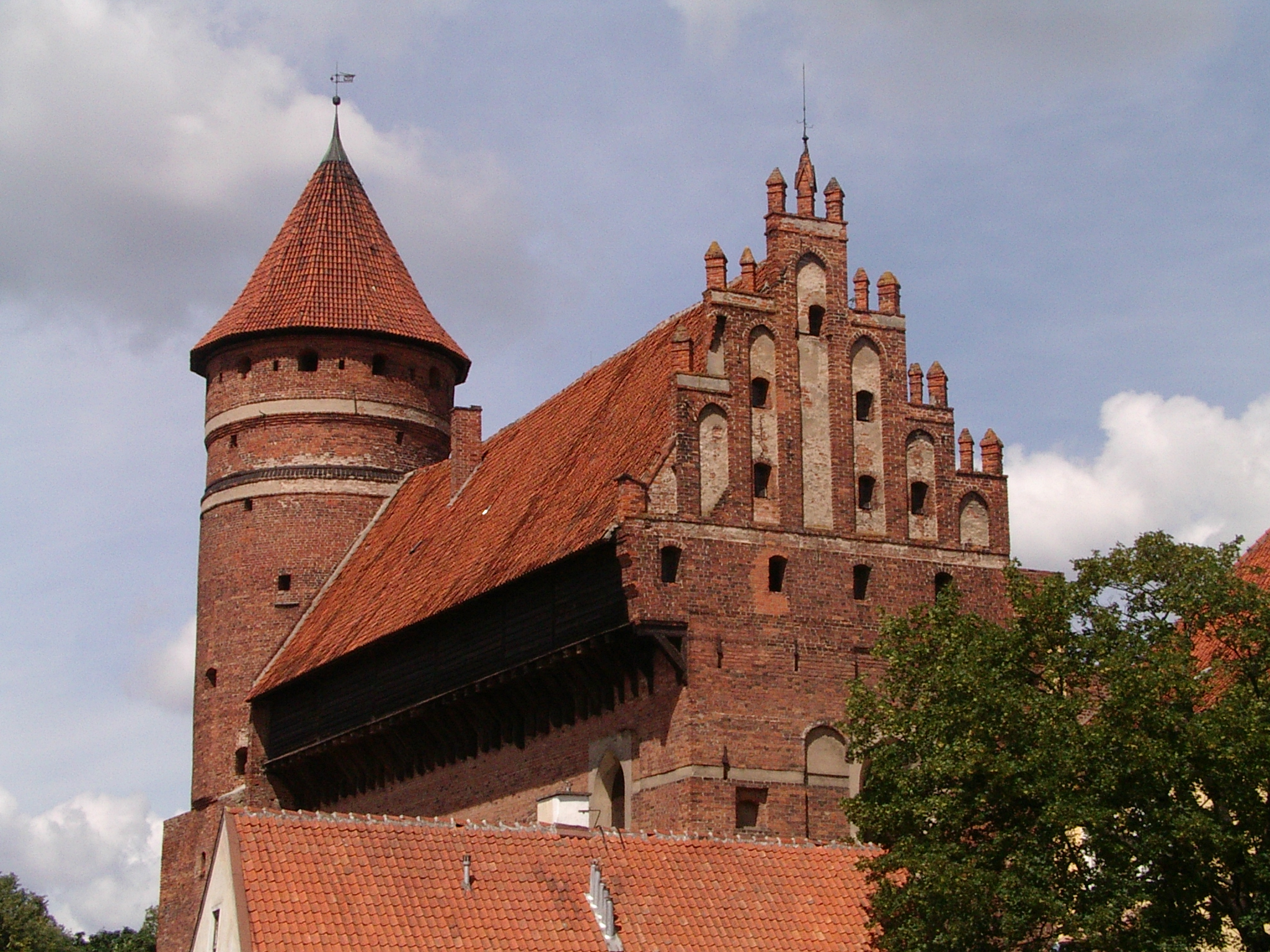
Zamek Kapituły Warmińskiej w Olsztynie
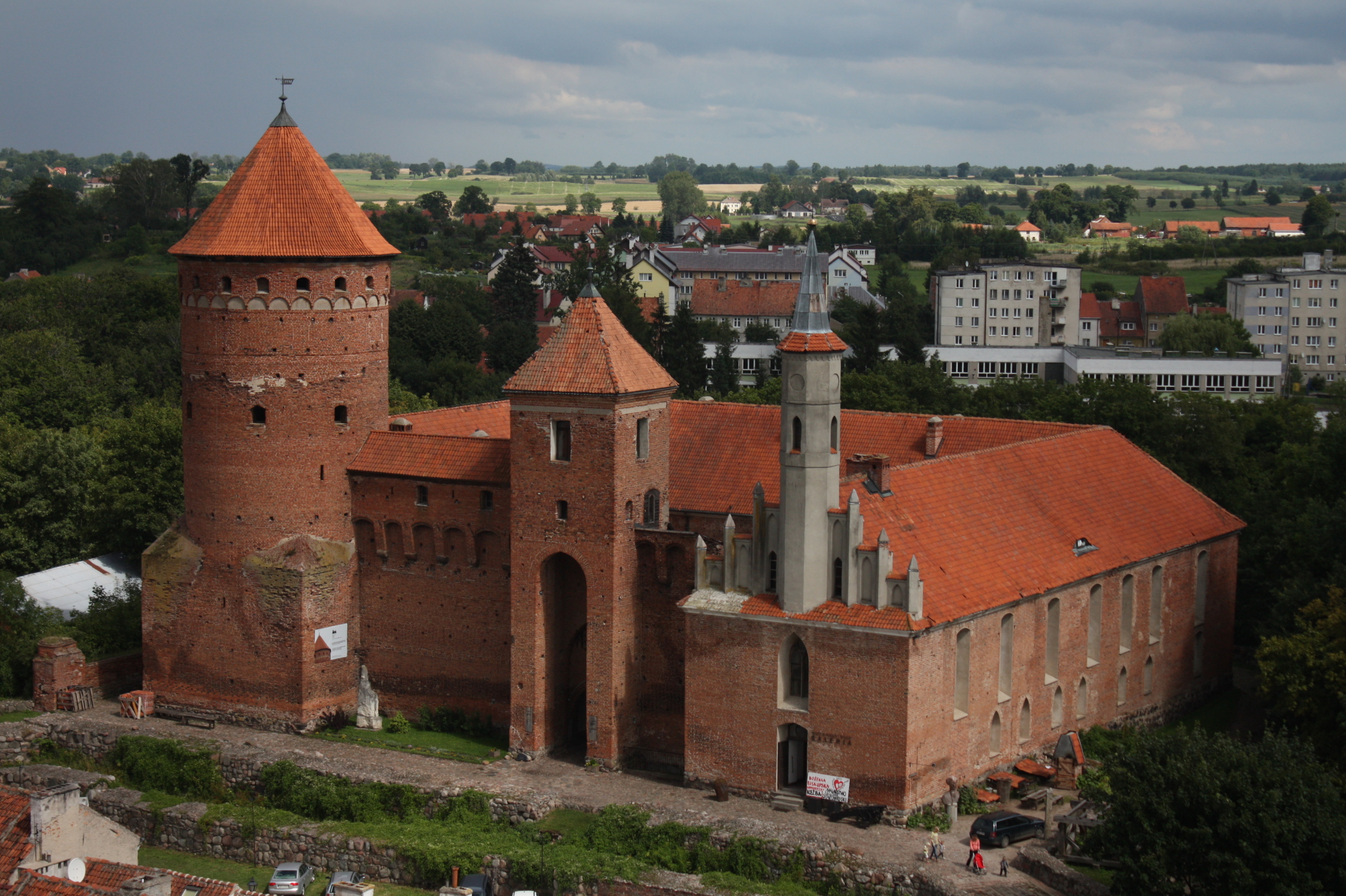
Zamek biskupów warmińskich w Reszlu
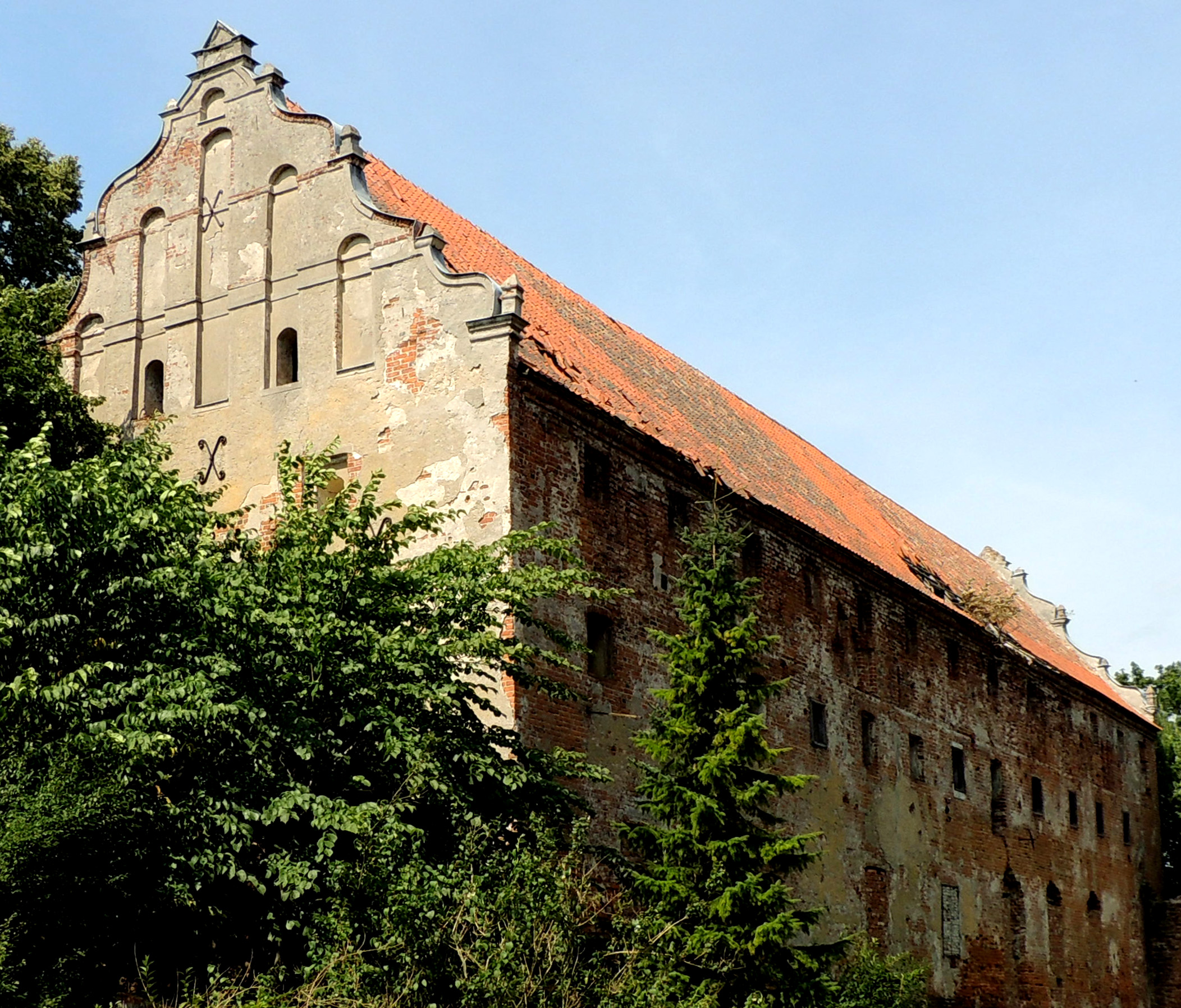
Zamek Kapituły Warmińskiej w Pieniężnie

Wybrane gotyckie kościoły warmińskie
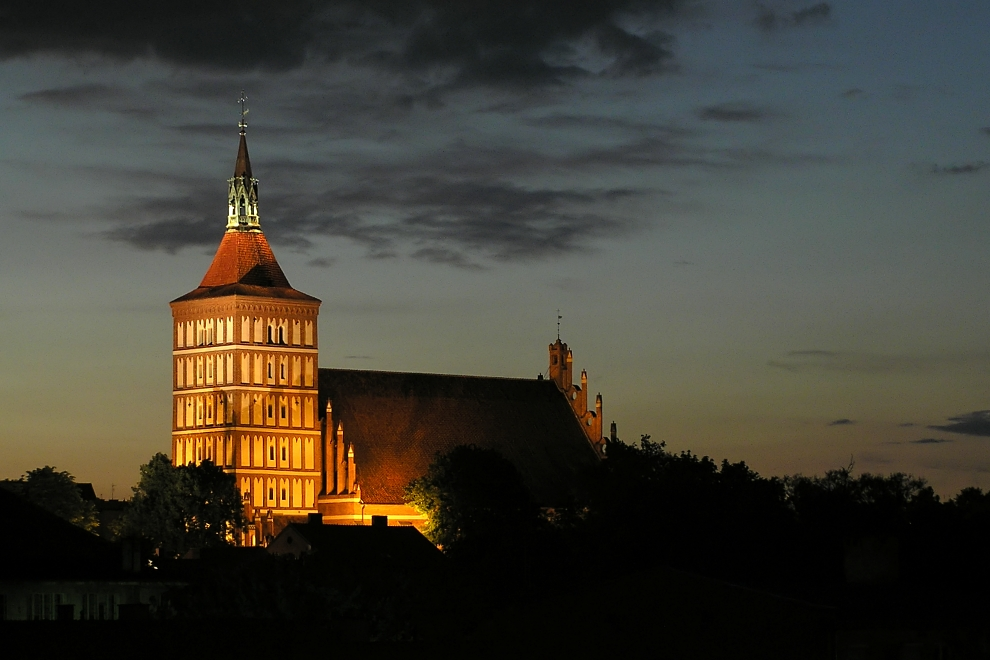
Bazylika konkatedralna św. Jakuba w Olsztynie
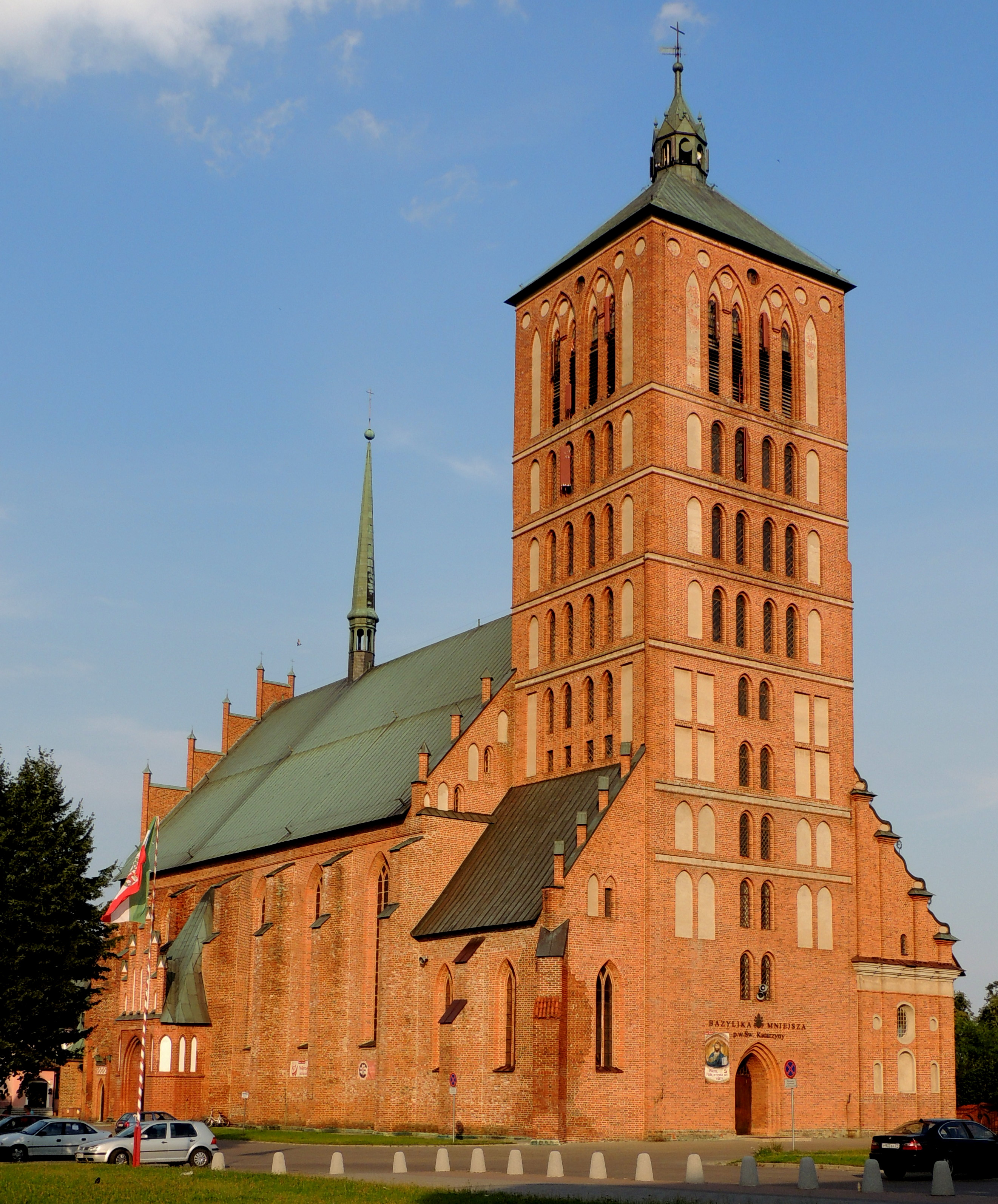
Bazylika św. Katarzyny w Braniewie
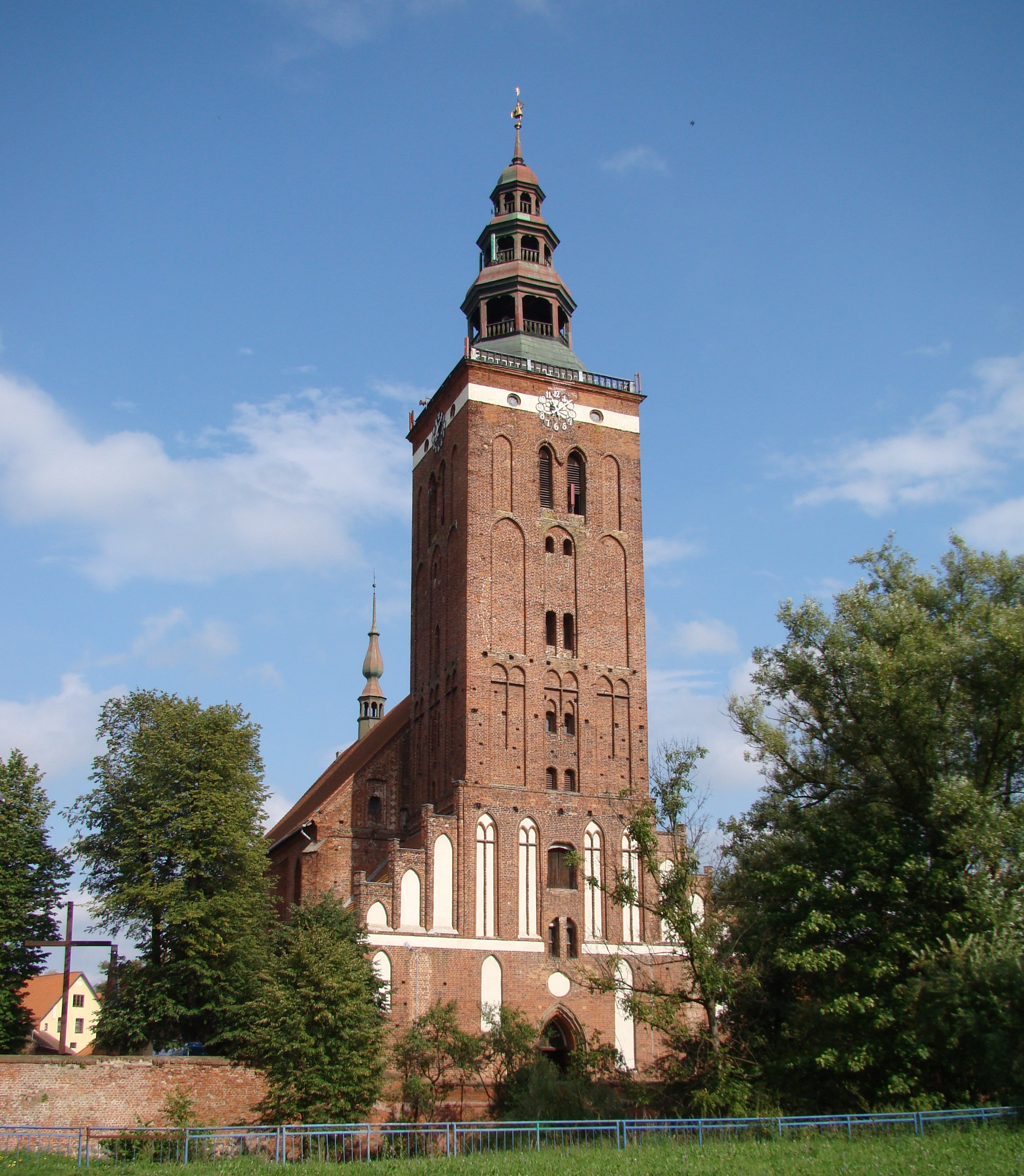
Kolegiata śś. Piotra i Pawła w Lidzbarku Warmińskim
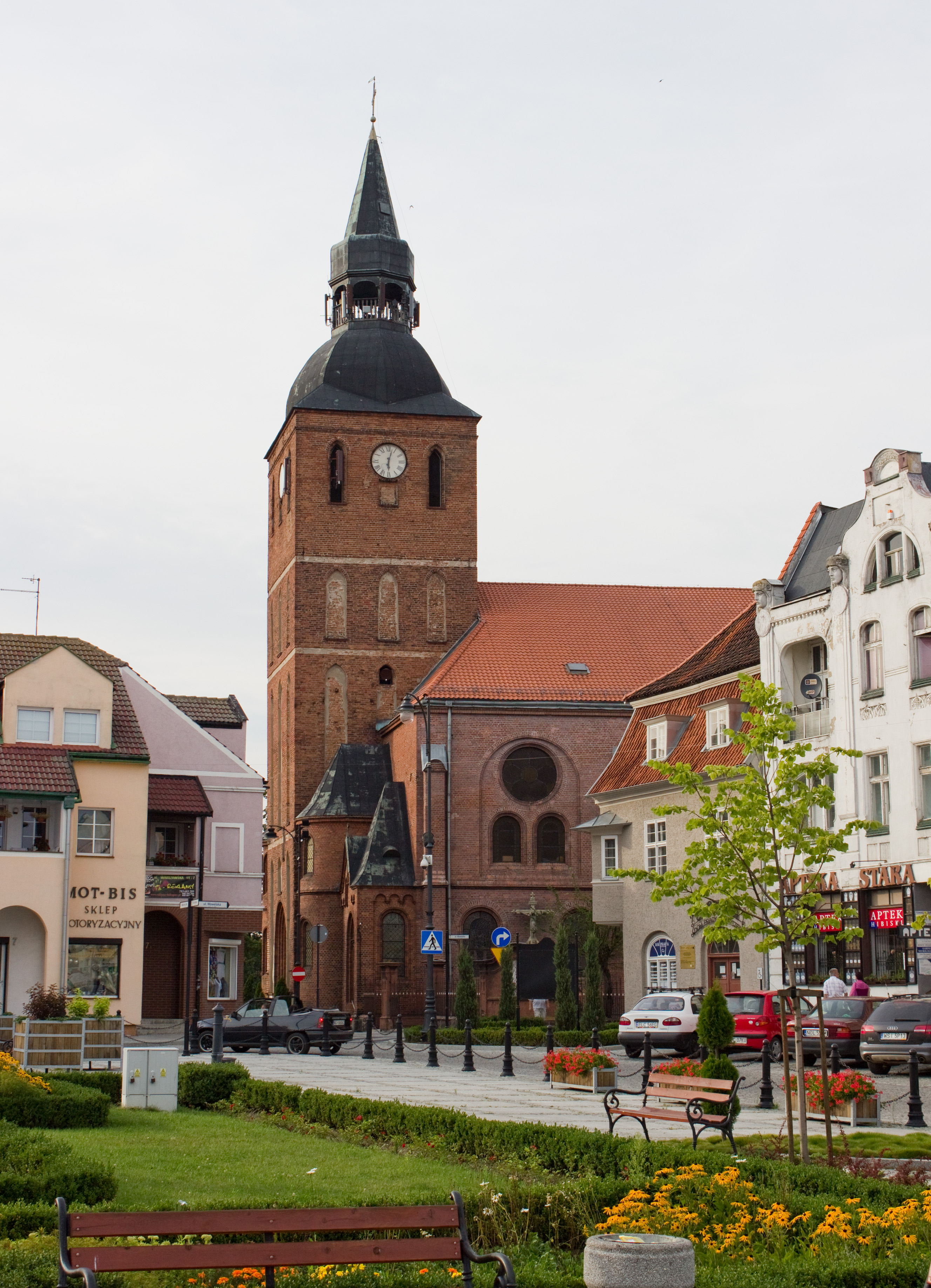
Kościół św. Jana Chrzciciela w Biskupcu
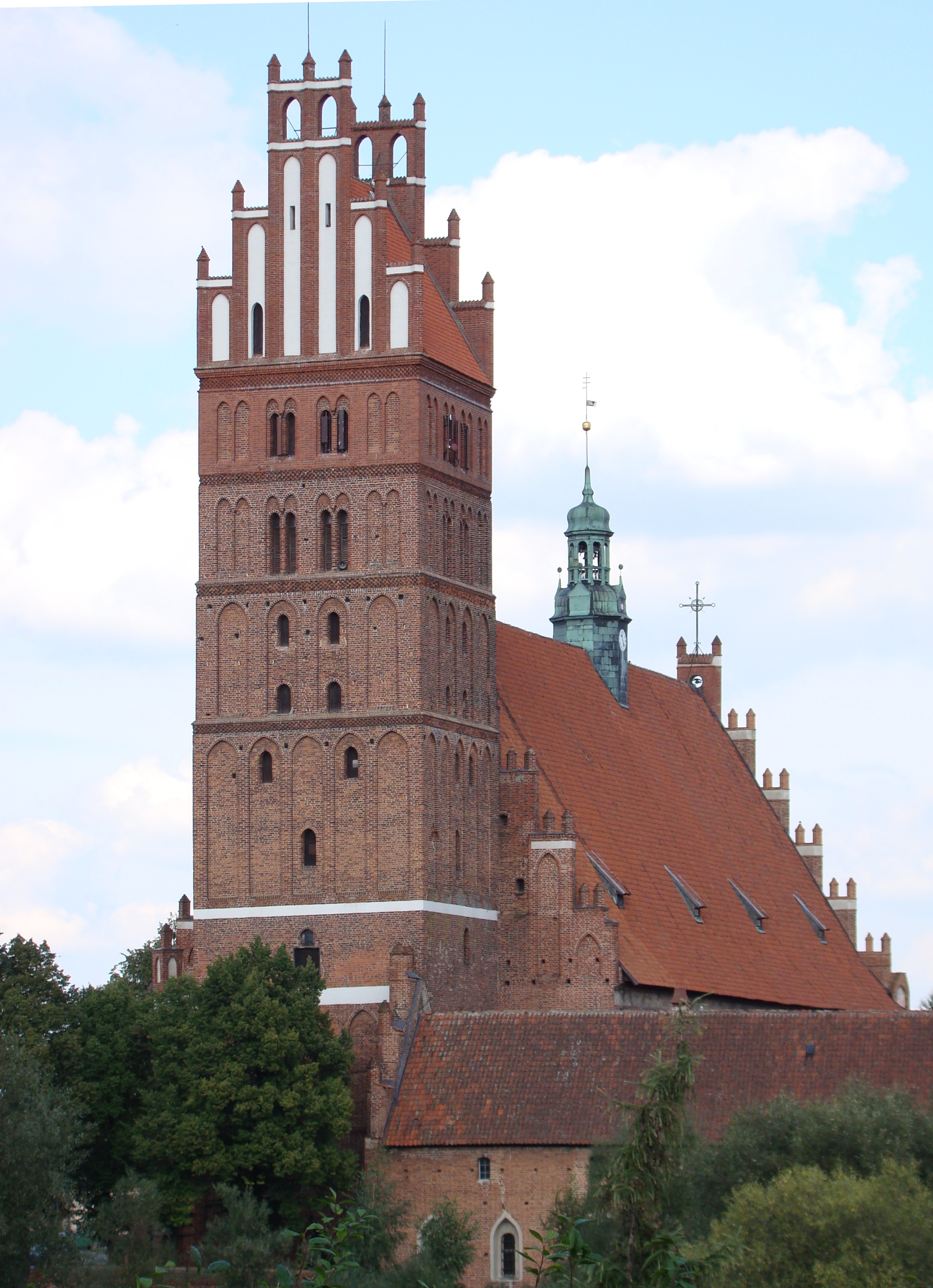
Bazylika Najświętszego Zbawiciela w Dobrym Mieście
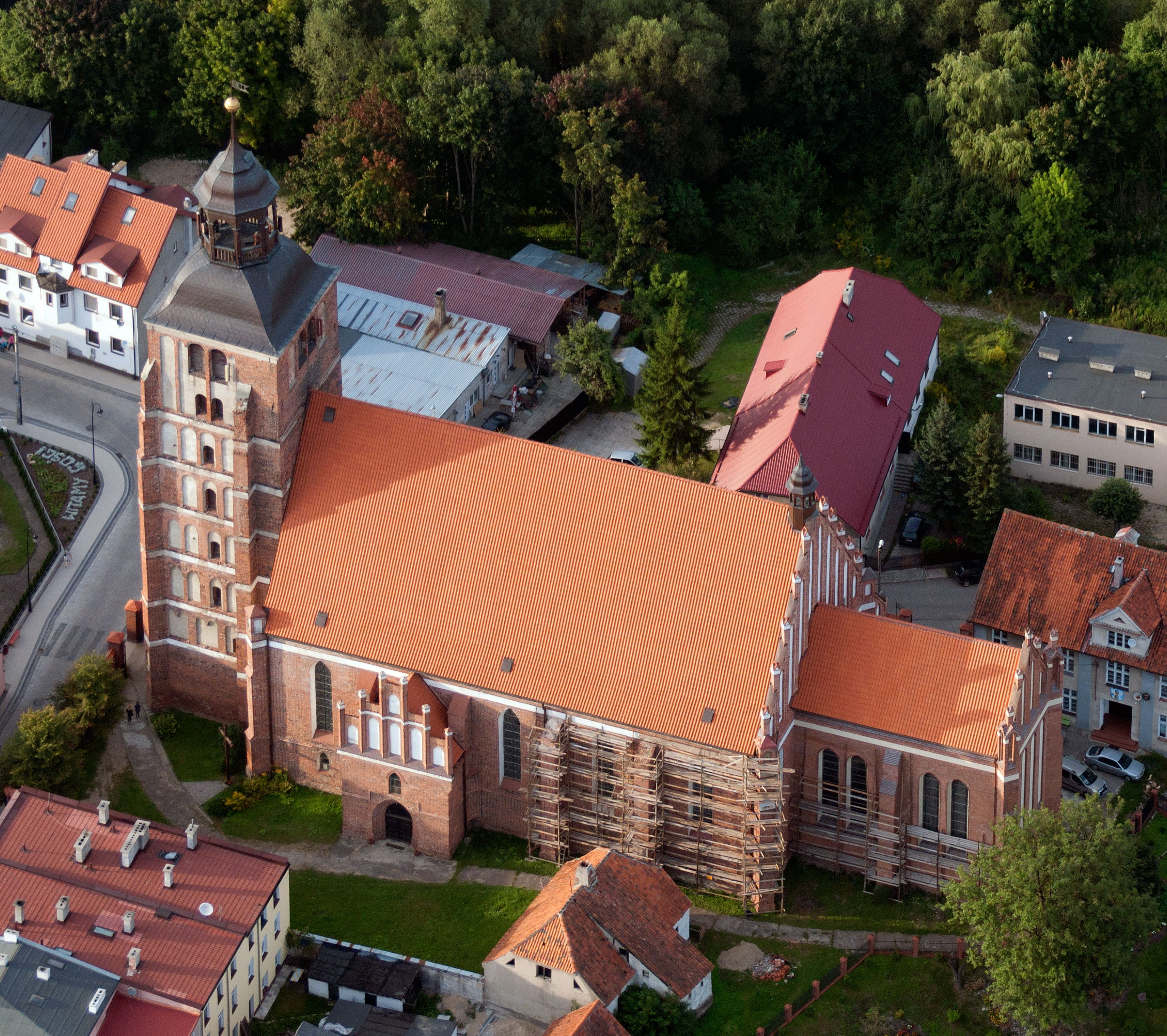
Kościół św. Anny w Barczewie
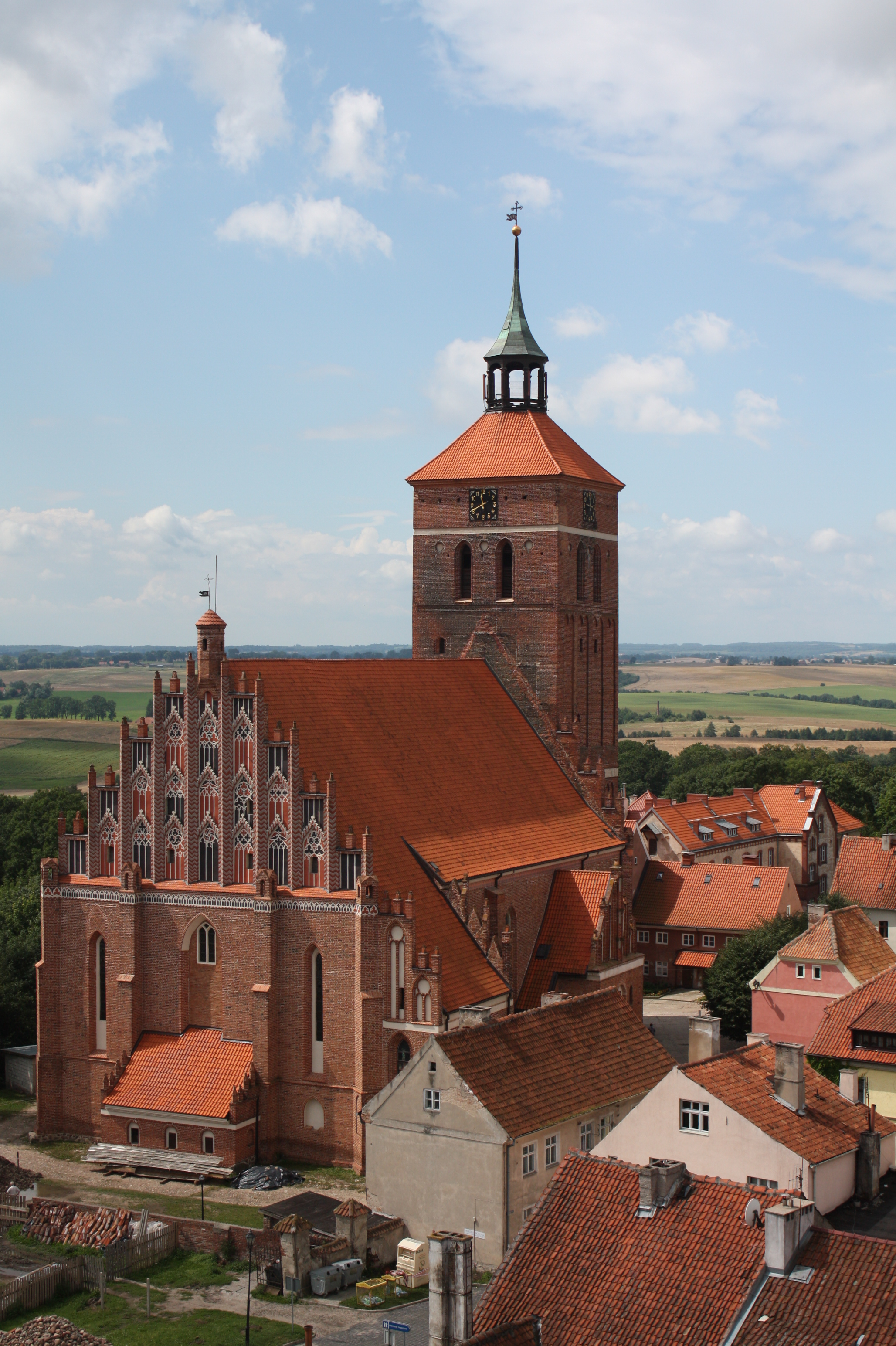
Kościół śś. Piotra i Pawła w Reszlu
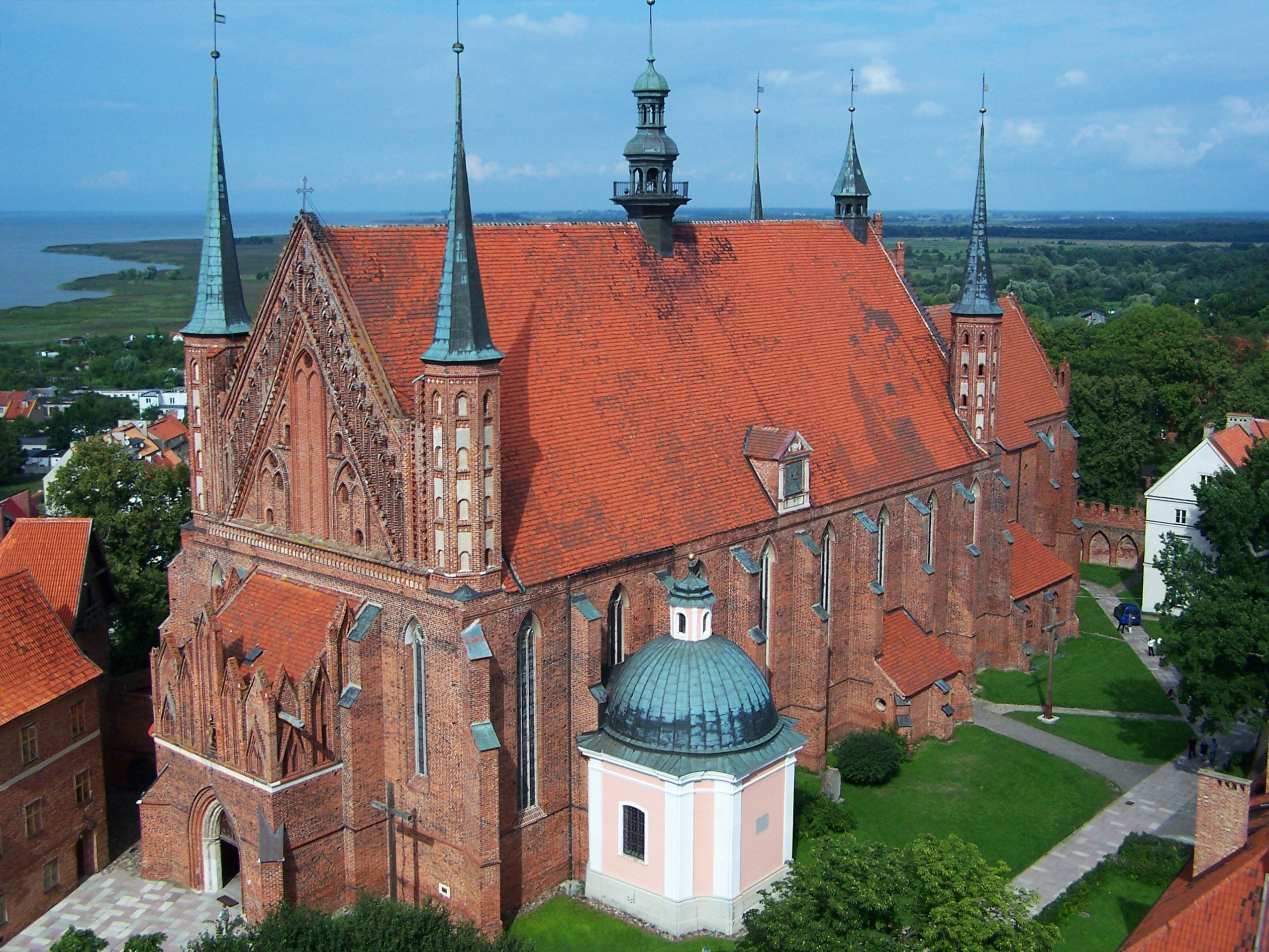
Bazylika archikatedralna Wniebowzięcia Najświętszej Maryi Panny i św. Andrzeja we Fromborku

### Architektura barokowa (XVII–XVIII w.)
Drugim charakterystycznym stylem architektonicznym dla Warmii jest barok, który cechuje późniejszy okres istnienia państwa warmińskiego (do jego likwidacji w 1772 roku).

Architektura barokowa na Warmii
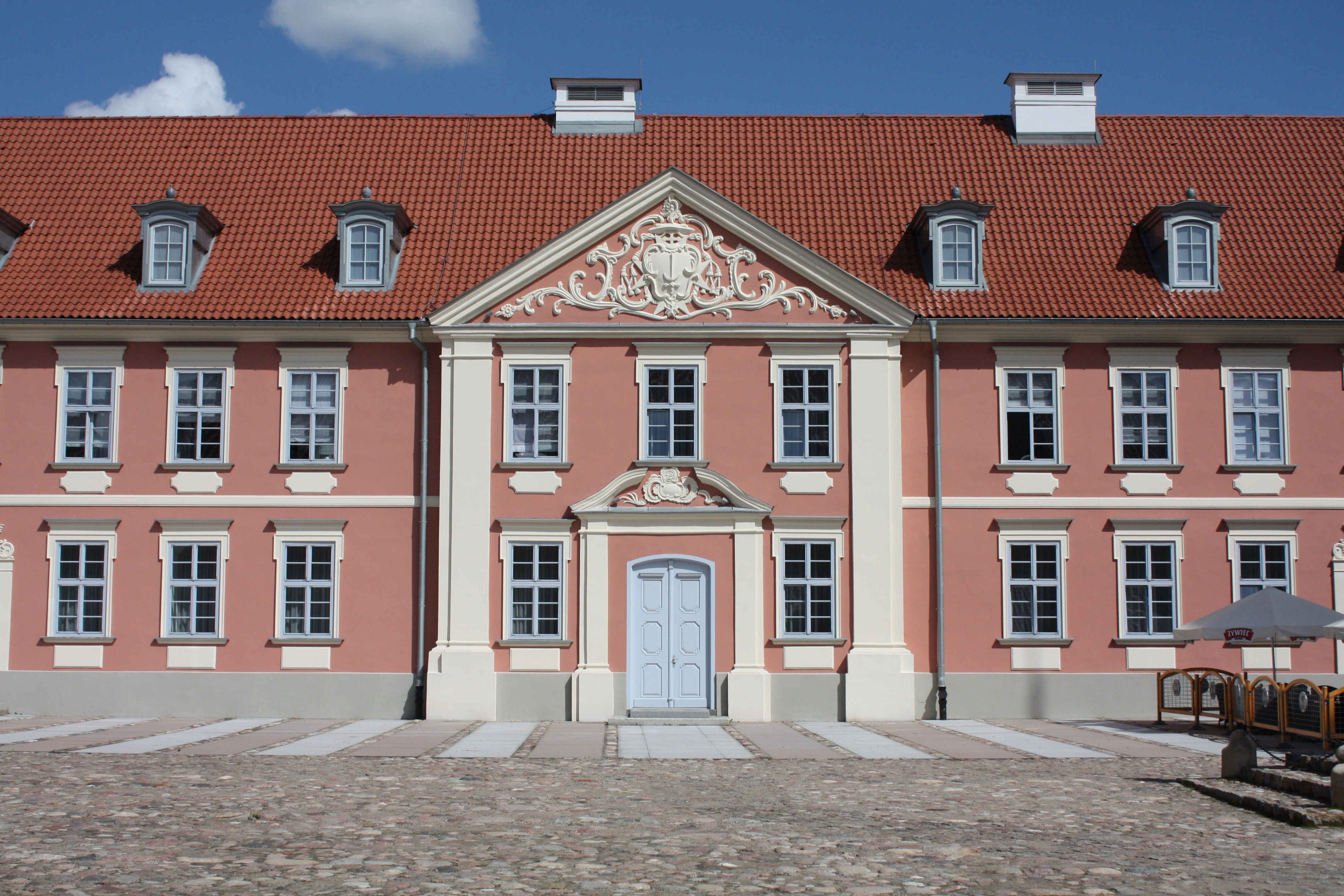
Pałac biskupi na Przedzamczu w Lidzbarku Warmińskim
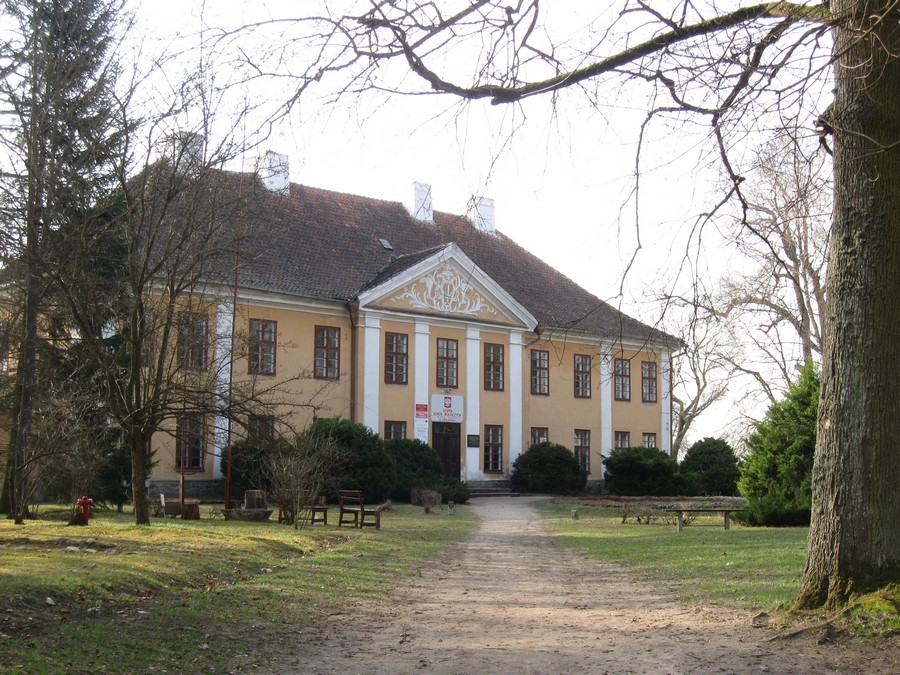
Letni pałac biskupów w Smolajnach
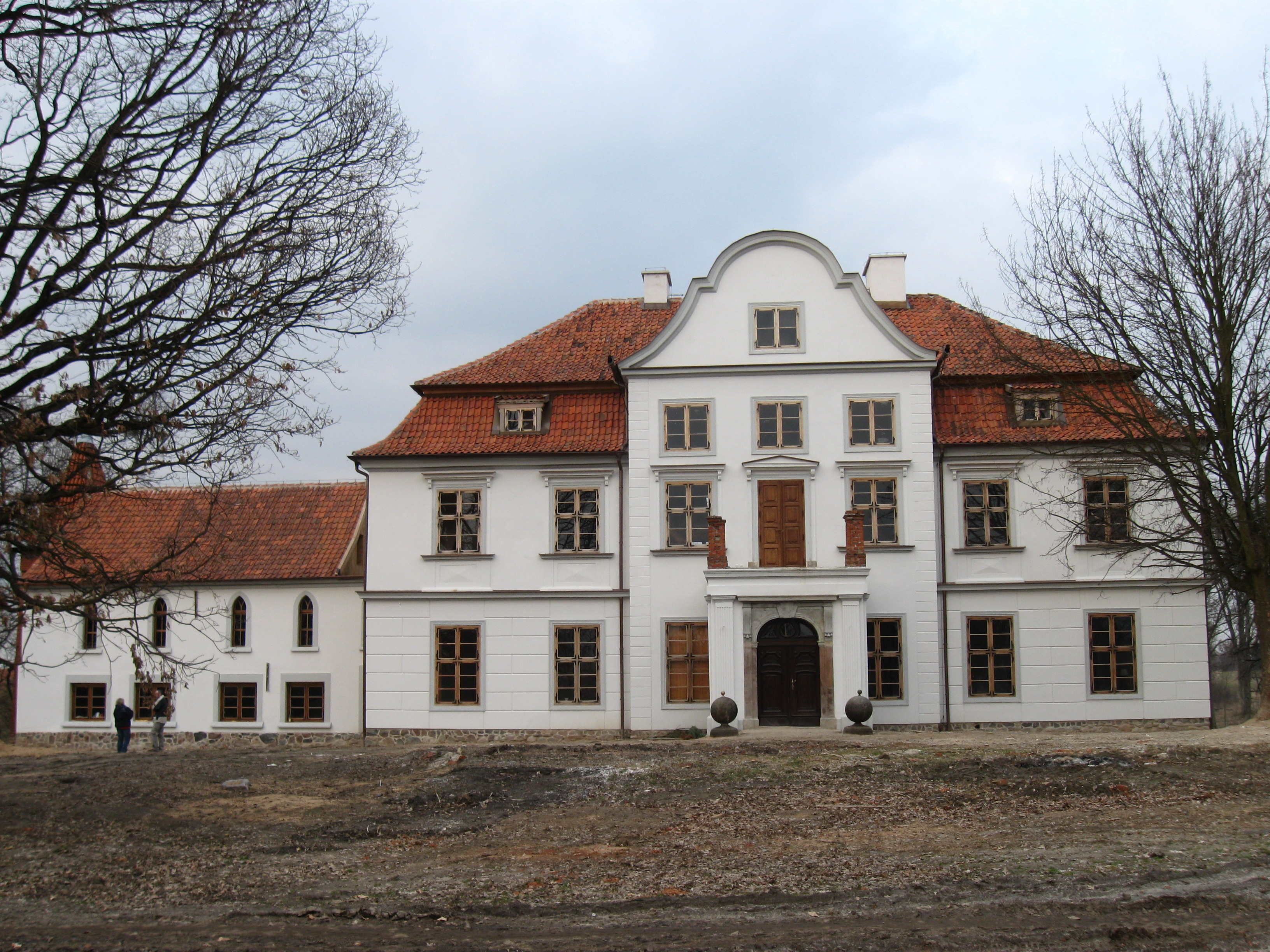
Pałac Rutkowskich w Bogatyńskich
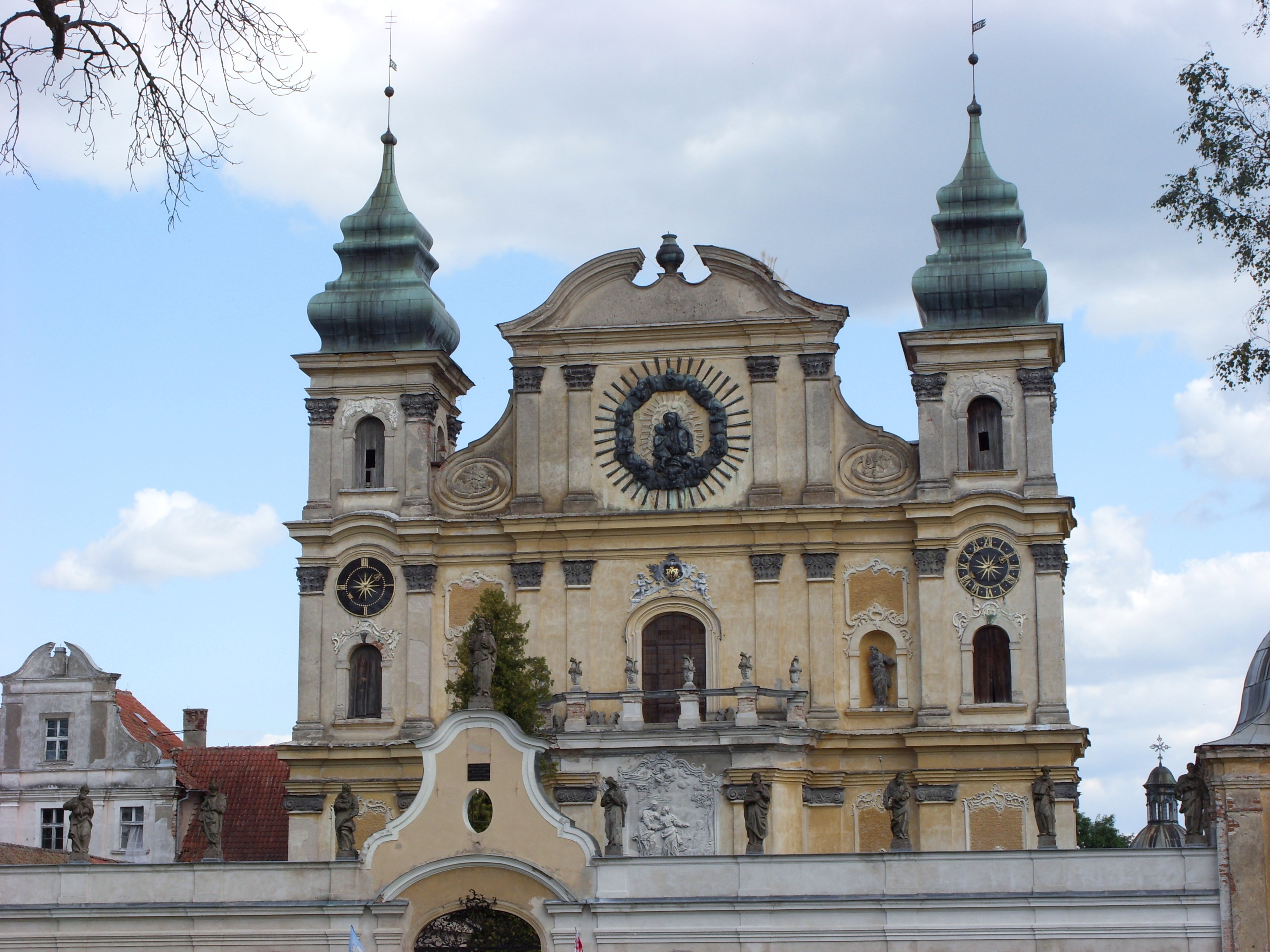
Barokowy kościół NMP w Krośnie koło Ornety
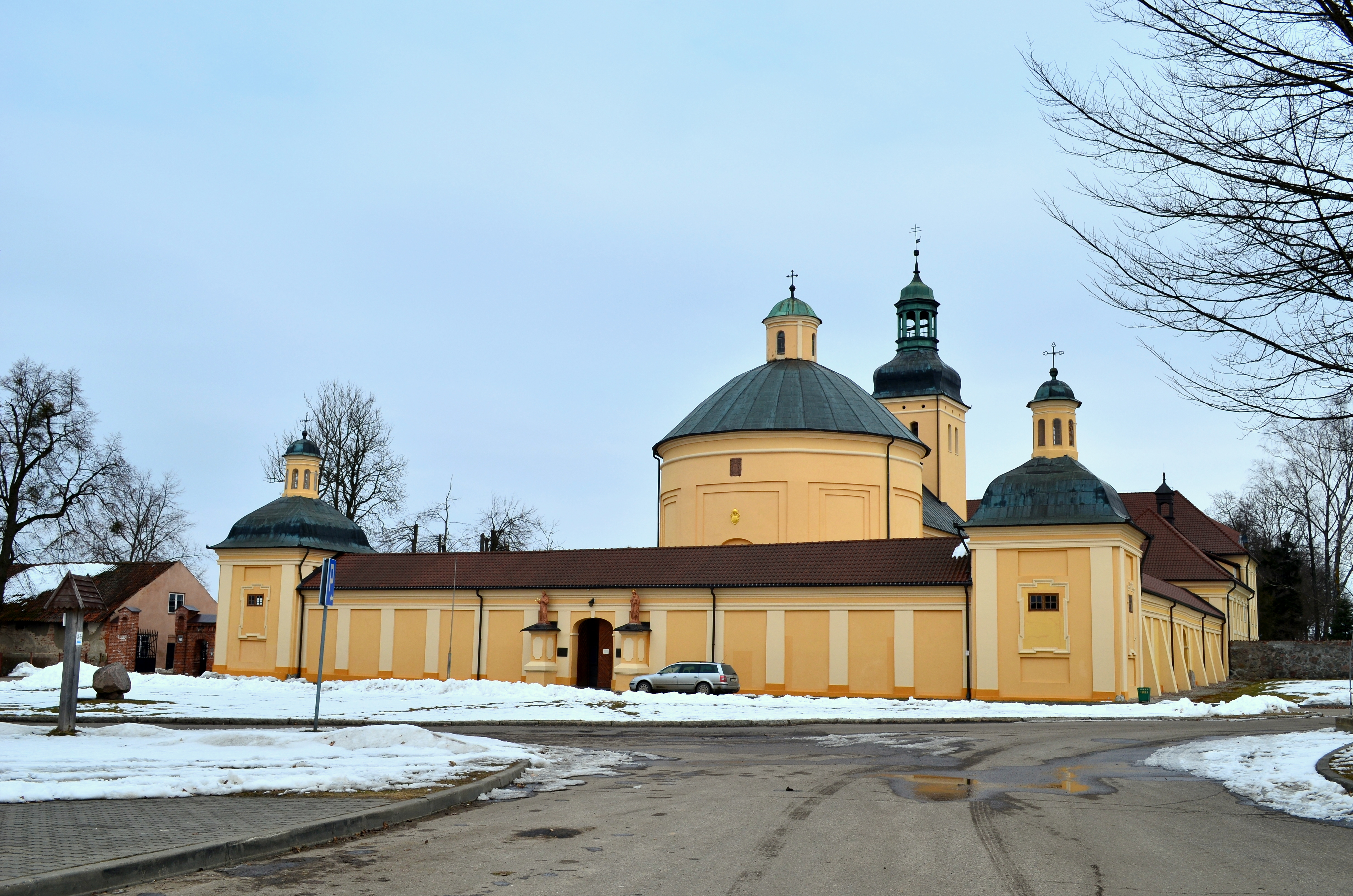
Sanktuarium maryjne w Stoczku Klasztornym
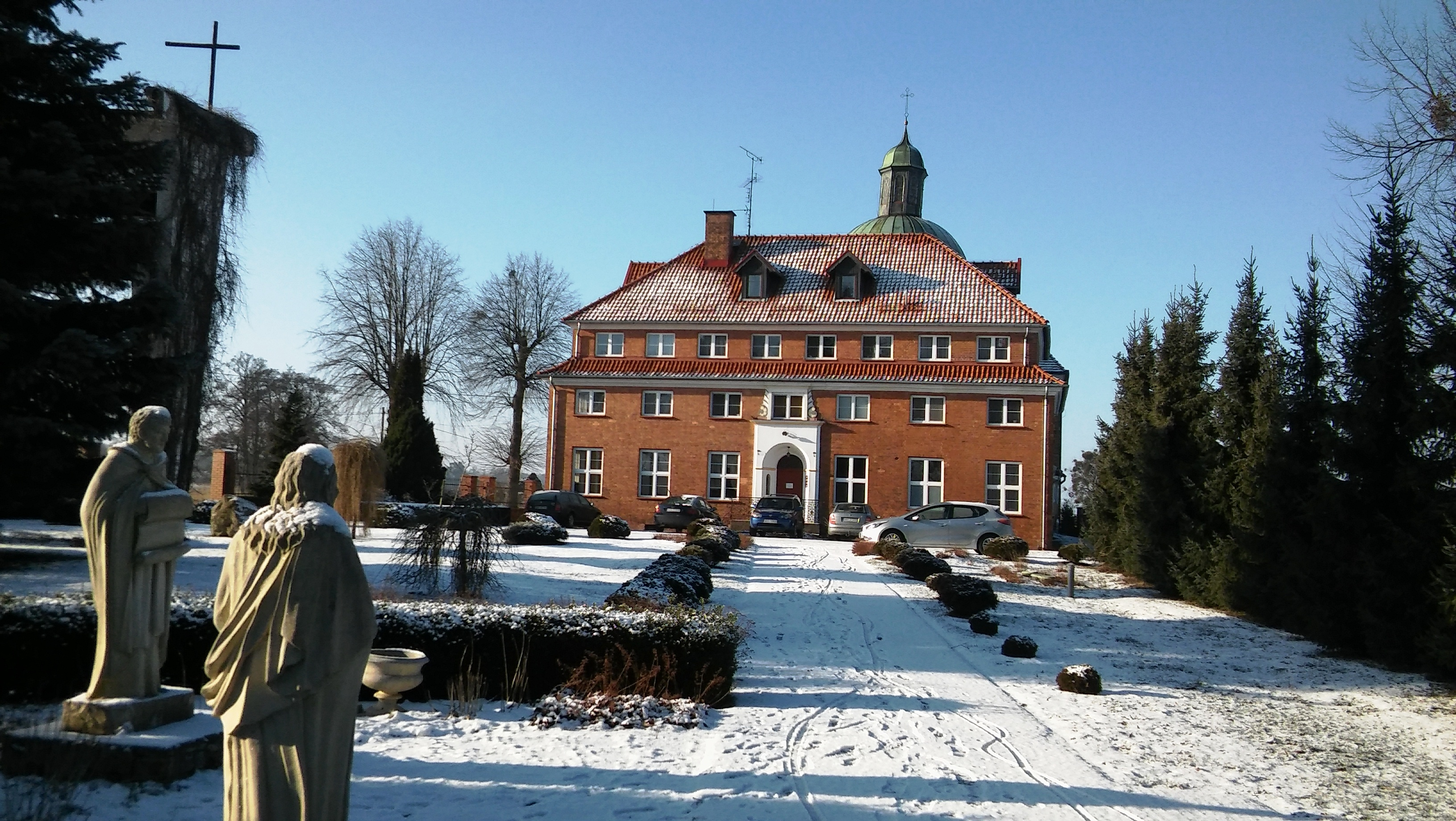
Kościół św. Krzyża w Braniewie
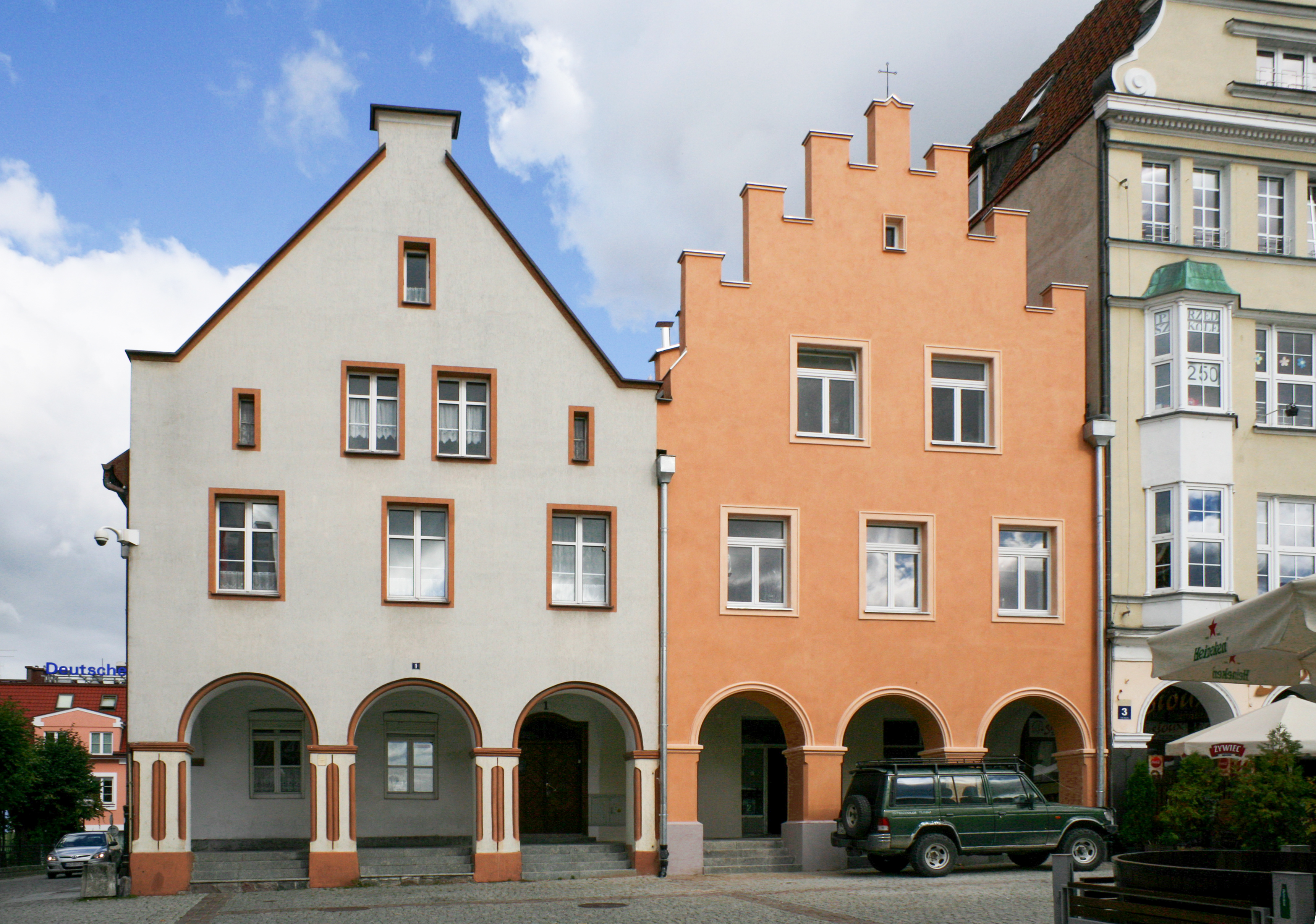
Barokowe kamieniczki na Rynku Starego Miasta w Olsztynie
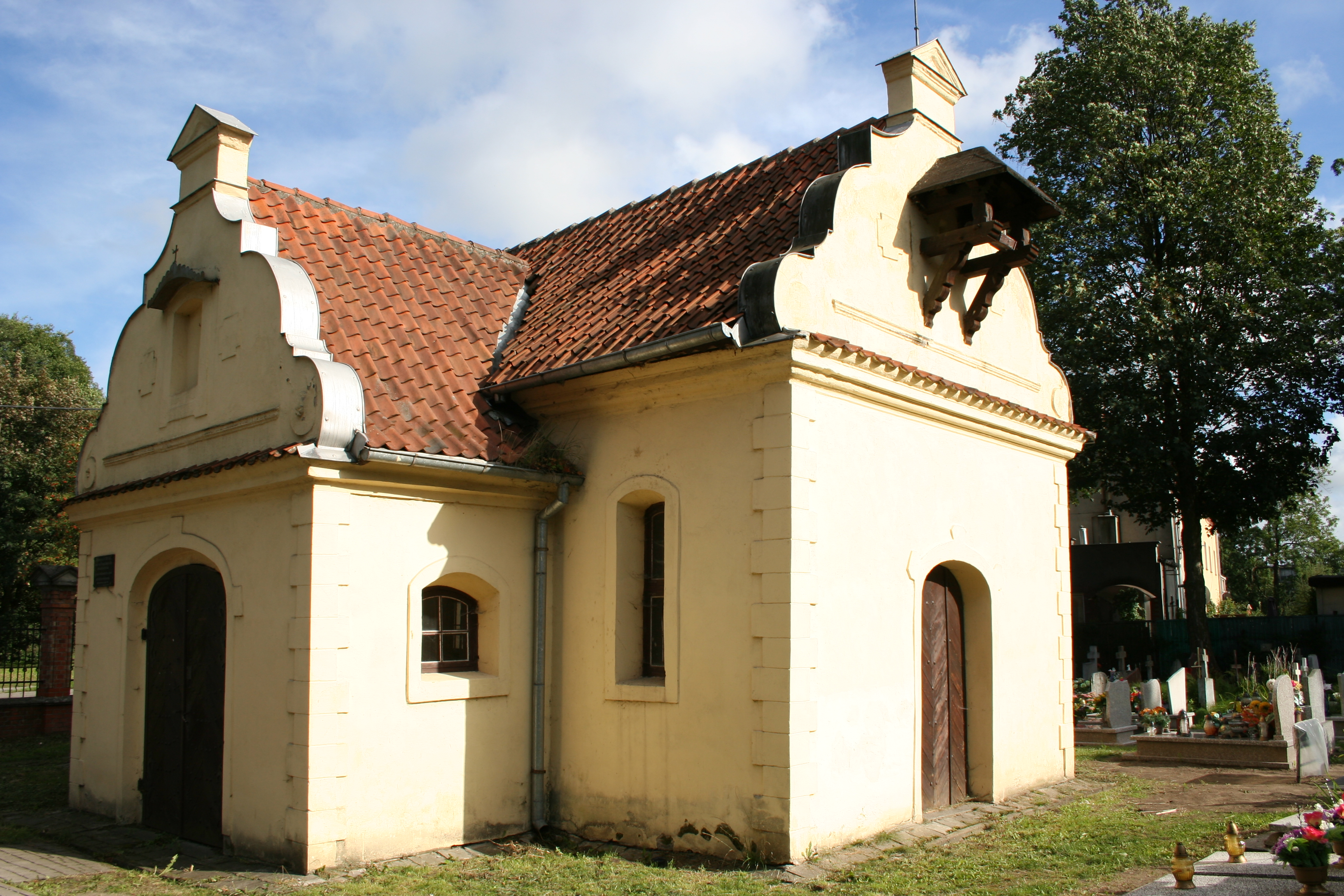
Kaplica św. Rocha w Braniewie
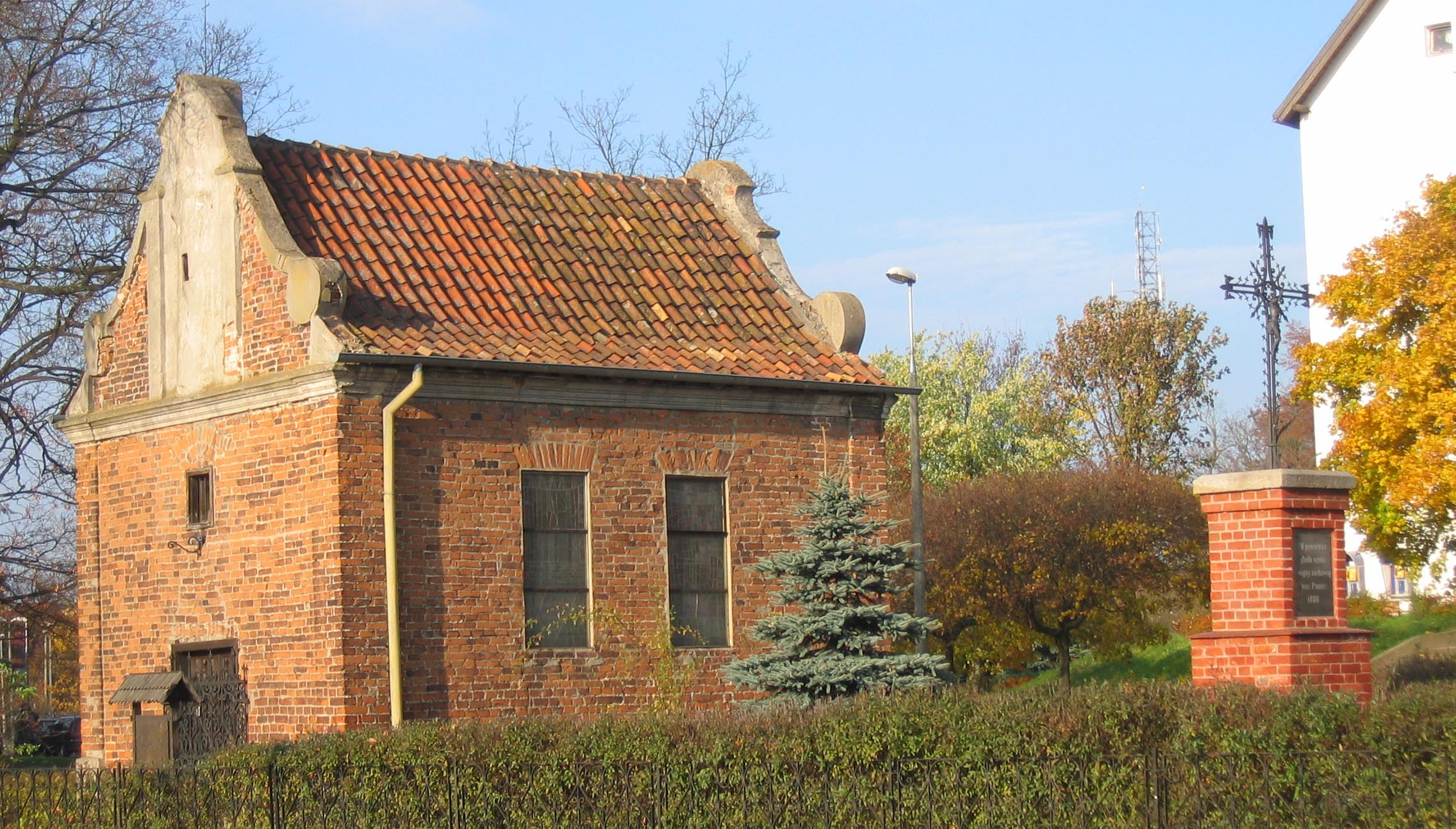
Kaplica Jerozolimska w Olsztynie

### Kapliczki
Charakterystyczne dla krajobrazu Warmii są przydrożne murowane kapliczki, które można znaleźć zarówno w miastach, jak i wsiach warmińskich. W odróżnieniu od sąsiednich Mazur, których mieszkańcy byli protestantami, warmińskie kapliczki są pozostałością katolickiej ludowej religijności dawnych mieszkańców Warmii.
W roku 2012 Stanisław Kuprjaniuk i Iwona Liżewska udokumentowali 1333 zachowane kapliczki na terenie Warmii.
Najstarsze kapliczki pochodzą z początku XVII wieku, a większość z nich powstała na przełomie XIX i XX wieku. Są one kontynuacją niewielkich murowanych kaplic, które stawiano w miejscach, gdzie nie było kościołów. W odróżnieniu od kaplic, kapliczki nie zawierały wnętrza, kult odbywał się na zewnątrz.
Kapliczki warmińskie zachowują charakterystyczną formę architektoniczną nawiązującą do warmińskiego baroku lub neogotyku.

Kapliczki warmińskie
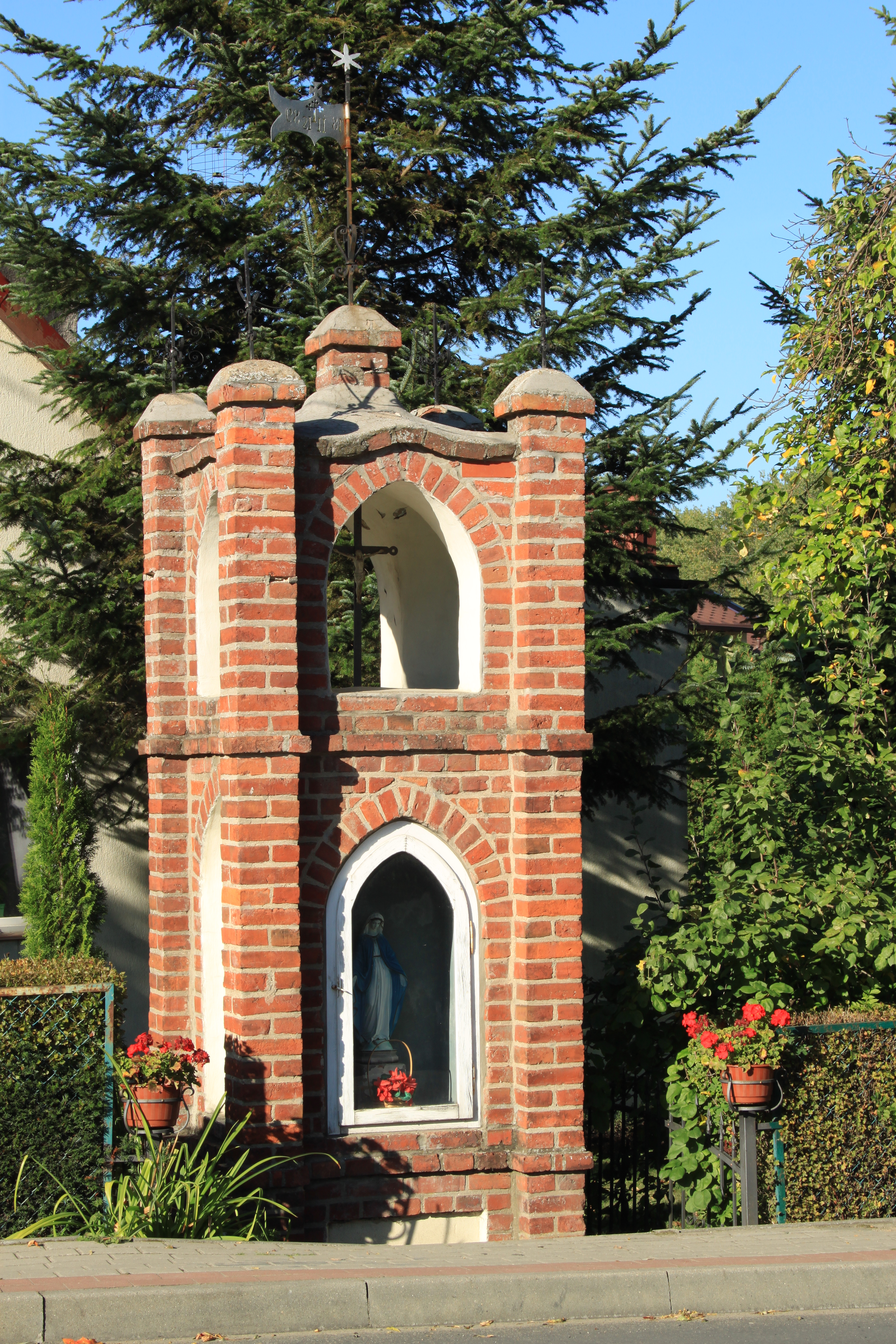
Bartąg
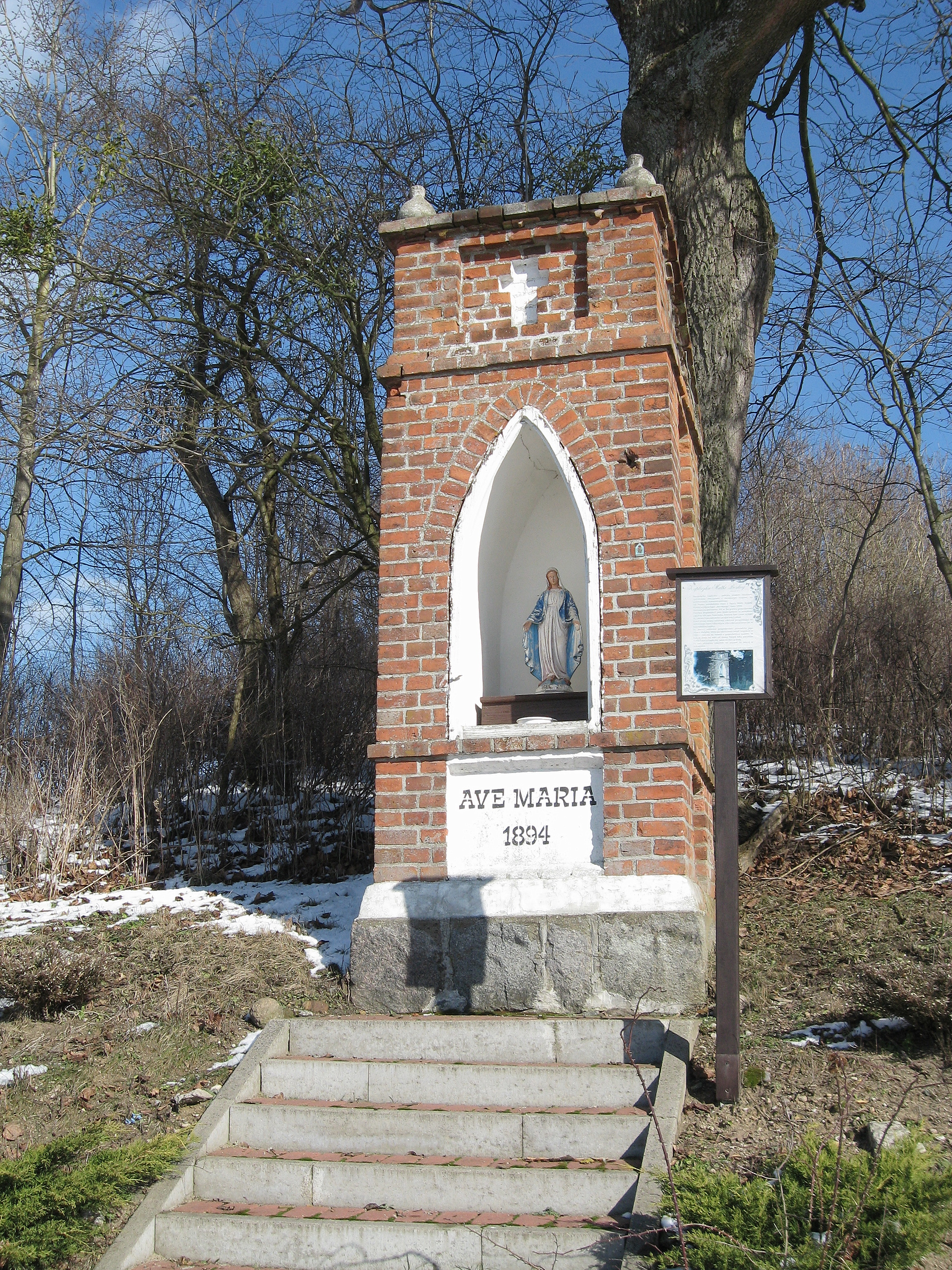
Bukwałd
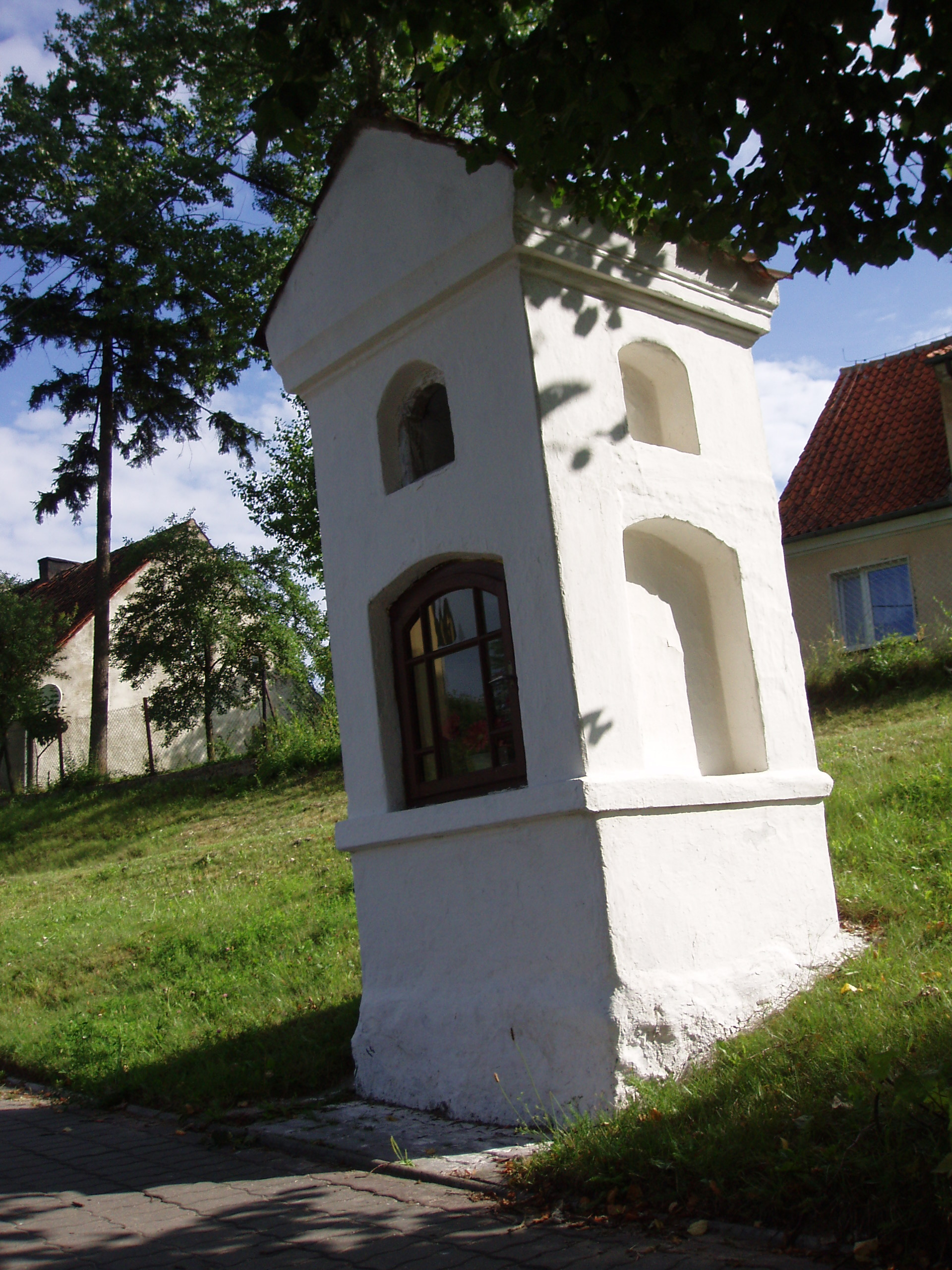
Butryny
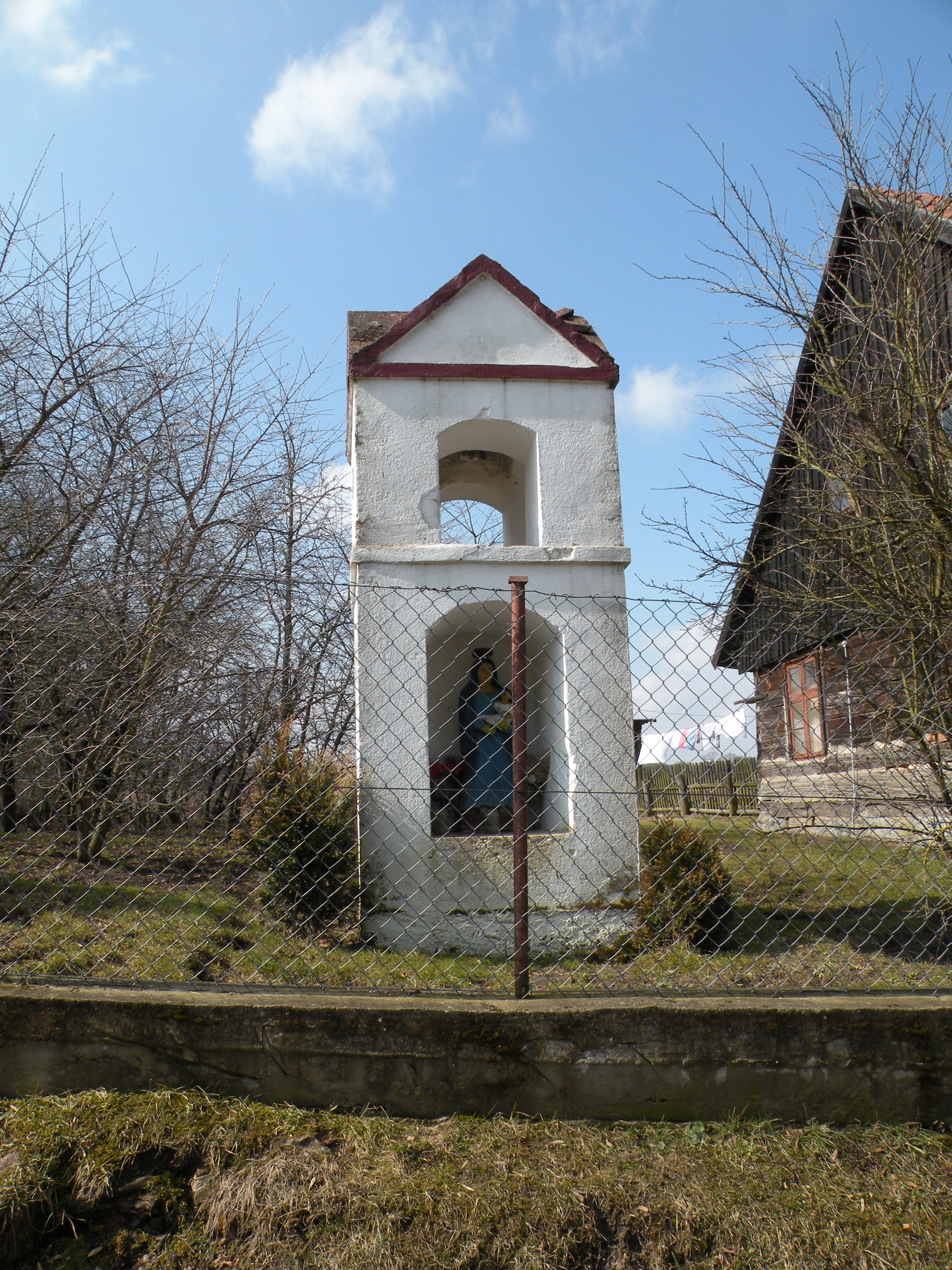
Kajny
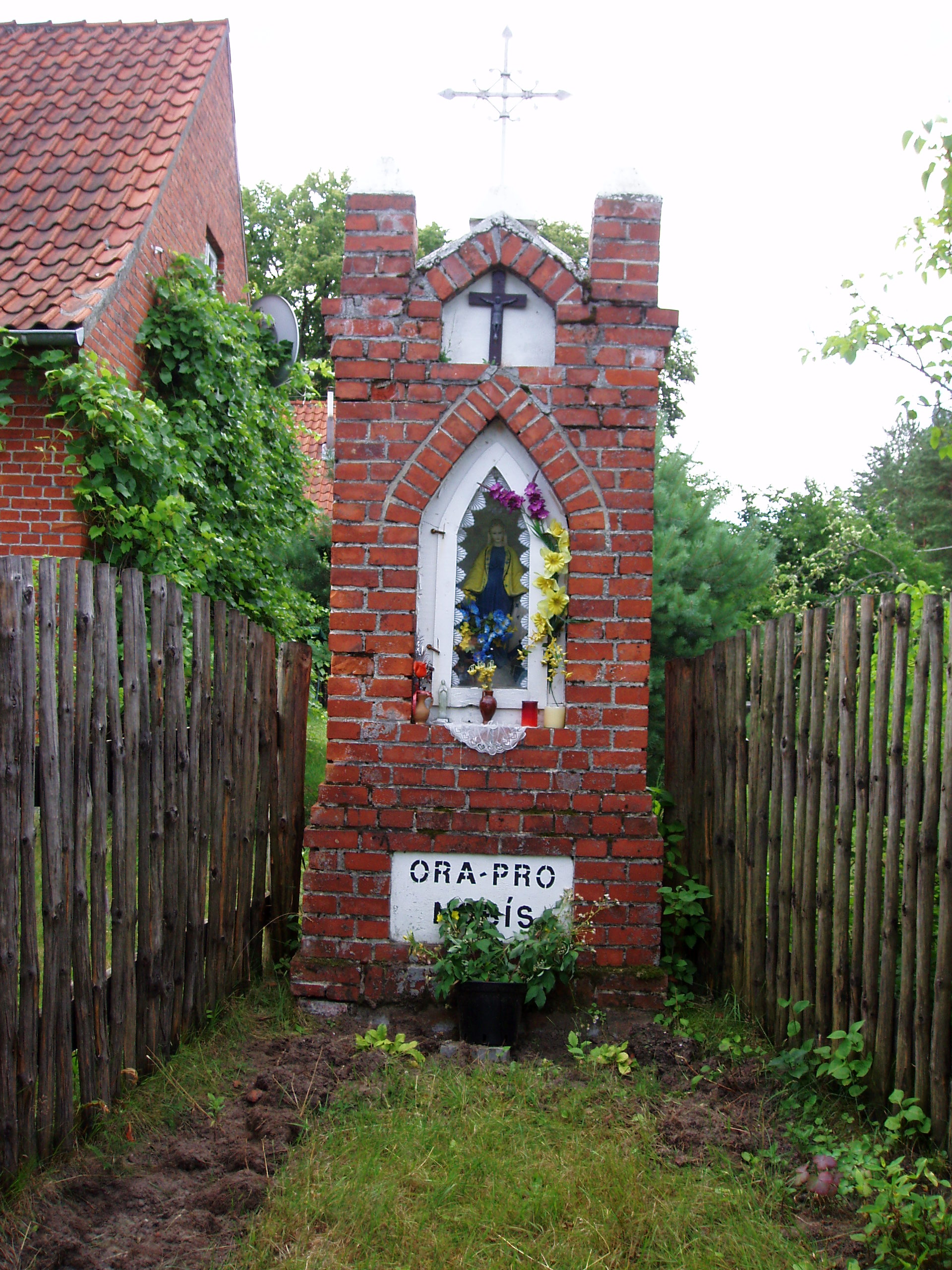
Kopanki
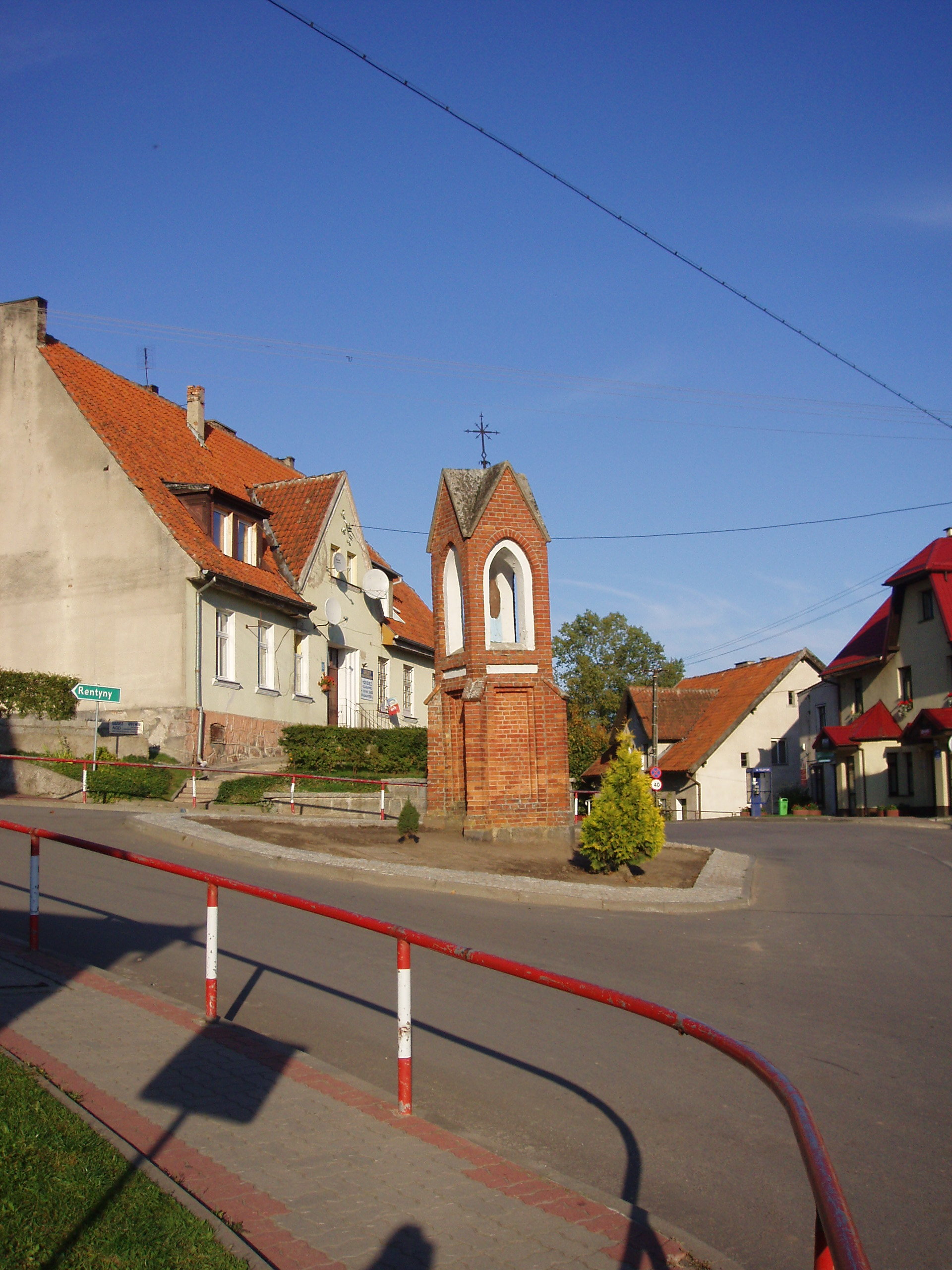
Gietrzwałd
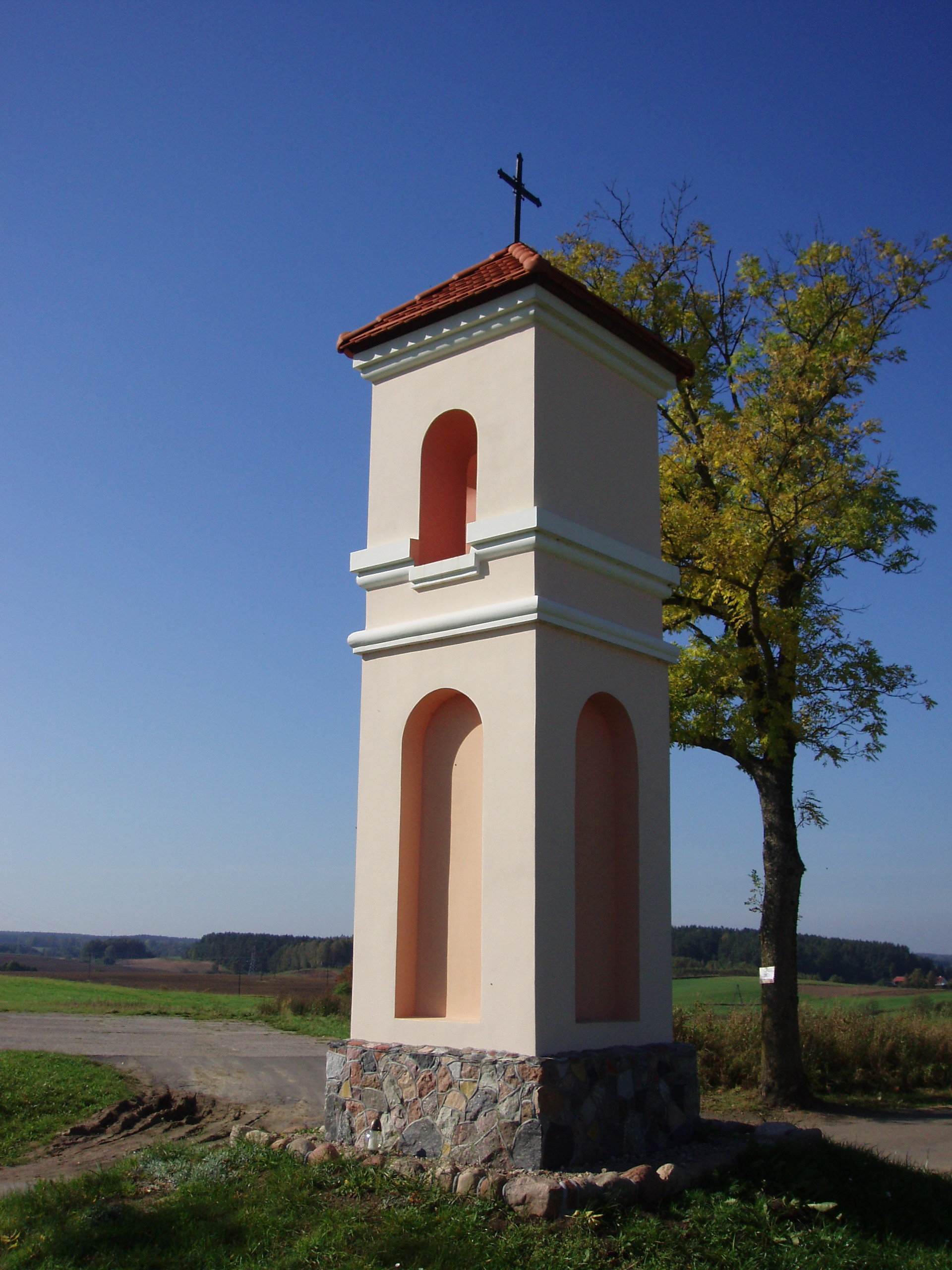
Gietrzwałd
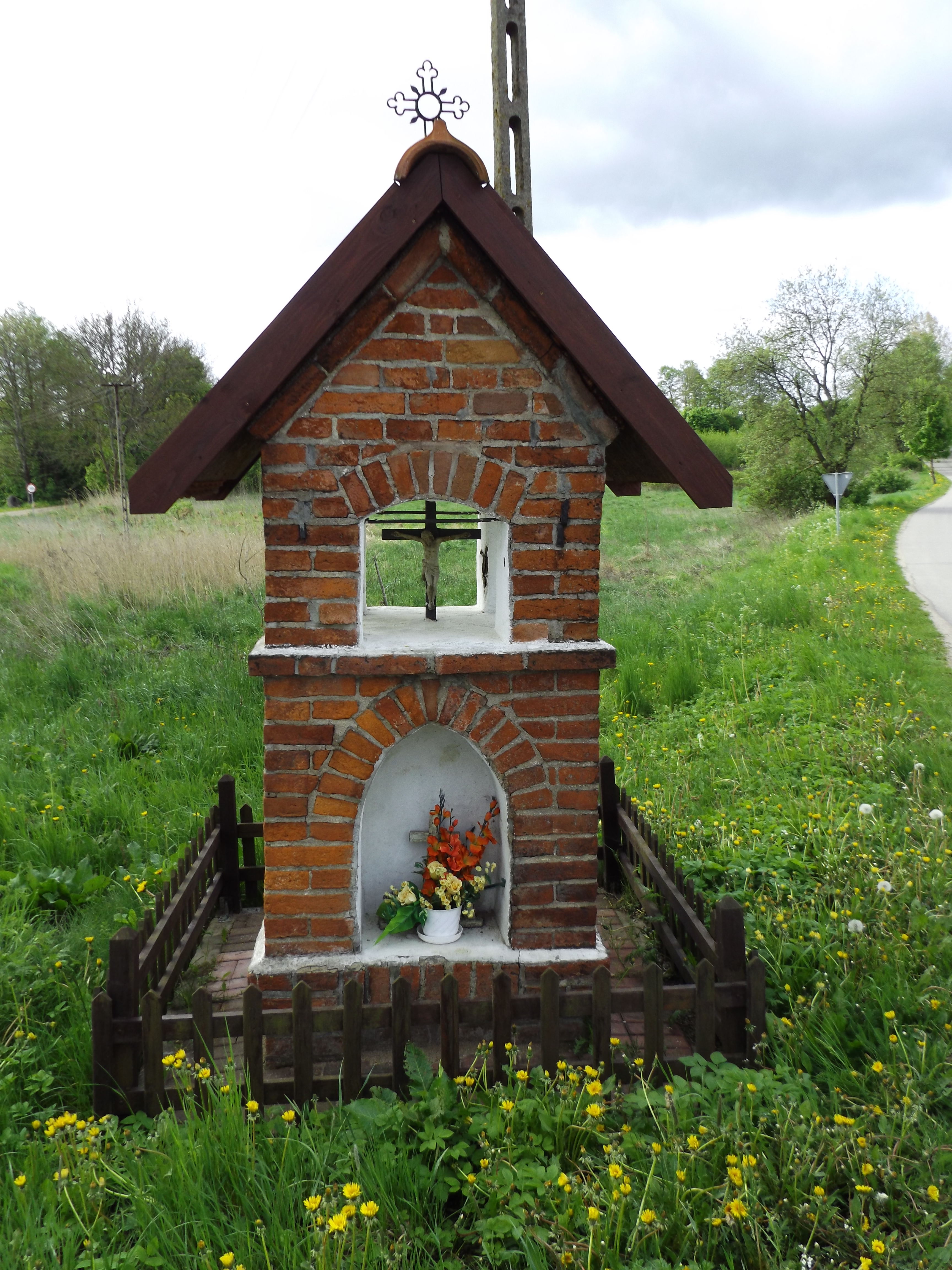
Ruś (powiat olsztyński)
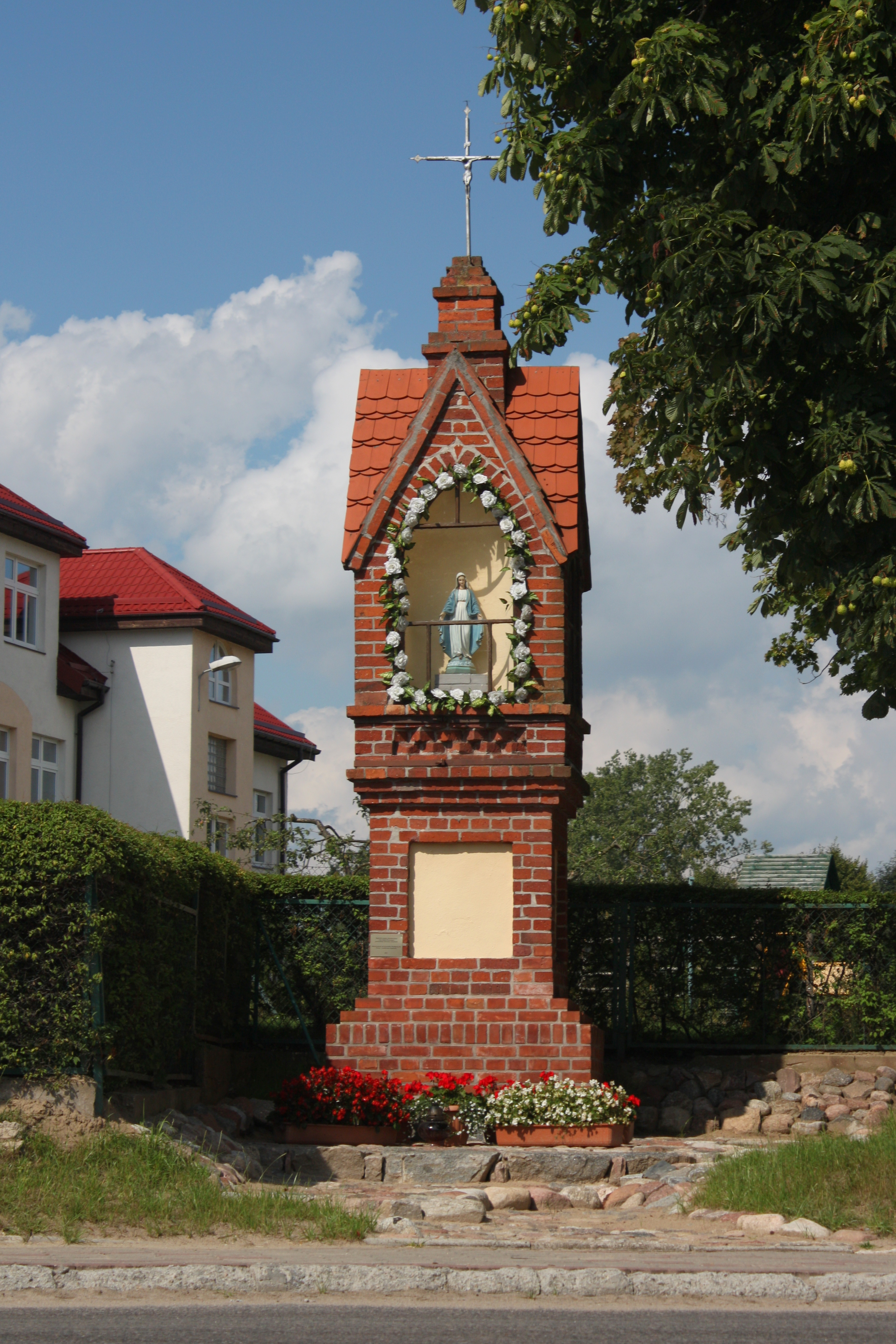
Klebark Wielki
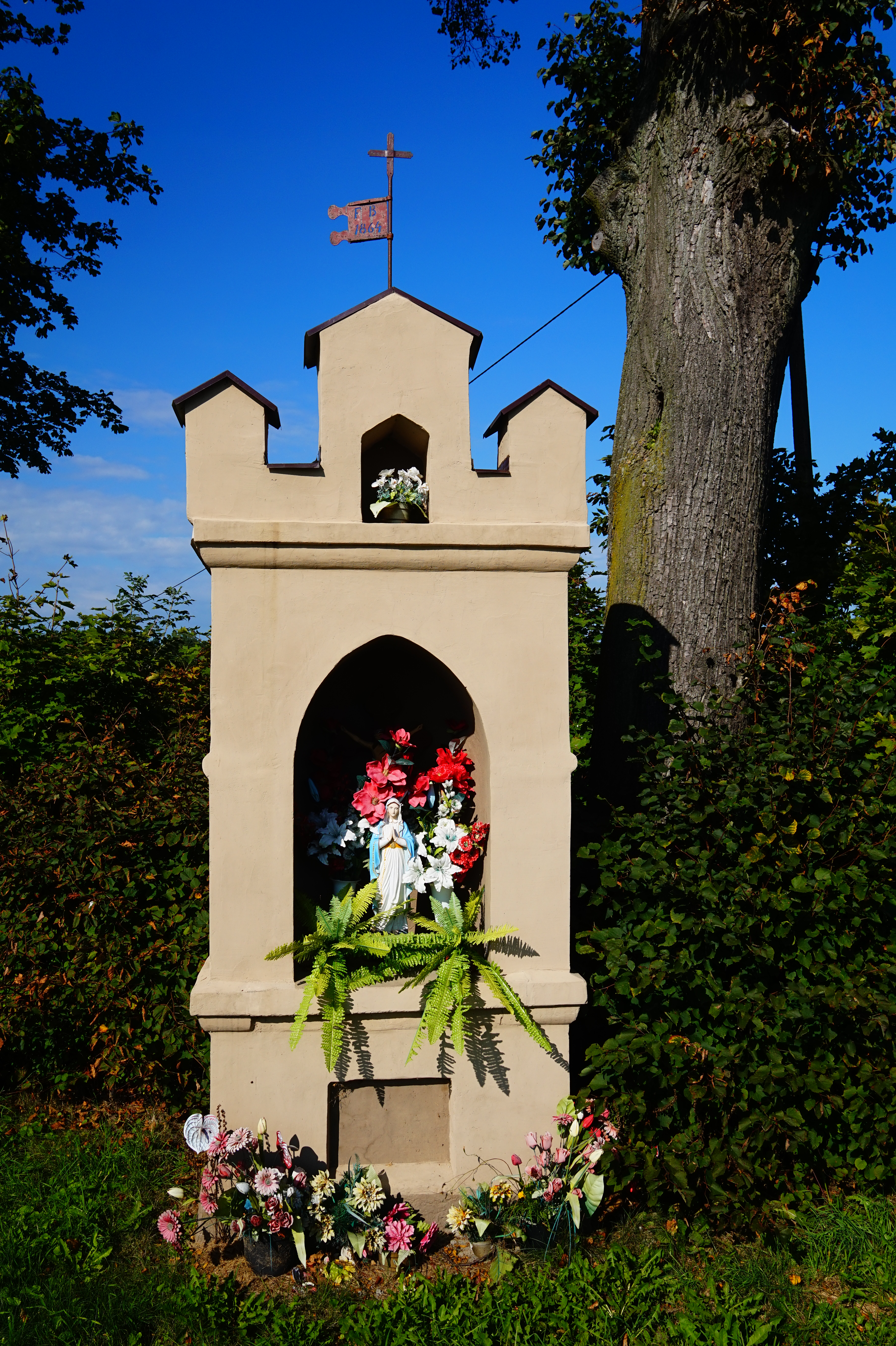
Kraszewo (powiat lidzbarski)
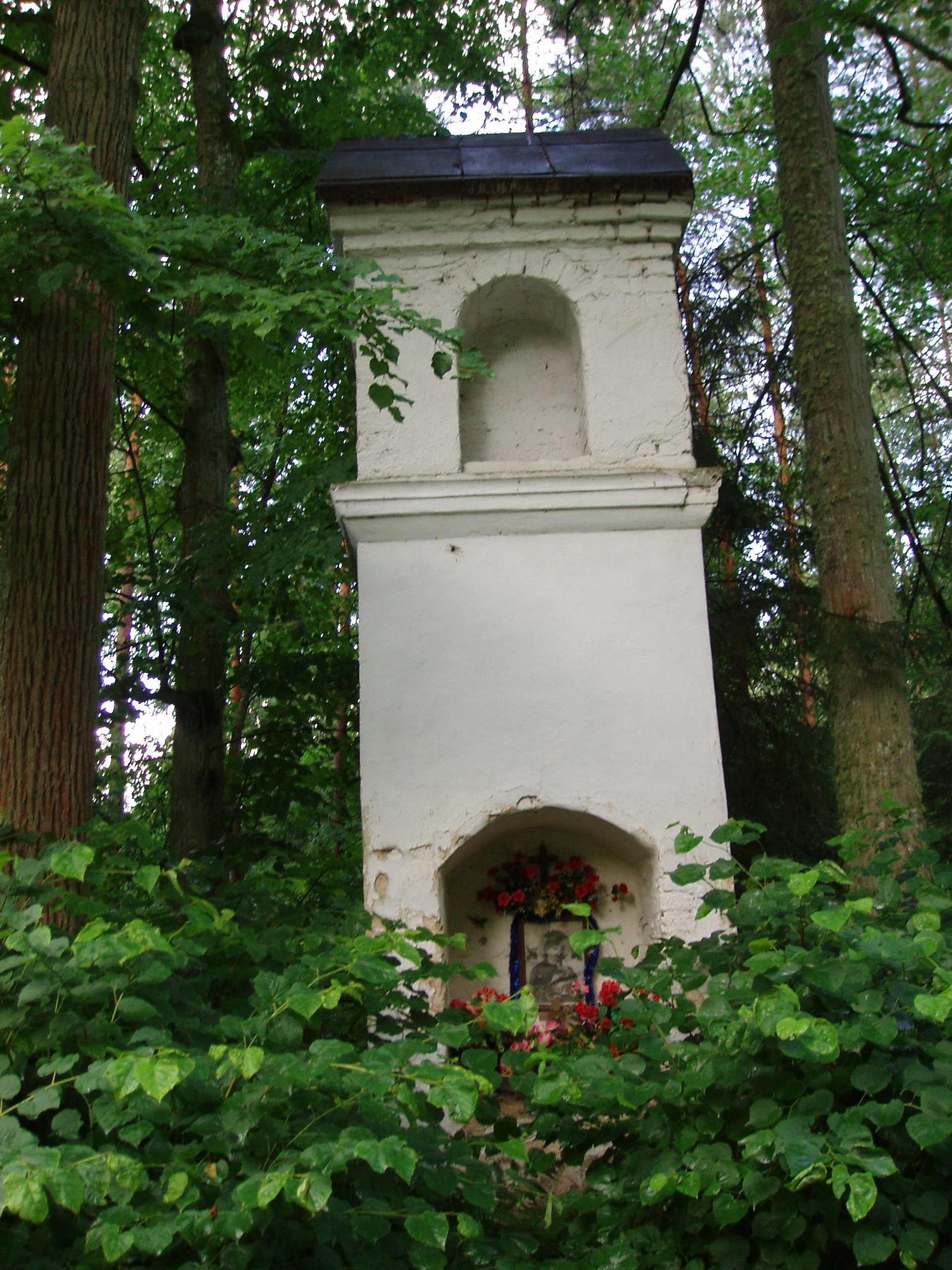
Międzylesie (gm. Dobre Miasto)
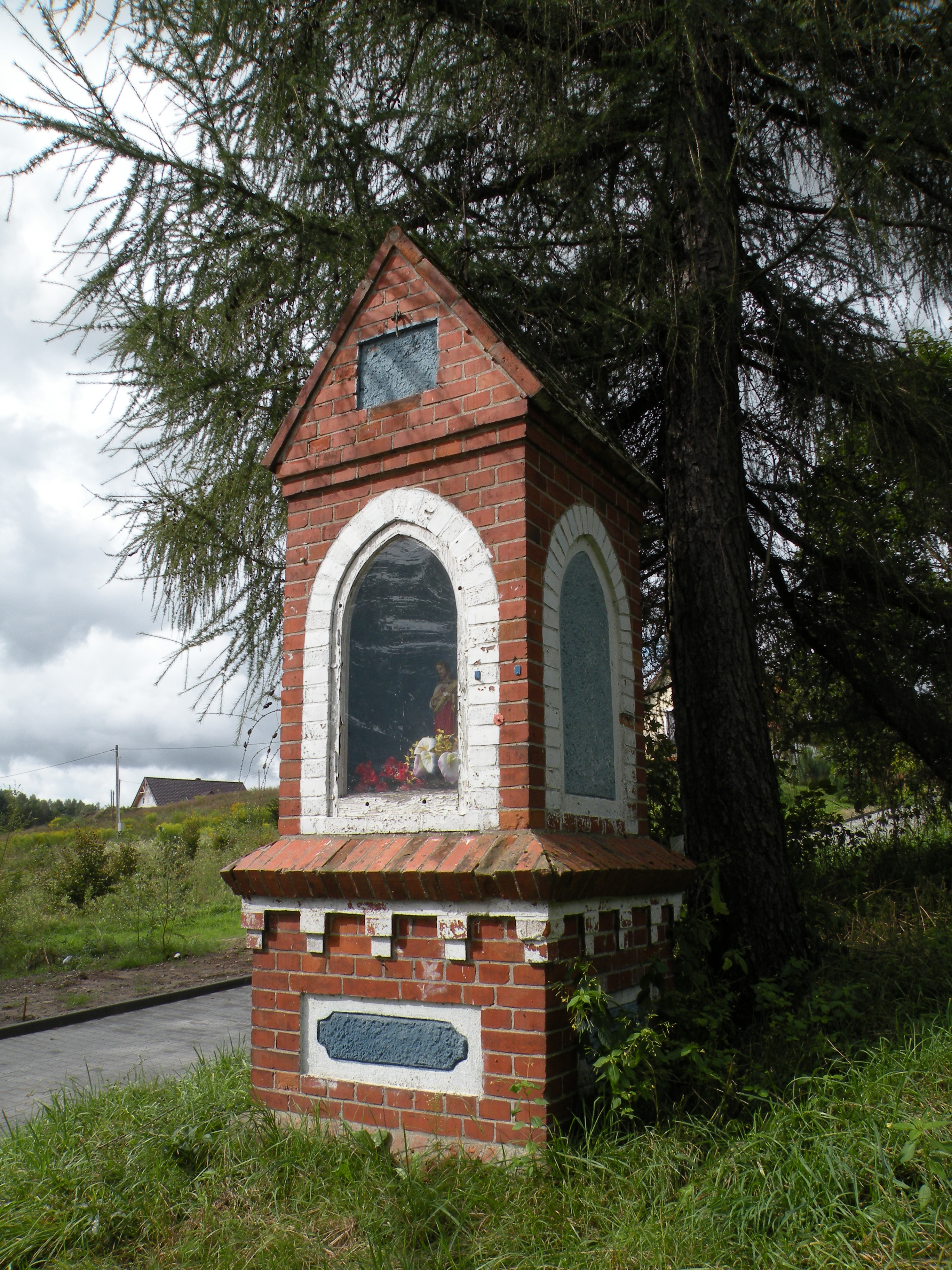
Słupy

### Architektura wsi warmińskich
Wsie warmińskie w większości lokowane były w średniowieczu, stąd też często mają charakter owalnic (wsie Stawiguda, Glebisko) i wielodrożnic (wsie Wrzesina, Purda). Ponadto w południowej części regionu licznie występują wsie ulicówki.

#### Architektura wsi w Warmii południowej
Chałupy z południa Warmii są szerokofrontowe z dwuspadowymi dachami, zazwyczaj trójdzielne z centralną sienią, lecz zdarzają się również domy dwudzielne z sienią z boku. Są proste w swojej budowie z rzadka występującymi gankami czy podcieniami szczytowymi lub narożnymi. Szczyty są jednodzielne, oszalowane pionowo, chociaż występują także dwudzielne z ozdobnie wycinanym deskowaniem szczytu. W starszych chatach dachy są głównie typu krokwiowo-jętkowego z murłatą lub częściej bez murłaty. W nieco nowszych występują ramy stolcowe dekoracyjnie wykończone. Chałupy te pierwotnie stawiano szczytem do drogi, lecz później przeważyło budowanie ich równolegle do przebiegającego traktu. Dodatkowo w budownictwie południowej Warmii występują wpływy i zapożyczenia z sąsiednich regionów, z zachodu i północy. Powszechne było np. mieszanie konstrukcji zrębowej i ryglowej poprzez budowanie ścian przyziemia w technice wieńcowej, a szczytów w tzw. murze pruskim. Najbardziej zdobionym elementem chaty były szparogi (wietrznice) – bogato rzeźbione deski zabezpieczające po bokach strzechę. W miejscu styku szparogów znajdował się pazdur – zdobienie szczytu domu.

#### Architektura wsi w Warmii północnej
Zupełnie inaczej natomiast wyglądały domy Warmii północnej. Głównie w rejonie Pieniężna i Ornety przeważała ludność wywodząca się od niemieckich osadników z Lubeki i ze Śląska, która wznosiła chałupy zupełnie inne od tych z południowej Warmii. Budynki te były rozległe o często skomplikowanym kształcie, a w swych wnętrzach mieściły izby o różnym przeznaczeniu: części mieszkalną, magazynową, hodowlaną, warsztatową oraz inne. Ich ściany najczęściej wznoszone były w technice ryglowej z wypełnieniem cegłą lub szachulcem. Zdarzały się również konstrukcje szkieletowe oszalowane, murowane oraz wieńcowe z litego drewna. Do wzniesienia jednego budynku często stosowano różne konstrukcje i techniki. Dzięki zastosowaniu ryglowych ścianek kolankowych budynki te często miały użytkowe piętra. Dachy tych domostw były duże i czterospadowe, bądź naczółkowe z dymnikiem. Pomimo zjawiska łączenia funkcji mieszkalnej oraz gospodarczej budynków wznoszono także wolno stojące budynki gospodarcze jak spichlerze czy stodoły. Ściany tych budynków były zazwyczaj prostsze w swej budowie i wykonane tańszymi technikami, jak np. szkielet oszalowany deskami. Takie wsie często występowały od Pieniężna i Ornety aż po Braniewo, lecz do dzisiaj żadna tego typu konstrukcja nie zachowała się na terytorium Warmii czy Polski.

Wybrane domy warmińskie
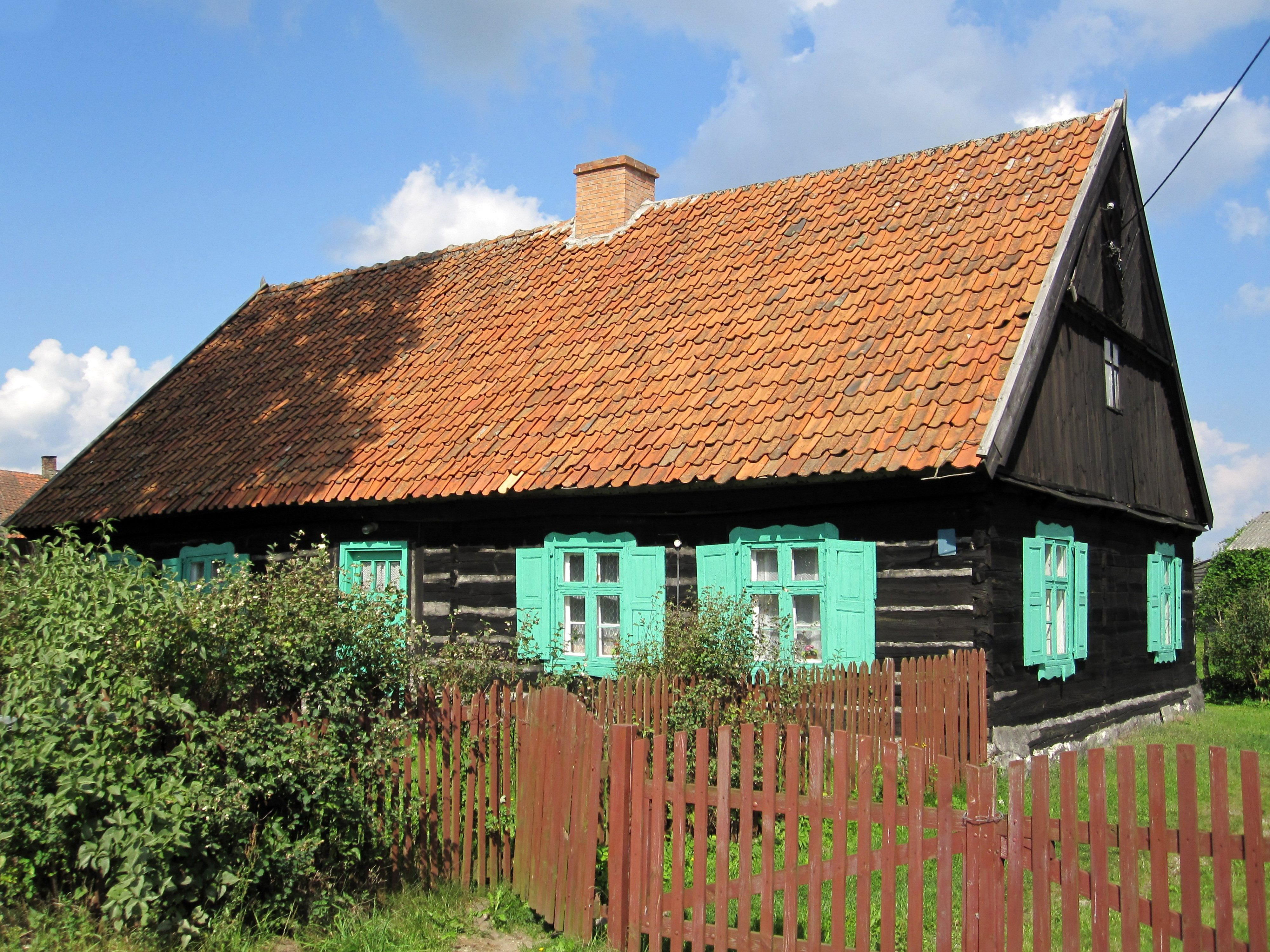
Dom w Marcinkowie
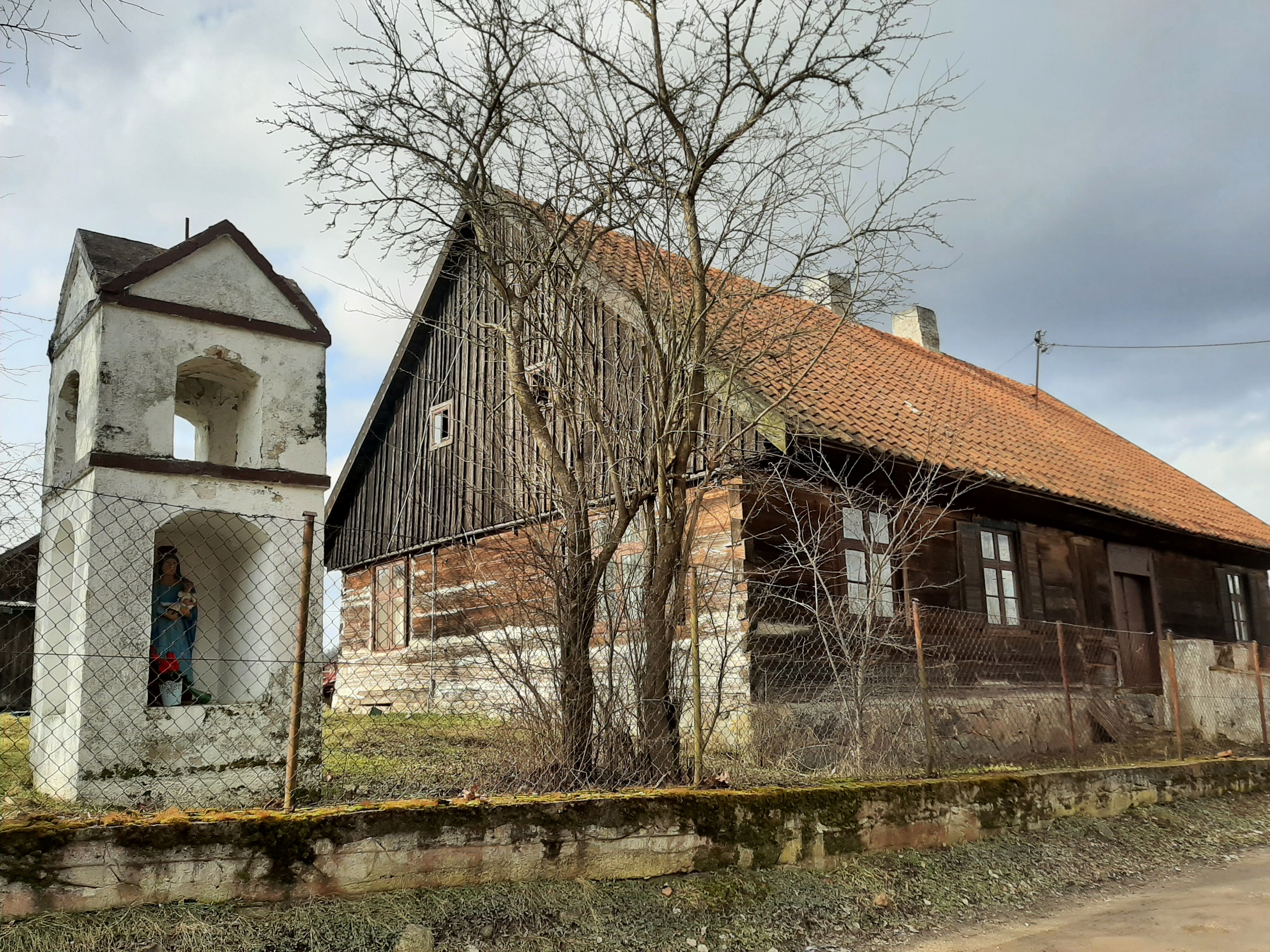
Drewniana chałupa w Kajnach
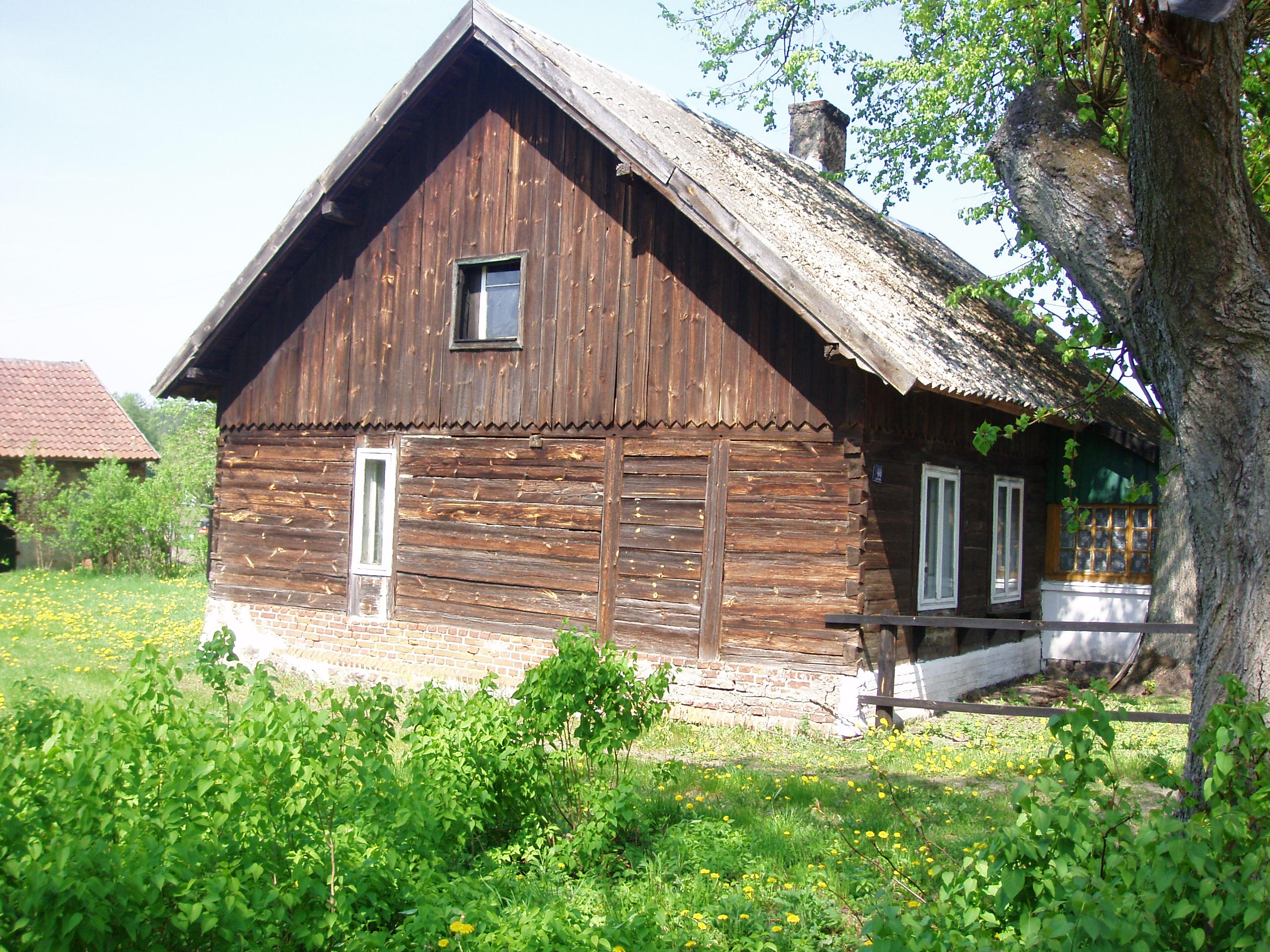
Drewniany dom w Nowej Wsi

## Znane osoby związane z Warmią

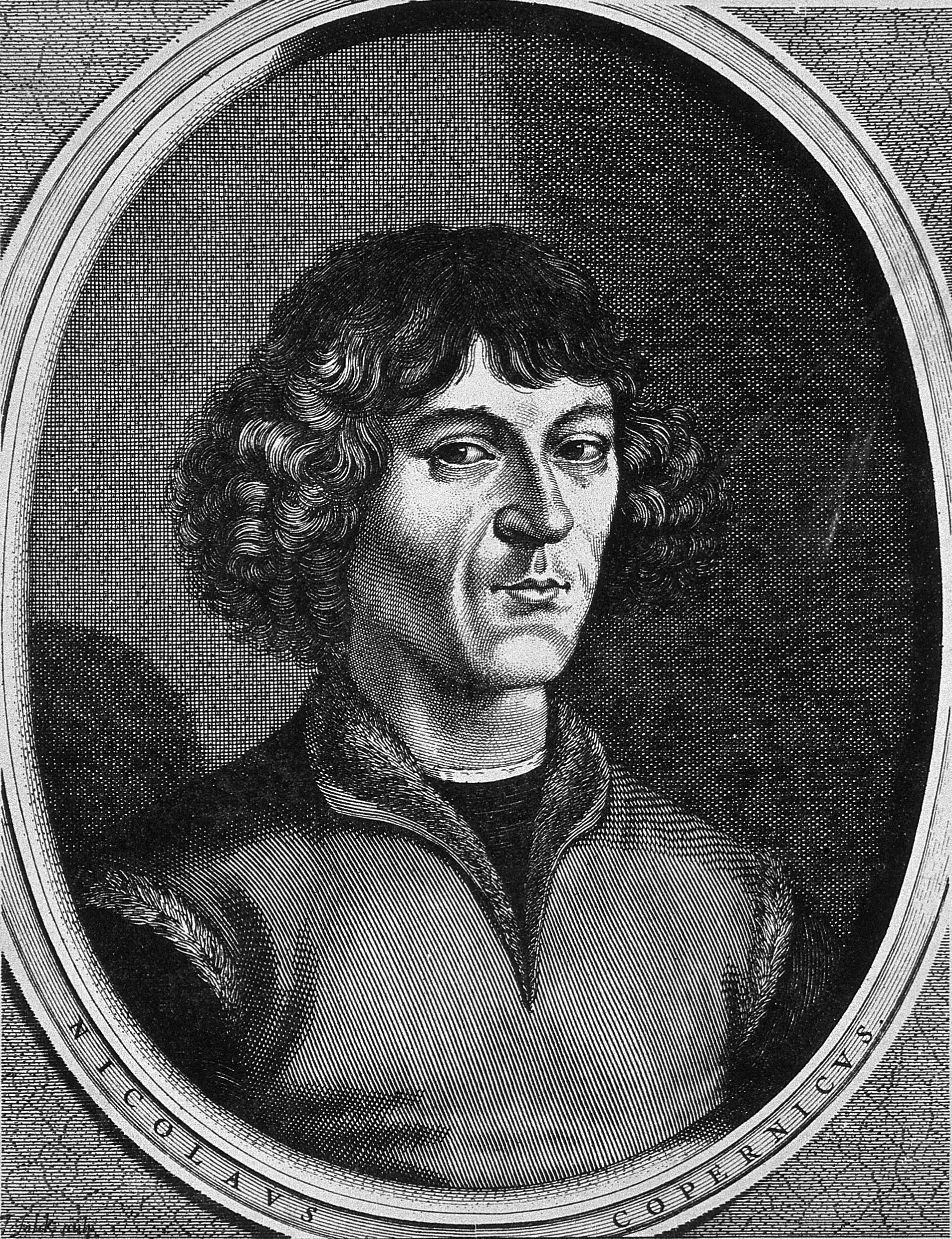
Mikołaj Kopernik – kanonik kapituły warmińskiej, twórca teorii heliocentrycznej

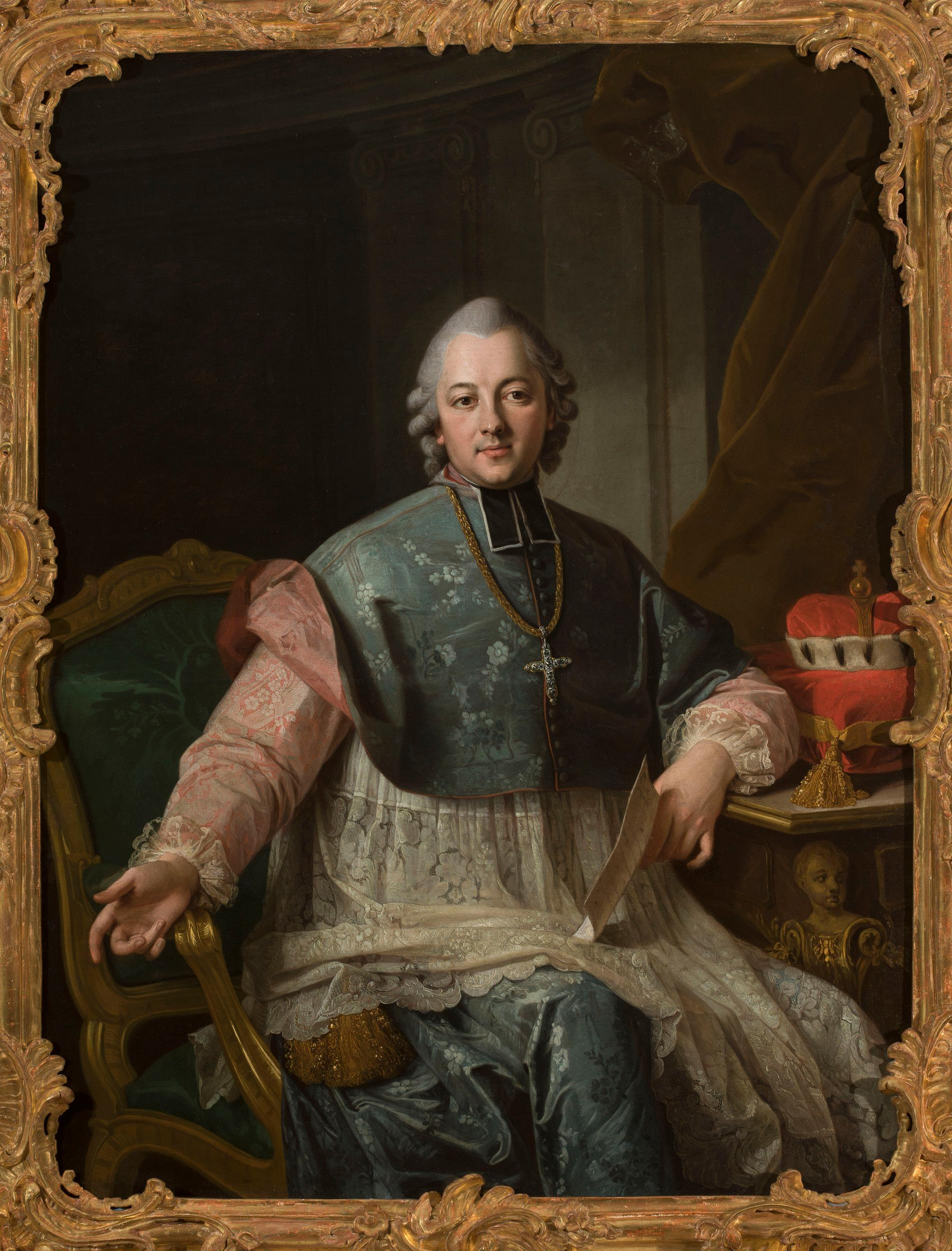
Ignacy Krasicki – książę biskup warmiński, zwany „księciem poetów polskich”

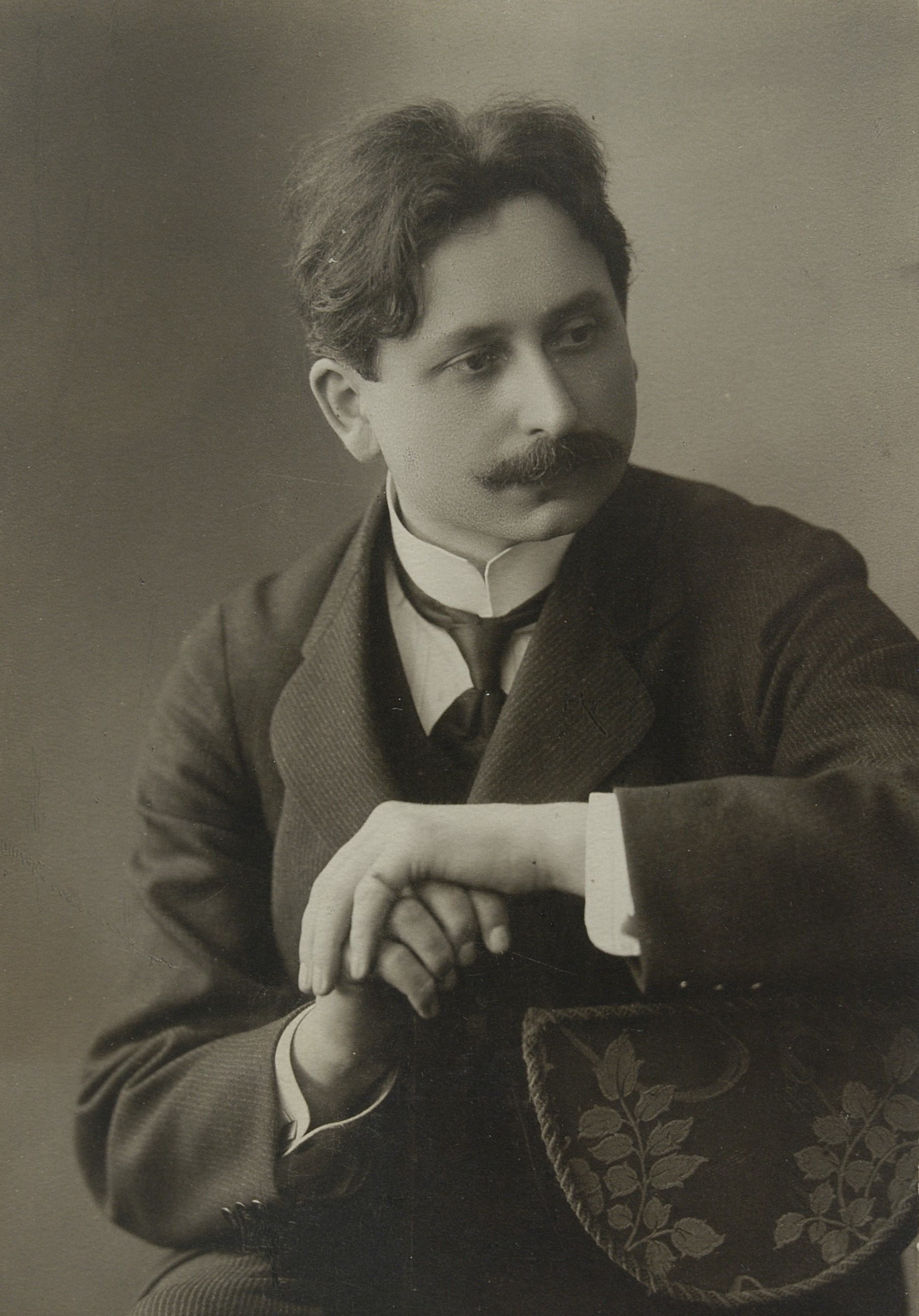
Feliks Nowowiejski, twórca melodii Roty

- Mikołaj Kopernik – kanonik kapituły warmińskiej w latach 1497–1543
- Ignacy Krasicki – biskup warmiński w latach 1767–1795, ostatni zwierzchnik Księstwa Warmińskiego
- Walenty Barczewski – działacz narodowy, proboszcz w Brąswałdzie
- Rainer Barzel – niemiecki polityk CDU
- Jan Boenigk – nauczyciel, polski działacz oświatowy
- Hugo Haase – niemiecki polityk SPD
- Maciej Jan Meyer – malarz epoki baroku
- Zbigniew Mikołejko – filozof i historyk, poeta
- Feliks Nowowiejski – kompozytor, twórca Hymnu warmińskiego i melodii Roty
- Erich Mendelsohn – architekt, czołowy przedstawiciel modernizmu i art déco
- Seweryn Pieniężny – polski dziennikarz i wydawca
- Regina Protmann – zakonnica, założycielka zakonu św. Katarzyny, błogosławiona
- Andrzej Samulowski – poeta ludowy i działacz z Gietrzwałdu
- Georg Sterzinsky – kardynał, arcybiskup Berlina
- Hans-Jürgen Wischnewski – niemiecki polityk SPD
- Marek Jackowski – muzyk, współzałożyciel i lider zespołu Maanam